# Bernard Law Montgomery
Bernard Law Montgomery (anglès: Bernard Montgomery)  (Kennington, 17 de novembre de 1887 - Alton, 24 de març de 1976), kg, gcb, dso, pc, primer vescomte d'el Alamein, fou un oficial de l'exèrcit britànic, sovint conegut com a "Monty". Va comandar amb èxit les forces aliades a la Batalla d'El Alamein, un punt decisiu a la Segona Guerra Mundial, en què es van expulsar del nord d'Àfrica les tropes de l'Eix. Més tard, va ser el comandant aliat a Itàlia i a l'Europa del nord-oest, on comandà l'exèrcit de terra durant la batalla de Normandia.

## Biografia

### Primers anys
Bernard L. Montgomery va néixer a Kennington, Surrey, el 1887. Va ser el quart fill dels nou que va tenir en Henry Montgomery –un ministre de l'Església d'Irlanda– amb Maud Farrar. Els Montgomery, una família de nobles "Ascendents", eren una branca del clan Montgomery al comtat de Donegal. El pare d'en Bernard, el reverend Henry Montgomery –vicari de l'església de St Mark a Kennington–, era el segon fill de Sir Robert Montgomery, nadiu d'Inishowen, que exercí com a funcionari a l'Índia britànica. La mare d'en Bernard, Maud, era filla del famós predicador Frederic William Canon Farrar i era divuit anys més jove que el seu marit.
Després de la mort de Sir Robert Montgomery, Henry va heretar la finca ancestral dels Montgomery de New Park, a Moville, una petita ciutat d'Inishowen. Amb tot, encara restaven per pagar 13.000 lliures d'una hipoteca (equivalent a 1,5 milions de lliures del 2021), i en Henry va haver de vendre les granges de Ballynacally, a les costes nord-occidentals del Lough Foyle. Tot i així, "encara no hi va haver prou per mantenir New Park i pagar les vacances d'estiu". El 1889, Henry va ser nomenat bisbe de Tasmània, llavors colònia britànica, cosa que alleugerí la situació financera de la família.
Va ser a Tasmània on en Bernard Montgomery hi va passar els seus anys de formació. Tanmateix, el seu pare passava molt de temps a les zones rurals de Tasmània i va ser la mare d'en Bernard qui s'encarregà de la casa i els fills. Maud Montgomery –que només tenia vint anys–, apallissava els fills habitualment i es despreocupà de la seva educació, dedicant-hi el gruix del temps a servar els deures públics com esposa del bisbe. Aquell ambient sense estima convertí en Bernard en un nen barallós: "Vaig ser un nen terrible. Suposo que ningú aguantaria el meu tipus de comportament en aquests dies". Dels germans d'en Bernard, Sibyl va morir prematurament a Tasmània, i Harold, Donald i Una van acabar emigrant.
La família va tornar a Anglaterra el 1897, i en Bernard i el seu germà Harold es van educar a The King's School, a Canterbury. El 1901, el bisbe Montgomery va ser nomenat secretari de la Societat per a la Propagació de l'Evangeli, i la família s'instal·là finalment a Londres. Bernard Montgomery va assistir al St Paul's School i després a la Reial Acadèmia Militar de Sandhurst, on va estar a punt de ser expulsat per rumors i violència. En graduar-se el setembre de 1908, va ser destinat inicialment al 1r Batalló del Royal Warwickshire Regiment com a segon tinent i, posteriorment, a l'Índia. Dos anys més tard fou ascendit a tinent, i el 1912 esdevingué ajudant del 1r Batalló del seu regiment al campament de l'exèrcit a Shorncliffe.

### Primera Guerra Mundial

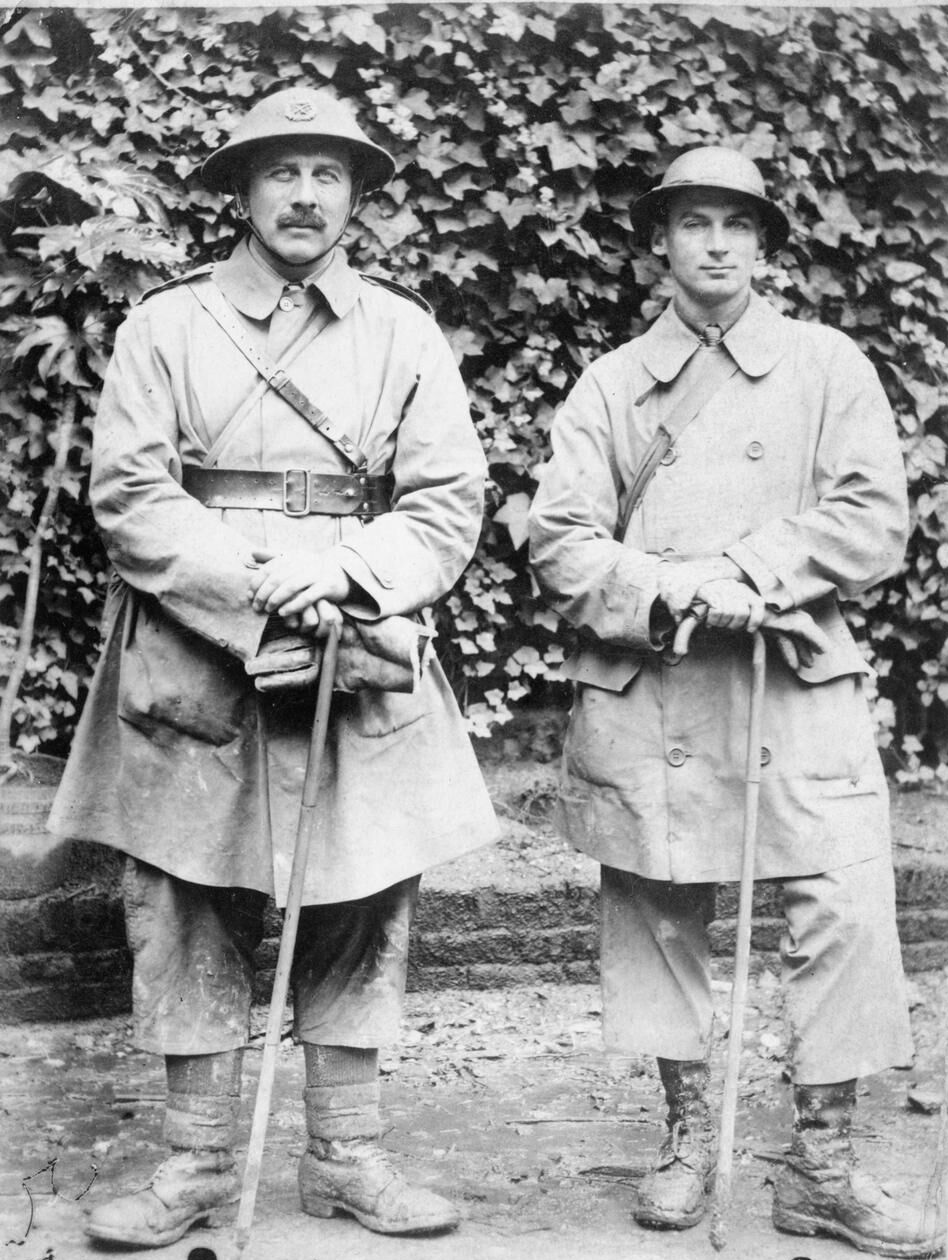
El capità Bernard Montgomery (dreta) amb el general de brigada J. W. Sandilands, comandant de la 104a Brigada, 35a Divisió. Montgomery va servir com a major de brigada a la 104a Brigada des de gener de 1915 fins a principis de 1917.

La Gran Guerra va començar l'agost de 1914 i, aquell mateix mes, Bernard Montgomery va ser traslladat a França amb el seu batalló, que formava part de la 10a Brigada de la 4a Divisió. Va lliurar combat en la batalla de Le Cateau i durant la retirada de Mons. El 13 d'octubre, durant una contraofensiva a Méteren (prop de la frontera belga a Bailleul), un franctirador li va ferir el pulmó dret. Montgomery restà quiet, fent-se el mort, amb l'esperança de no despertar l'atenció de l'enemic. Amb tot, un dels seus homes intentà rescatar-lo, però un franctirador enemic el va matar, caient del soldat sobre el cos d'en Montgomery. El franctirador va continuar disparant, ara ferint Montgomery al genoll, però va ser el soldat mort qui "va rebre moltes bales destinades a mi". De nit, els portalliteres del batalló van aconseguir recuperar els dos cossos. En Montgomery amb prou feines s'aferrava a la vida, i els metges de l'Estació Avançada, poc esperançats, van ordenar cavar la seva tomba. Al capdavall, Montgomery conservà la vida, va ser atès a l'hospital i, posteriorment, evacuat a Anglaterra, on va romandre més d'un any. Pel seu lideratge en aquest període, va ser guardonat amb l'Orde del Servei Distingit. El fet consta publicat a The London Gazette el desembre de 1914:
| « | Conspicu galant liderant el 13 d'octubre, quan va expulsar l'enemic de les seves trinxeres amb la baioneta. Va quedar greument ferit.. | » |

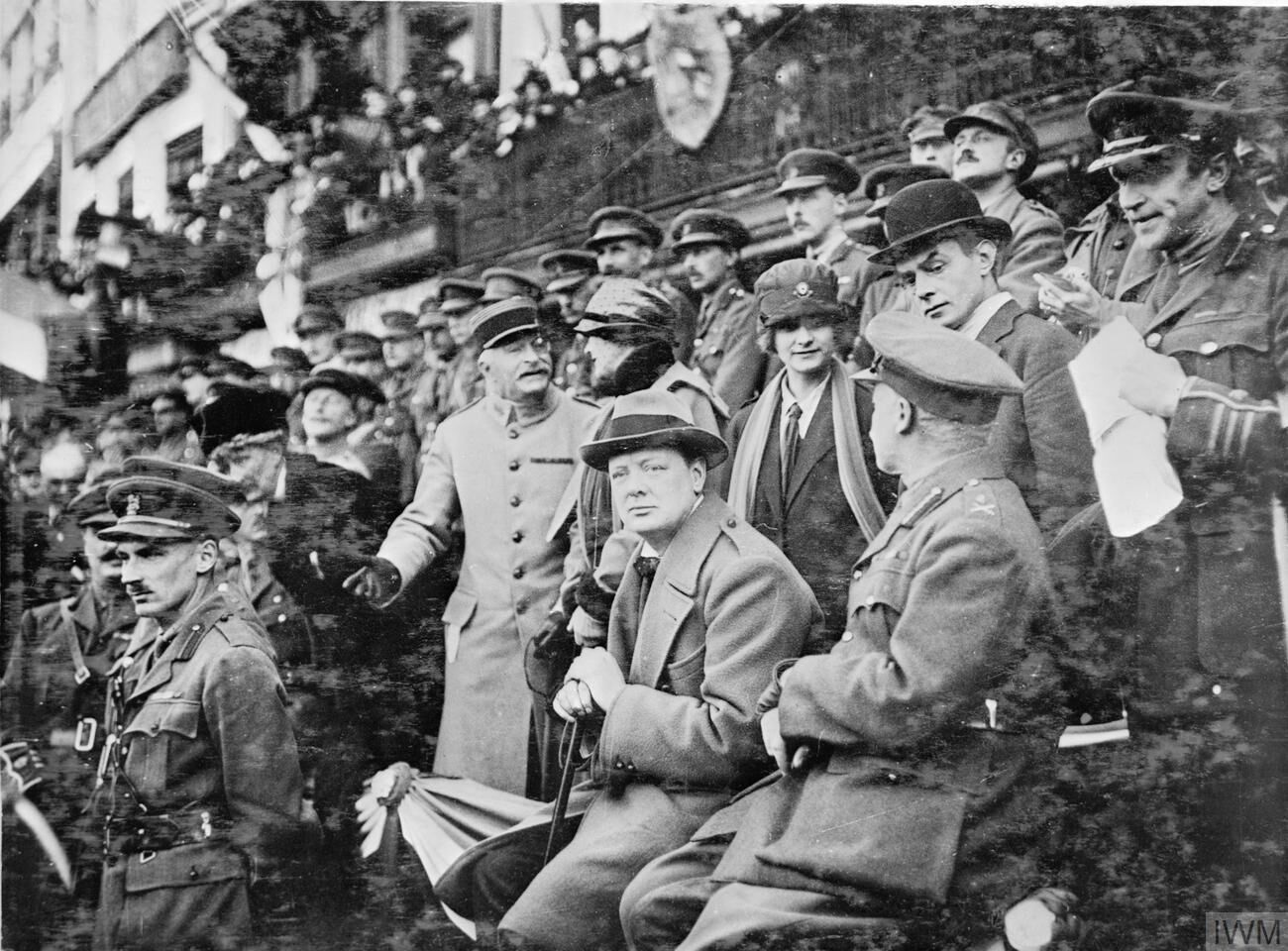
El ministre de Municions, Winston Churchill, observant la marxa de la 47a (2a divisió de Londres) a la Grande Place, Lille, França, octubre de 1918. Davant seu hi ha el cap d'estat major de la 47a divisió, el tinent coronel Bernard Montgomery.

A començaments de 1915, un cop recuperat, va ser nomenat major de brigada; primer de la 112a Brigada, i posteriorment destinat a l'entrenament de la 104a Brigada a Lancashire. Un any després tornà al front occidental com a oficial d'estat major de la 33a Divisió, amb la qual hi participà en la batalla d'Arràs l'abril-maig de 1917. El juliol del mateix any, va esdevenir oficial d'estat major del IX Cos, que formava part del Segon Exèrcit sota el comandament del general Sir Herbert Plumer.
Montgomery va servir en la batalla de Passchendaele, a finals de 1917, com a GSO 1 (cap de l'estat major) de la 47a (2a divisió de Londres), amb el grau temporal de tinent coronel. Una fotografia de l'octubre de 1918 mostra el tinent coronel Montgomery davant de Winston Churchill (ministre de Municions) en la desfilada posterior a l'alliberament de Lilla.
Montgomery va sentir-se profundament influenciat per les seves experiències durant la Gran Guerra, en particular per la manca de lideratge dels comandaments superiors. A propòsit d'aquest fet, va escriure-hi:
| « | Hi havia poc contacte entre els generals i els soldats. Vaig passar tota la guerra al front occidental, excepte durant el període que vaig ser a Anglaterra després de ser ferit; no vaig veure cap vegada el comandant en cap britànic, ni francès ni Haig, i només dues vegades vaig veure un comandant de l'exèrcit. Els estats majors estaven fora de contacte amb els oficials del regiment i amb les tropes. Els primers vivien amb comoditat, que es va anar fent més gran a mesura que augmentava la distància de la seva seu central darrere de les línies. No hi havia cap mal en això sempre que hi hagués tacte i simpatia entre l'estat major i les tropes. Això sovint faltava. En la majoria de grans quarters generals a les zones posteriors, la doctrina em va semblar que les tropes existien en benefici de l'estat major. La meva experiència bèl·lica em va fer creure que l'estat major ha de ser el servidor de les tropes i que un bon oficial d'estat major ha de servir el seu comandant i les tropes, però ell mateix ha de ser anònim. Les espantoses baixes em van horroritzar. Els anomenats "generals bons combatents" de la guerra em van semblar que eren aquells que tenien un total menyspreu per la vida humana. Per descomptat, hi havia excepcions i suposo que un d'aquests va ser Plumer; només l'havia vist una vegada i mai no li havia parlat. | » |

### Període d'entreguerres

#### Dècada del 1920
Després de la Primera Guerra Mundial, Montgomery va comandar el 17è Batalló (Servei) dels Royal Fusiliers, un batalló de l'Exèrcit Britànic del Rin, abans de tornar al seu rang de capità el novembre de 1919. No va ser seleccionat per l'Staff College –l'única via per aconseguir un alt comandament–, però en un partit de tennis a Colònia, va poder convèncer el mariscal de camp Sir William Robertson, comandant en cap de l' exèrcit d'ocupació britànic, d'afegir el seu nom a la llista.
Després de graduar-se a la Staff College, va ser nomenat major de brigada a la 17a Brigada d'Infanteria el gener de 1921. La brigada restava estacionada al comtat de Cork, Irlanda, realitzant operacions de contraguerra durant les etapes finals de la Guerra d'Independència d'Irlanda. Montgomery va arribar a la conclusió que el conflicte no es podria guanyar sense mesures dures, i que l'autogovern per a Irlanda era l'única solució factible. El 1923, després de l'establiment de l'Estat Lliure d'Irlanda i durant la Guerra Civil Irlandesa, Montgomery va escriure al coronel Arthur Ernest Percival del Regiment d'Essex:
| « | Personalment, vaig dedicar tota la meva atenció a la derrota dels rebels però mai em va molestar una mica quantes cases es van cremar. Crec que vaig considerar a tots els civils com a 'Shinners' i mai no vaig tenir tracte amb cap d'ells. La meva opinió és que per guanyar una guerra d'aquest tipus, has de ser despietat. Oliver Cromwell, o els alemanys, l'haurien arreglat en molt poc temps. Avui dia l'opinió pública impedeix aquests mètodes, la nació mai ho permetria, i els polítics perdrien la feina si ho sancionessin. Així doncs, considero que Lloyd George tenia raó en allò que va fer. Si haguéssim continuat, probablement podríem aixafar la rebel·lió com a mesura temporal, però hauria esclatat de nou com una úlcera en el moment en què vam retirar les tropes. Crec que els rebels probablement [haurien] rebutjat les batalles, amagat les seves armes, etc. fins que haguéssim marxat. | » |

En un incident del 2 de maig de 1922, Montgomery va dirigir una força de 60 soldats i 4 cotxes blindats a la ciutat de Macroom. Cercava quatre oficials britànics desapareguts a la zona. Tot i que esperava que la demostració de força ajudés a trobar els homes, tenia ordres estrictes de no atacar l'IRA. En arribar a la plaça de la ciutat, davant del castell de Macroom, hi va convocar el comandant de l'IRA, Charlie Browne. Montgomery li va explicar què passaria si els agents no eren alliberats. En Browne va respondre amb un ultimàtum a Montgomery: havia d'"abandonar la ciutat en 10 minuts". En aquest moment, un altre oficial de l'IRA, Pat O'Sullivan, va xiular a Montgomery per cridar-li l'atenció sobre desenes de voluntaris de l'IRA que ocupaven posicions de tir per tota la plaça, envoltant les forces de Montgomery. Adonant-se de la seva precària posició, Montgomery va decidir conduir les seves tropes als afores de la ciutat. La decisió va arribar a la Cambra dels Comuns, però més tard va ser ratificada pels superiors d'en Montgomery. En aquell moment, Montgomery desconeixia que els quatre agents desapareguts ja havien estat executats.
El maig de 1923, Montgomery va ser destinat a la 49a Divisió de Infantería (West Riding), una formació de l'Exèrcit Territorial (TA). El 1925, va tornar al 1r Batalló del Royal Warwickshire Regiment com a comandant de la companyia i va ser ascendit a major el mes de juliol del mateix any. De gener del 1926 fins al gener de 1929 va servir com a ajudant general adjunt al Staff College, Camberley, amb el grau temporal de tinent coronel.

#### Matrimoni i família
L'any 1925, Bernard Montgomery va proposar matrimoni a una noia de 17 anys, Betty Anderson. Montgomery li explicà, dibuixant diagrames a la sorra, com desplegaria els seus tancs i la infanteria en una guerra futura; una contingència que semblava molt remota en aquell moment. Ella va respectar la seva ambició i la seva determinació, però va rebutjar la proposta de matrimoni. Dos anys després, va conèixer l'Elizabeth Carver, una vídua amb qui finalment es va casar. Elisabeth Carver era la germana del futur comandant de la Segona Guerra Mundial, el Major General Sir Percy Hobart. Betty Carver tenia dos fills, John i Dick, del seu primer matrimoni amb Oswald Carver. Dick Carver va escriure més tard que havia estat "una cosa molt valenta" per part de Montgomery assumir una vídua amb dos fills. L'únic fill natural d'en Montgomery, David, va néixer l'agost de 1928.
Mentre estava de vacances a Burnham-on-Sea, el 1937, Betty va patir una picada d'insecte i va morir de septicèmia després de l'amputació de la cama. La pèrdua va desolar Montgomery, que llavors servia com a brigadier, però va insistir a tornar a treballar immediatament després del funeral. El matrimoni Montgomery havia estat molt feliç, si bé gran part de la correspondència amb la seva dona va ser destruïda quan els seus quarters de Portsmouth van ser bombardejats durant la Segona Guerra Mundial. Després de la mort de Montgomery, el seu fillastre John va escriure que la seva mare havia fet un favor al país mantenint les seves rareses personals —l'extrema determinació i la intolerància i la sospita dels motius dels altres— el temps suficient perquè tingués l'oportunitat d'aconseguir un alt comandament.
Els dos fillastres de Montgomery es van convertir en oficials de l'exèrcit a la dècada de 1930. Tots dos servien a l'Índia quan morí la mare, i tots dos van servir a la Segona Guerra Mundial, aconseguint cadascú el grau de coronel. Mentre servia com a GSO2 amb el Vuitè Exèrcit, Dick Carver va ser enviat a l'avantguarda després d'El Alamein. L'objectiu era poder a identificar un nou indret per instal·lar el quater general. Al capdavall, va ser fet presoner a Mersa Matruh el 7 de novembre de 1942. Bernard Montgomery va escriure als seus contactes a Anglaterra demanant que consultessin la Creu Roja per saber on restava detingut el seu fillastre. Amb tot, Dick Carver va poder escapar el setembre de 1943, durant el breu parèntesi entre la sortida d'Itàlia de la guerra i la presa d'Alemanya. Finalment va arribar a les línies britàniques el 5 de desembre de 1943. En Montgomery l'envià de retorn Gran Bretanya per recuperar-se.

#### Dècada del 1930
El gener de 1929 Montgomery va ser ascendit a tinent coronel titular. Aquell mes, va tornar de nou al 1r Batalló del Royal Warwickshire Regiment com a comandant de la companyia del Quarter General. A mitjan 1929, a l'Oficina de Guerra, hi col·laborà en la redacció del manual d'entrenament d'infanteria. El 1931, Montgomery va ser ascendit a tinent coronel substantiu i es va convertir en comandant (CO) del 1r Batalló del Royal Warwickshire Regiment, amb el qual serví a Palestina i l'Índia Britànica. El juny de 1934, fou ascendit a coronel. Posteriorment, va ser recomanat pel càrrec d'instructor al Col·legi d'Estat Major de l'Exèrcit de l'Índia, situat a Quetta.
En finalitzar el seu servei a l'Índia, Montgomery va tornar a Gran Bretanya el juny de 1937, on assumí el comandament de la 9a Brigada d'Infanteria amb el rang temporal de brigadier. Va ser aquell mateix any que la seva dona va morir de septicèmia.
El 1938, va organitzar un exercici de desembarcament d'operacions combinades amfibies que va impressionar força el nou comandant del sud, el general Sir Archibald Percival Wavell. El 14 d'octubre, en Bernard Montgomery va ser ascendit a major general i va prendre el comandament de la 8a Divisió d'Infanteria al mandat britànic de Palestina. Montgomery va participar-hi en la repressió d'una revolta àrab que havia esclatat per l'oposició a l'emigració jueva.  Un any després, el juliol de 1939, va tornar a la Gran Bretanya, patint una greu malaltia durant el camí, per comandar la 3a Divisió d'Infanteria (Iron). Informant de la revolta l'abril de 1939, Montgomery va escriure: "Em penediré molt d'abandonar Palestina, dons aquí he gaudit de la guerra".

### Segona Guerra Mundial

#### La Força expedicionària britànica

##### La Guerra falsa
Gran Bretanya va declarar la guerra a Alemanya el 3 de setembre de 1939 i la 3a Divisió, juntament amb el seu nou oficial general comandant (GOC), es va desplegar a França com a part de la Força Expedicionària Britànica (BEF), comandada pel general Lord Gort. Poc després de l'arribada de la divisió a l'estranger, Montgomery es va enfrontar als seus superiors militars i al clergat per uns comentaris respecte de la salut sexual dels soldats. Amb tot, va ser defensat de l'acomiadament pel seu superior Alan Brooke, comandant del II Cos, del qual la divisió de Montgomery formava part. Montgomery havia emès una circular sobre la prevenció de malalties venèries, redactada en un "llenguatge tan obscè" que tant l'Església d'Anglaterra com els capellans majors catòlics romans es van oposar. Brooke va dir a Monty que no volia més errors d'aquest tipus, tot i que va decidir no retirar la circular per tal que Montgomery no perdés el poc "vestigi de respecte" que li quedava.

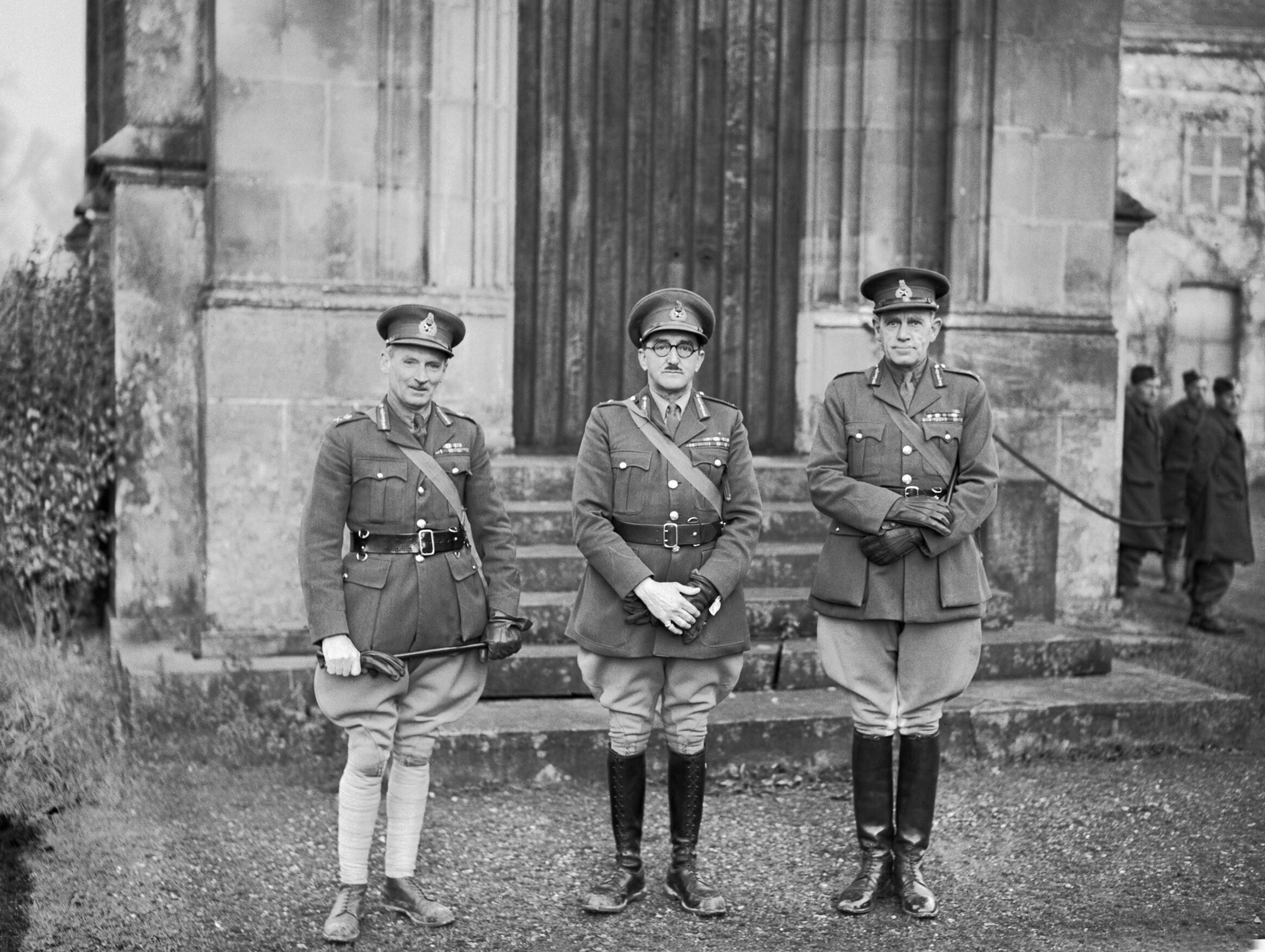
El tinent general Alan Brooke, II Cos del GOC, amb el general de comandament Bernard Montgomery, 3a divisió del GOC, i el major general Dudley Johnson, 4a divisió d'infanteria del GOC, a la foto aquí el 1939 o el 1940.

Encara que el nou comandament de Montgomery era una formació de l'exèrcit regular (la 7a de Guàrdies i la 8a i la 9a Brigades d'Infanteria), no li va impressionar la seva preparació per a la batalla. Com a resultat, mentre la resta de la BEF es va dedicar a preparar les defenses per a un potencial atac alemany, Montgomery va començar a entrenar la seva 3a Divisió en tàctiques ofensives, organitzant exercicis durant diversos dies. Els excercicis tractaven que la divisió avancés cap a un objectiu, sovint una línia fluvial, només per ser atacada i obligada a retirar-se a una altra posició, normalment darrere d'un altre riu. Aquests exercicis normalment es feien a la nit amb una il·luminació mínima. La primavera de 1940, la divisió de Montgomery ja s'havia guanyat la reputació de ser una formació molt àgil i flexible. Aleshores, els aliats havien acceptat el Pla D, amb el qual avançarien per Bèlgica i ocuparien posicions al riu Dijle. Brooke, el comandant d'en Montgomery, era pessimista sobre el pla, però Montgomery n'estava convençut que els seus homes tindrien un bon rendiment, tot i les circumstàncies.

##### La batalla de França
Vegeu també: Batalla de França, Batalla de Dunkerque i Evacuació de Dunkerque
L'entrenament de Montgomery va donar els seus fruits quan els alemanys van començar la invasió dels Països Baixos, el 10 de maig de 1940. La 3a Divisió d'en Montgomery va avançar fins a la posició prevista, prop de la ciutat belga de Lovaina. Poc després de l'arribada, la divisió va rebre foc dels membres de la 10a Divisió d'Infanteria belga, que els van confondre amb paracaigudistes alemanys. Montgomery va resoldre l'incident oferint-se a posar-ne la divisió sota el comandament belga, si bé en Montgomery va prendre el control en arribar els alemanys. Durant aquest temps va començar a desenvolupar un hàbit que mantindria durant tota la guerra: anar-se'n a dormir a les 21:30 sense faltar i donar-ne només una ordre: que no se'l molestés –cosa que poques vegades s'esdevenia.
La 3a Divisió va veure poca acció en comparació amb altres unitats i formacions de la BE. Amb tot, gràcies als estrictes mètodes d'entrenament d'en Montgomery, la divisió sempre va aconseguir ser-hi a lloc en el moment adequat, especialment durant la retirada a França. El 27 de maig, quan l'exèrcit belga, situat al flanc esquerre del BEF, va començar a desintegrar-se, la 3a Divisió va aconseguir una cosa molt difícil: el moviment nocturn de dreta a esquerra d'una altra divisió, a només 2.000 metres darrere d'ella. L'acció es va dur a terme sense incidents, omplint un buit molt vulnerable en la línia defensiva de la BEF. El 29/30 de maig, quan la 3a Divisió es va traslladar al cap de pont de Dunkerque, Montgomery va prendre temporalment el relleu de Brooke, que va rebre ordres de tornar al Regne Unit, com a GOC del II Cos per a les etapes finals de l'evacuació de Dunkerque.
La 3a Divisió, comandada temporalment per Kenneth Anderson en absència de Montgomery, va tornar a Gran Bretanya intacte amb baixes mínimes. L'operació Dinamo (nom en clau per a l'evacuació de Dunkerque) va veure com 330.000 militars aliats, la majoria de la BEF, arribaven a Gran Bretanya, tot i que van haver de deixar enrere una quantitat important d'equipament.

#### Servei al Regne Unit 1940−1942

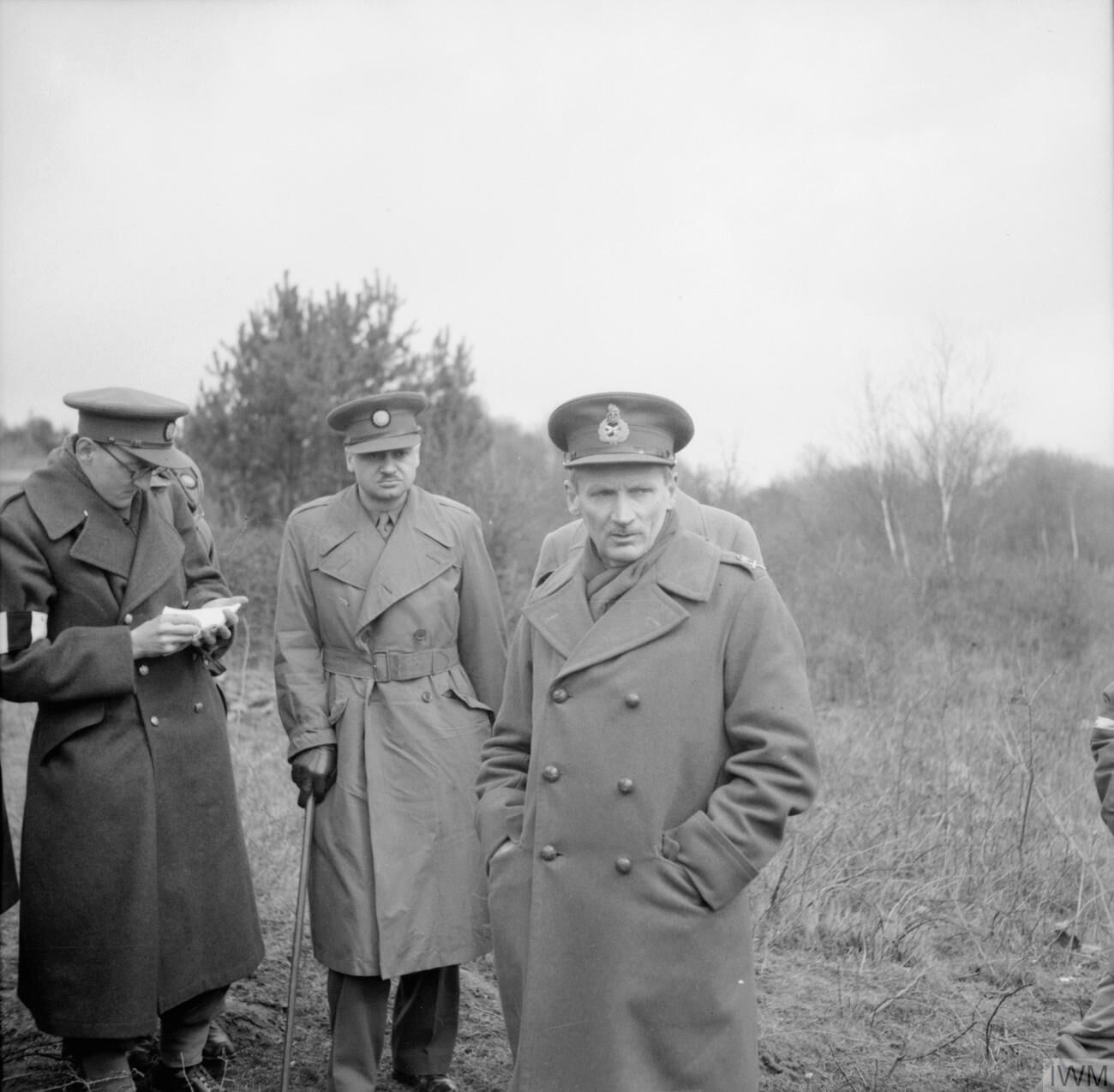
Montgomery, GOC V Corps, amb corresponsals de guerra durant un exercici a gran escala al Comandament Sud, març de 1941

Al seu retorn, Montgomery va antagonitzar amb l'Oficina de Guerra, emetent crítiques contundents al comandament de la BEF. Per aquest motiu va ser traslladat al comandament divisional de la 3a Divisió, que era l'única divisió totalment equipada a Gran Bretanya i va ser nomenat Company de l'orde del Bany.

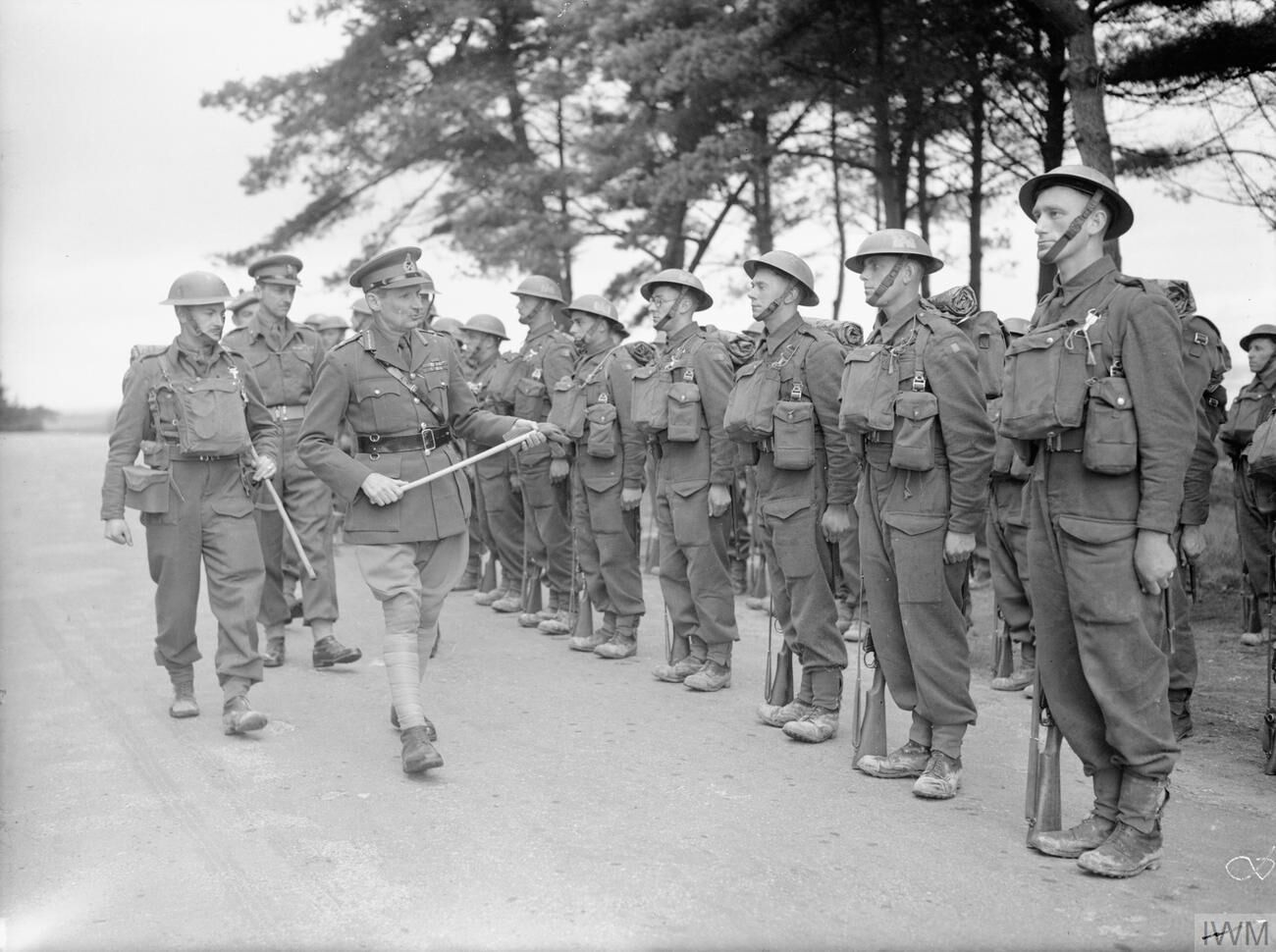
Montgomery inspeccionant homes del 7è Batalló, Regiment de Suffolk, a Sandbanks prop de Poole, Dorset, 22 de març de 1941. A la seva dreta, amb una gorra de punta, hi ha el brigadier Gerald Templer, al comandament de la 210a Brigada, la formació principal de la 7a Brigada Suffolk.

Montgomery va rebre l'ordre de preparar la 3a Divisió per envair les neutrals Açores portugueses. Es van preparar maquetes de les illes i es van elaborar plans detallats per a la invasió. Els plans no van tirar endavant, canviant-se l'objectiu per la invasió l'illa de Cap Verd, també pertanyent al Portugal neutral. Aquests plans d'invasió tampoc no van tirar endavant. Aleshores, Montgomery va rebre l'ordre de preparar la invasió de la neutral Irlanda i d'apoderar-se de la ciutat i el port de Cork i la ciutat de Cobh; un pla que tampoc no es va du a terme.
El juliol de 1940, Montgomery va ser nomenat tinent general en funcions i, després de lliurar el comandament de la seva divisió a James Gammell, va ser posat al comandament de V Cos, responsable de la defensa de Hampshire i Dorset. Al nou destí, va iniciar una llarga disputa amb el comandant en cap del comandament del sud, el tinent general Claude Auchinleck.

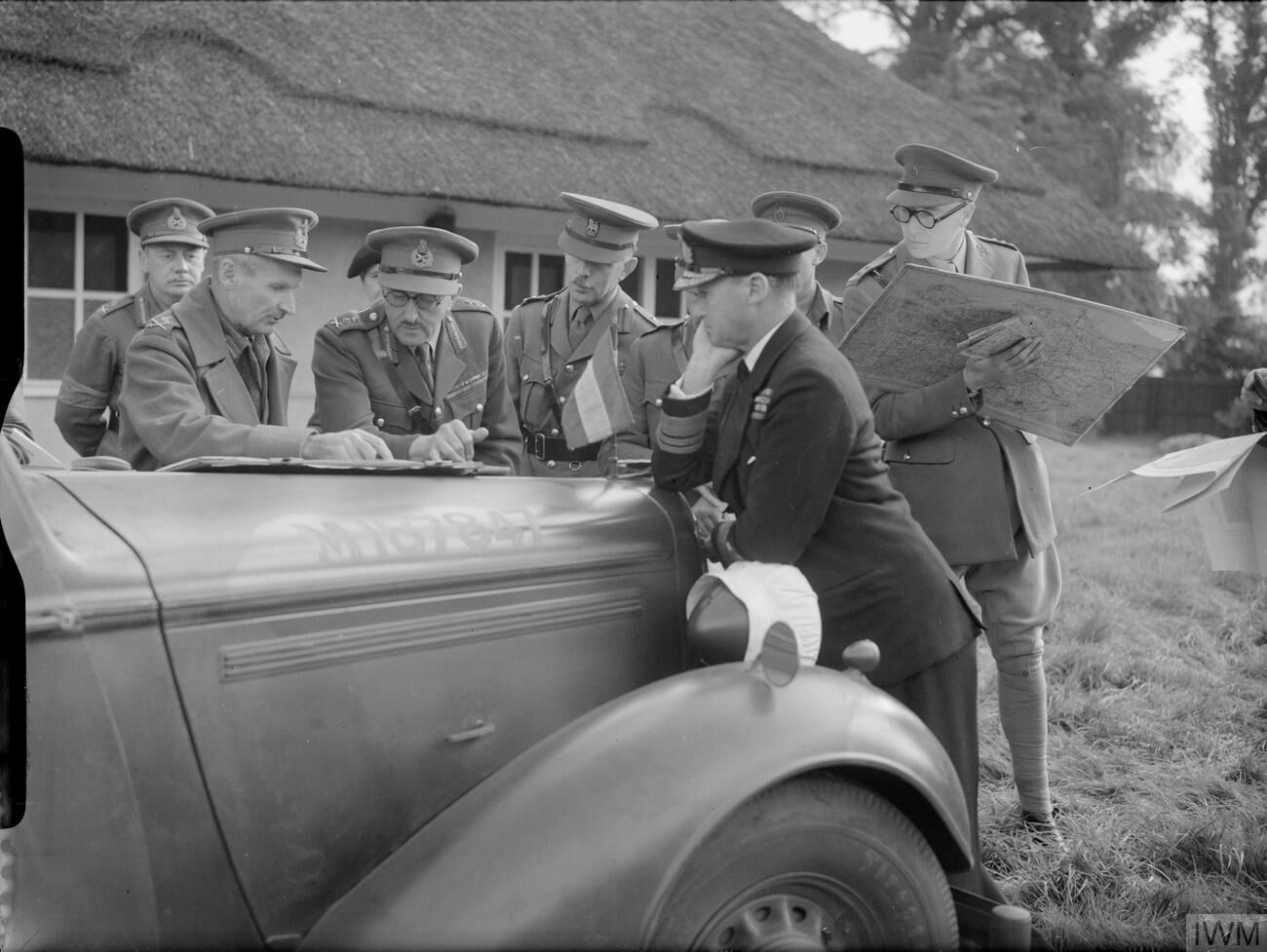
Durant l'exercici 'Bumper' el 2 d'octubre de 1941, Montgomery, l'àrbitre en cap, parla amb el general Sir Alan Brooke (C-en-C Forces domèstiques).

L'abril de 1941, Montgomery esdevé comandant del XII Cos, responsable de la defensa de Kent. Durant aquest període va instituir un règim d'entrenament continu i va insistir en assolir alts nivells d'aptitud física, tant per als oficials com per a les tropes. Va ser despietat en acomiadar els oficials que considerava no aptes per al comandament en acció. Tres mesos després, va ser promogut a tinent general temporal, supervisant la defensa de Kent, Sussex i Surrey. Al desembre, Montgomery se'n va fer càrrec del Comandament del Sud-est, rebatejant-lo com "Exèrcit del Sud-est" per promoure l'esperit ofensiu. Durant aquest temps va desenvolupar i assajar encara més les seves idees, que va poder aplicar a l'exercici Tiger el maig de 1942, un exercici de forces combinades que implicava 100.000 soldats.

#### Nord d'Àfrica i Itàlia

##### El primer comandament de Montgomery
Vegeu també: campanya del nord d'Àfrica, campanya del desert occidental, campanya de Tunísia i campanya d'Itàlia (Segona Guerra Mundial)

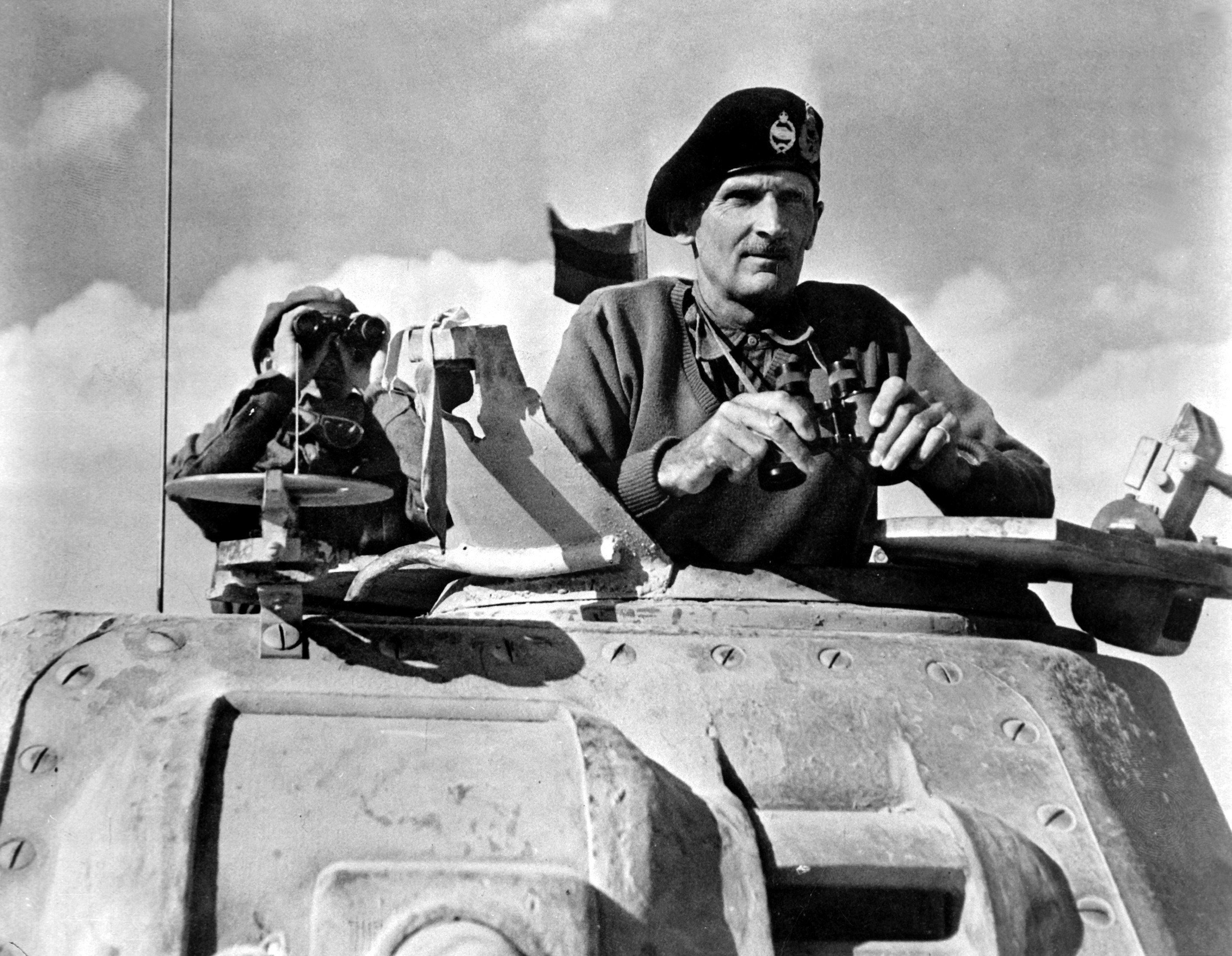
Montgomery en un tanc Grant al nord d'Àfrica, novembre de 1942

El 1942, es va requerir un nou comandant de camp a l'Orient Mitjà, on Auchinleck estava complint tant el paper de comandant en cap (C-en-C) del comandament de l'Orient Mitjà com de comandant del Vuitè Exèrcit. Auchinleck havia estabilitzat la posició aliada a la Primera Batalla d'El Alamein, però després d'una visita l'agost de 1942, el primer ministre Winston Churchill el va substituir com a C-en-C pel general Sir Harold Alexander i a en William Gott com a comandant del Vuitè Exèrcit al desert occidental. No obstant això, després que Gott morís en un accident d'aviació tornant al Caire, Churchill va ser persuadit per Brooke, que en aquell moment era el cap de l'Estat Major Imperial (CIGS), de nomenar Montgomery, que tot just havia estat destinat per substituir Alexander com a comandant del Primer Exèrcit britànic per a l'operació Torxa, la invasió del nord d'Àfrica francès.
Una història, probablement apòcrifa, però popular a l'època, és que el nomenament va fer que Montgomery remarqués que: "Després de tenir una guerra fàcil, les coses ara s'han posat molt més difícils". Se suposa que, després de sentir-lo, un col·lega li va dir que s'animés, moment en què Montgomery reblà: "No parlo de mi, parlo d'en Rommel!"
L'assumpció del comandament per Montgomery va transformar l'esperit de lluita i les habilitats del Vuitè Exèrcit. En assumir el comandament el 13 d'agost de 1942, el Viutè Exèrcit es va convertir en un remolí d'activitat. Va ordenar la creació del X Cos, que contenia totes les divisions blindades, per lluitar al costat del seu XXX Cos, conformat amb totes divisions d'infanteria. Aquesta disposició era del tot diferent del Cos Panzer alemany d'en Rommel, que combinava unitats d'infanteria, blindatge i artilleria sota un únic comandant. L'únic comandant comú del cos d'infanteria i blindats de Montgomery era el mateix comandant del Vuitè Exèrcit. A la postguerra, l'historiador anglès Correlli Barnett va comentar que la solució de Montgomery "... era en tots els sentits oposada a la d'Auchinleck i en tots els sentits equivocada, perquè portava encara més lluny el perillós separatisme existent". Montgomery va reforçar la línia del front de 30 milles (48 km) de llarg a El Alamein, cosa que trigaria dos mesos a aconseguir. Després, va demanar a Alexander que li enviés dues noves divisions (la 51a Highland i la 44a Home Counties), que esperaven per ser desplegades en defensa del delta del Nil, i va traslladar el seu quarter de campanya a Burg al Arab, prop del comandament de la Força Aèria, per tal de coordinar millor les operacions combinades.
Montgomery estava convençut que l'exèrcit, la marina i les forces aèries haurien de lluitar les seves batalles d'una manera unificada i concentrada segons un pla detallat. Va ordenar un reforç immediat de les altures vitals d'Alam Halfa, just darrere de les seves pròpies línies, suposant-hi que el comandant alemany, Erwin Rommel, atacaria les altures, cosa que va fer. Montgomery va ordenar que tots els plans de contingència per a la retirada fossin destruïts. "He cancel·lat el pla de retirada. Si som atacats, no hi haurà retirada. Si no podem romandre aquí amb vida, ens quedarem aquí morts", va dir als seus oficials en la primera reunió que va mantenir amb al desert. De fet, Auchinleck tampoc no tenia plans de retirada, atesa la forta posició defensiva que havia establert a El Alamein.

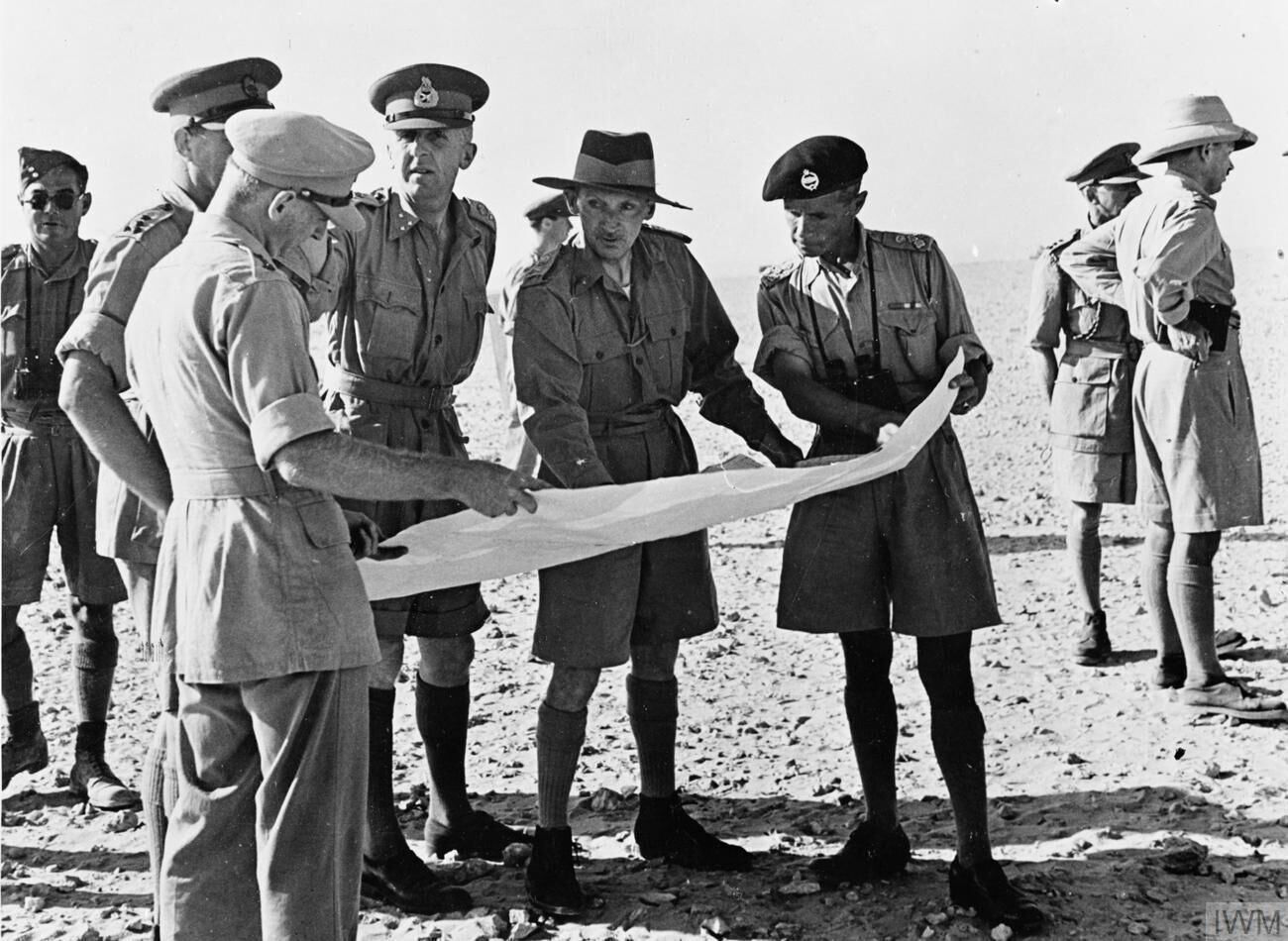
El tinent general Bernard Montgomery, el nou comandant del Vuitè Exèrcit britànic, i el tinent general Brian Horrocks, el nou GOC del XIII Cos, discuteixen les disposicions de les tropes al QG de la 22a Brigada Blindada, el 20 d'agost de 1942. El comandant de la brigada, el brigadier George Roberts és a la dreta (amb boina).

Montgomery es va esforçar sovint per presentar-se davant les tropes, per la qual cosa freqüentava visites a les unitats i es donava a conèixer, organitzant cada tant la distribució de cigarrets. Tot i que portava una gorra estàndard d'oficial britànic, en arribar al desert s'hi abillà durant un temps amb un barret d'ala ampla australià, just abans de fer ús de la boina negra (amb la insígnia del Royal Tank Regiment i la d'oficial general britànic). La boina negra li va oferir Jim Fraser mentre aquest el conduïa en una gira d'inspecció. Tant Brooke com Alexander van quedar sorpresos per la transformació en l'atmosfera de les tropes quan van visitar-les el 19 d'agost, pocs dies després que en Montgomery hagués pres el comandament.

##### Primeres batalles amb Rommel

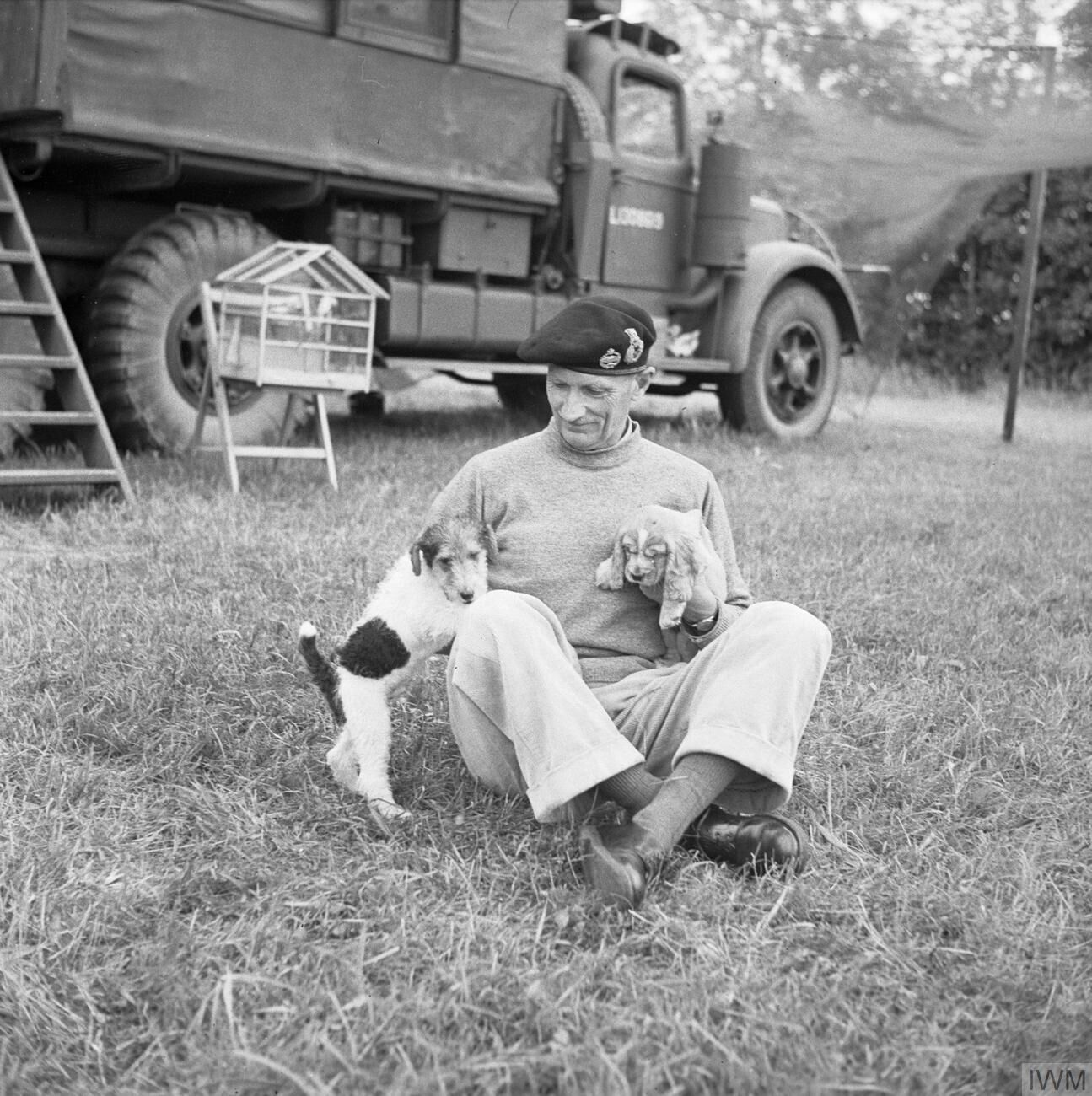
El general Montgomery amb les seves mascotes, els cadells "Hitler" (esquerra) i "Rommel", i una gàbia de canaris que també viatjaven amb ell (a Blay, el seu segon quarter general a França el juliol de 1944)

Rommel va intentar girar el flanc esquerre del Vuitè Exèrcit en la batalla d'Alam el Halfa, el 31 d'agost de 1942. L'atac d'infanteria del cos blindat germano-italià es va haver d'aturar per la intensitat del combat. Al capdavall, les forces de Rommel van haver de retirar-se amb urgència perquè la sortida a través dels camps de mines britànics no fos tallada. Montgomery va ser criticat per no contraatacar immediatament els alemnays en la retirada, doncs sentia que les forces britàniques encara no estaven preparades. Un contraatac precipitat corria el risc d'esgavellar la seva estratègia per a una ofensiva a finals d'octubre, la planificació de la qual havia començat poc després que prengués el comandament. Va ser confirmat en el grau permanent de tinent general a mitjan octubre.
La conquesta de Líbia va ser essencial per protegir Malta i amenaçar la rereguarda de les forces de l'Eix que s'oposaven a l'operació Torxa. Montgomery es va preparar minuciosament per a la nova ofensiva després de convèncer Churchill, qui havia enviat un telegrama a Alexander el 23 de setembre de 1942 dient: "Som a les teves mans i, per descomptat, una batalla victoriosa compensaria el gran retard". Amb tot, Montgomery estava decidit a no lluitar fins que les tropes estiguessin preparades per a una victòria decisiva. Per això, va posar en acció les seves idees amb la recollida de recursos, la planificació detallada, l'entrenament de les tropes —sobretot la neteja de camps de mines— i l'ús de 252 dels últims tancs Sherman de construcció nord-americana, juntament amb la visita personal a totes les unitats implicades en l'ofensiva. Quan l'ofensiva restà preparada a finals d'octubre, el Vuitè Exèrcit tenia 231.000 homes.

##### El Alamein

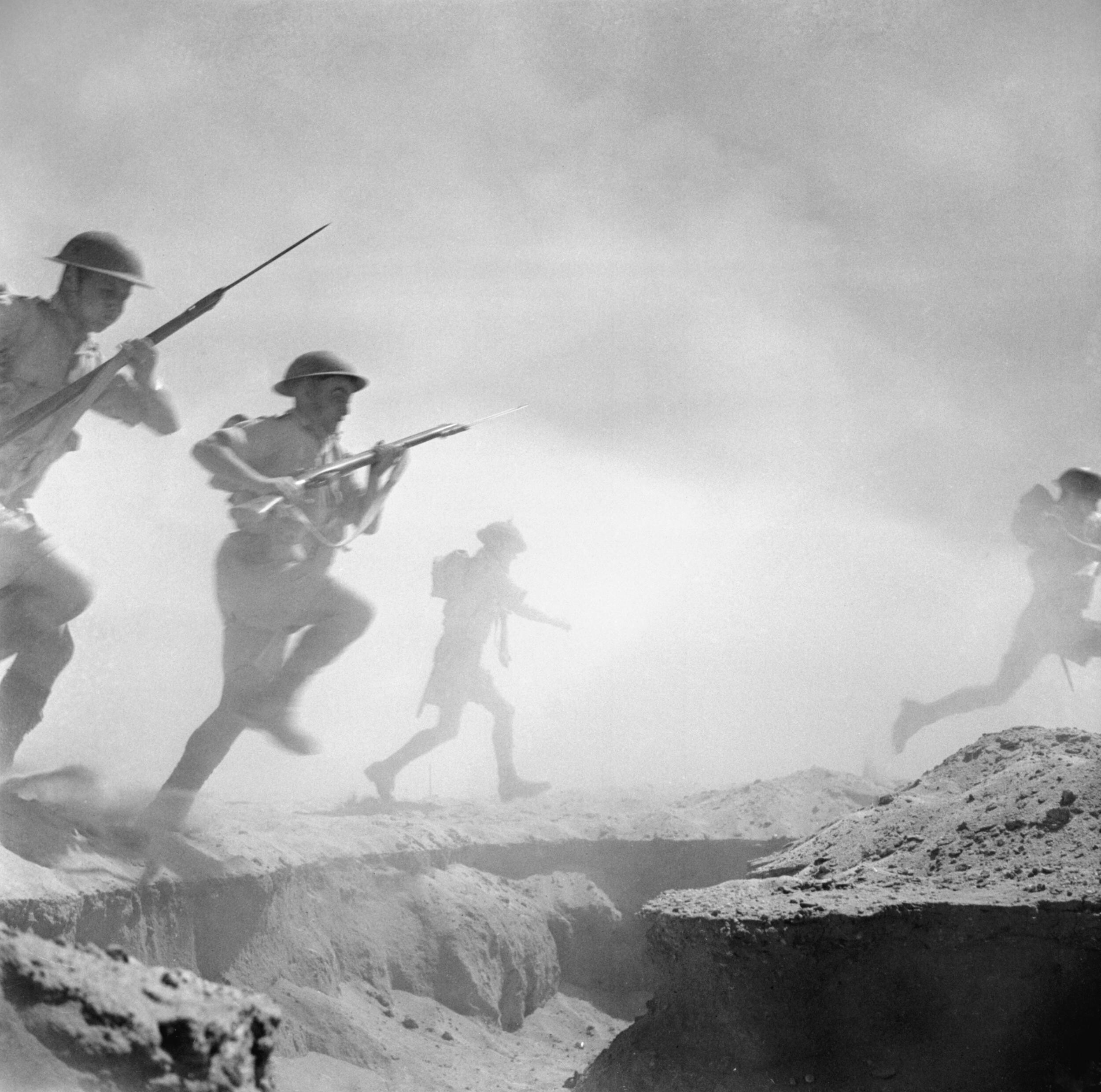
Homes de la 9a divisió australiana en una fotografia posada durant la segona batalla d'El Alamein

La Segona Batalla d'El Alamein va començar el 23 d'octubre de 1942 i va acabar 12 dies després, esdevenint una de les primeres victòries terrestres a gran escala dels aliats. Montgomery va predir correctament tant la durada de la batalla com el nombre de baixes (13.500).
L'historiador Correlli Barnett ha assenyalat que la pluja també va caure sobre els alemanys i que, per tant, el temps és una explicació inadequada per no aprofitar l'avenç. Amb tot, la batalla d'El Alamein havia estat un gran èxit. Es van fer més de 30.000 presoners de guerra, inclòs el segon comandant alemany, el general von Thoma, així com vuit generals més. Rommel, després d'haver estat a un hospital d'Alemanya al començament de la batalla, es va veure obligat a tornar al front el 25 d'octubre de 1942, després que Stumme —el seu substitut com a comandant alemany— morís d'un atac de cor a les primeres hores de la batalla.

##### Tunísia

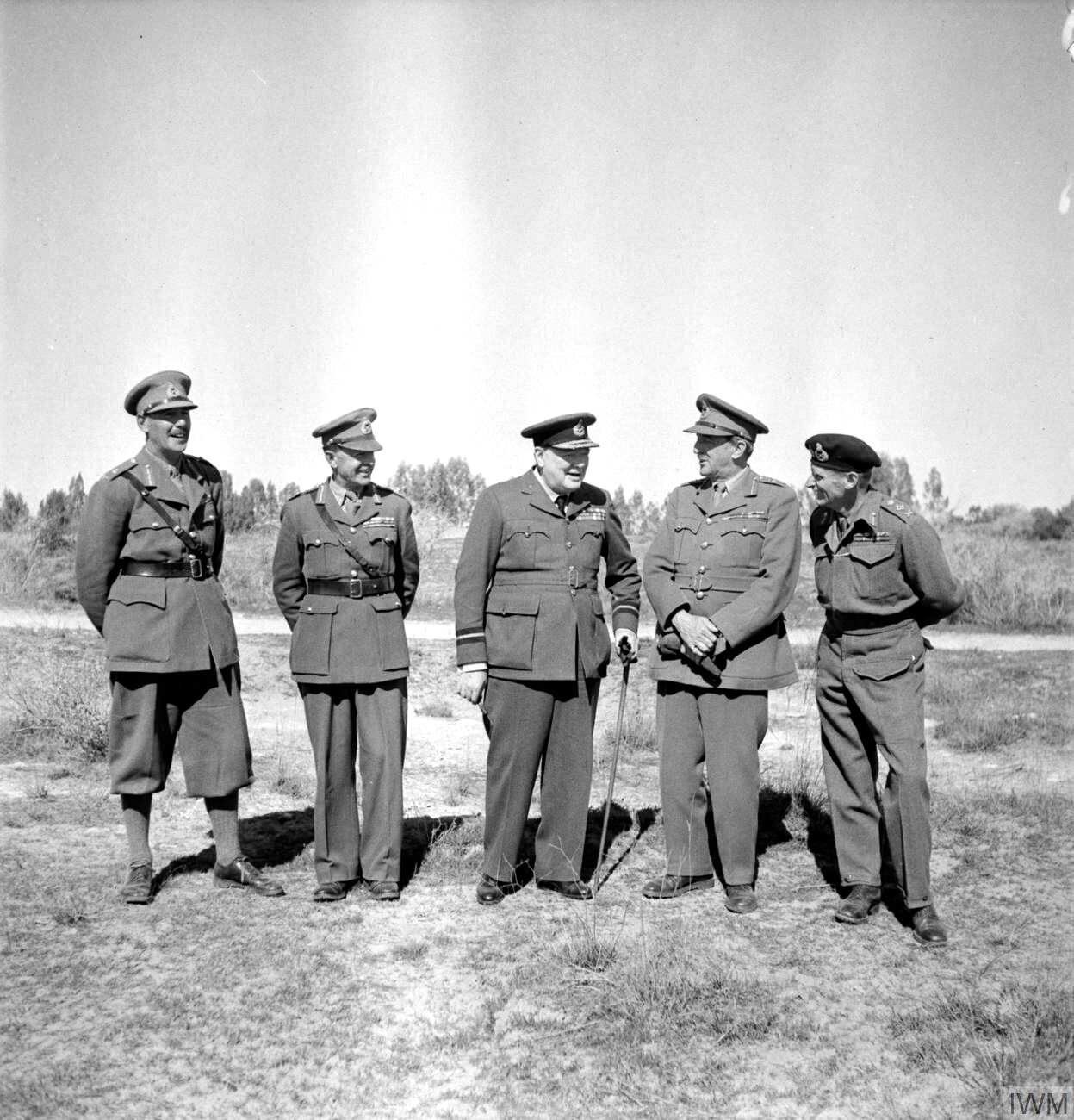
El primer ministre britànic Winston Churchill amb caps militars durant la seva visita a Trípoli. El grup inclou: el tinent general Sir Oliver Leese, el general Sir Harold Alexander, el general Sir Alan Brooke i el general Sir Bernard Montgomery.

Montgomery va ser nomenat Cavaller Comandant de l'orde del Bany i ascendit a general. Va mantenir la iniciativa aplicant una força superior quan li convenia, obligant Rommel a sortir contínuament de cada posició defensiva. El 6 de març de 1943, l'atac de Rommel al Vuitè Exèrcit, estès a Medenine amb la major concentració de blindatge alemany al nord d'Àfrica, va ser rebutjat amb èxit. A la línia Mareth, del 20 al 27 de març, quan Montgomery es va trobar amb una oposició frontal més ferotge del que havia previst, va canviar l'estratègia, recolzada pel suport dels caces bombarders de la RAF a baix vol. Pel seu paper al nord d'Àfrica va rebre la Legió del Mèrit pel govern dels Estats Units en el rang de comandant en cap.

##### Sicília

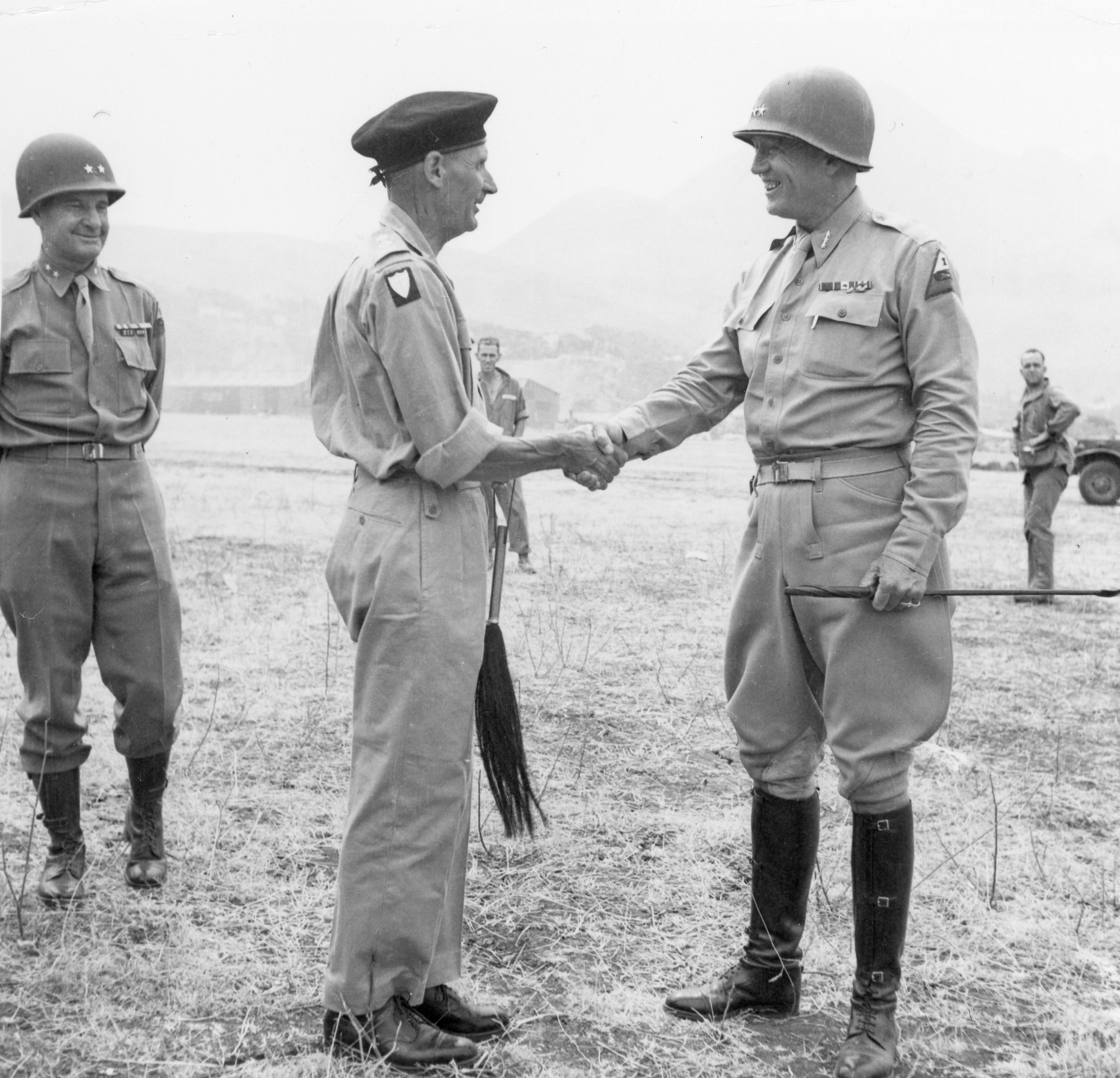
Montgomery visita Patton a Palerm, Sicília, juliol de 1943

El següent gran atac aliat va ser la invasió aliada de Sicília (Operació Husky). Montgomery va considerar que els plans inicials per a la invasió aliada (que havien estat acordats pel general Dwight D. Eisenhower, comandant suprem de les Forces Aliades, i el general Alexander, comandant del 15è Grup d'Exèrcits) eren inviables a causa de la dispersió de l'esforç. Montgomery va aconseguir que els nous plans concentressin les forces aliades, fent que el Setè Exèrcit dels Estats Units d'en George Patton desembarqués al golf de Gela (al flanc esquerre del Vuitè Exèrcit, situat a Siracusa, al sud-est de Sicília), en comptes de fer-ho prop de Palerm, a l'nord-oest de Sicília. Les tensions entre els aliats van créixer a mesura que els comandants nord-americans, Patton i Omar Bradley (aleshores al comandament del II Cos dels Estats Units ), es van mostrar escèptics sobre els plans d'en Montgomery.

##### Itàlia

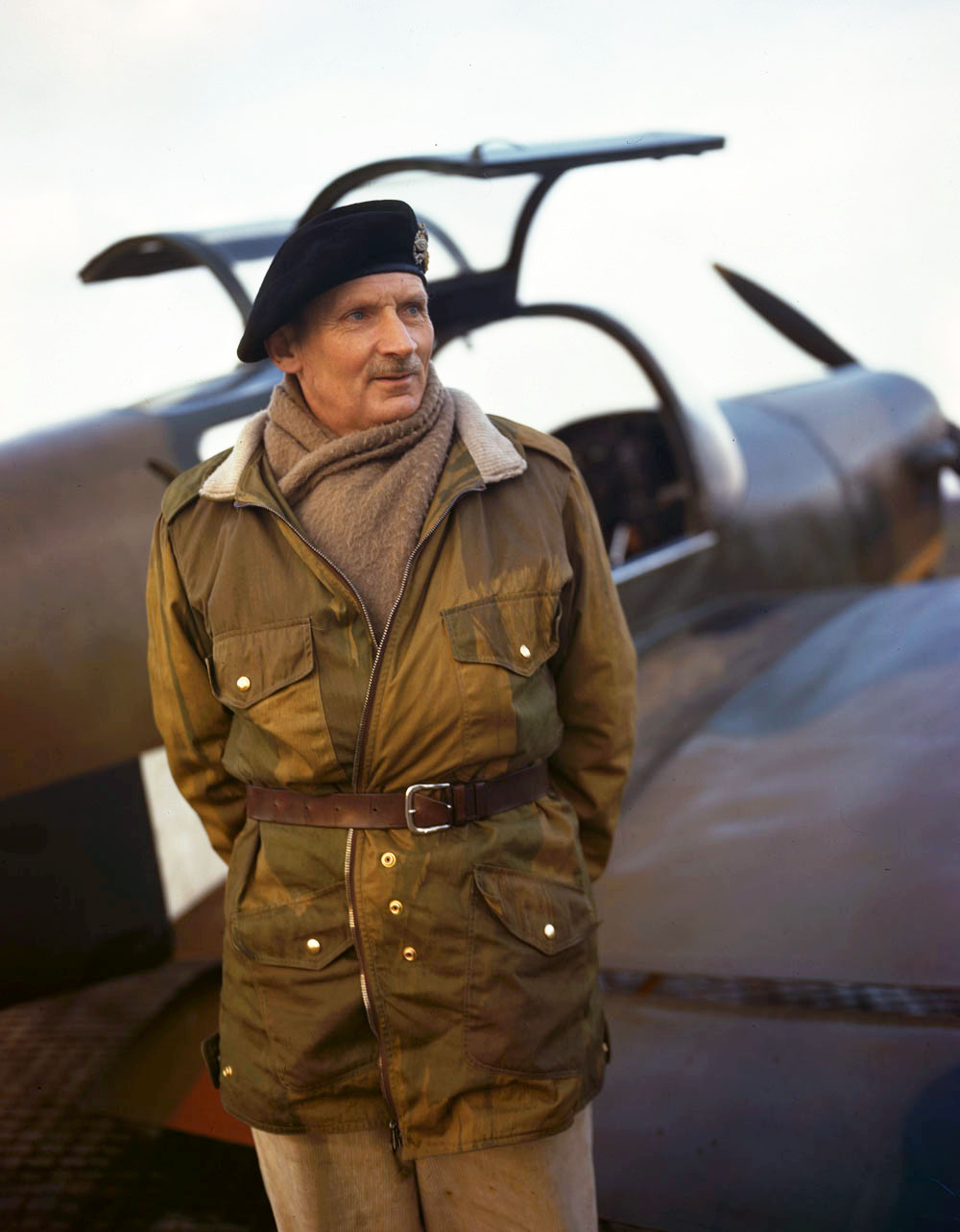
Fotografia de temps de guerra del general Montgomery amb el seu avió Miles Messenger (ubicació i data desconegudes)

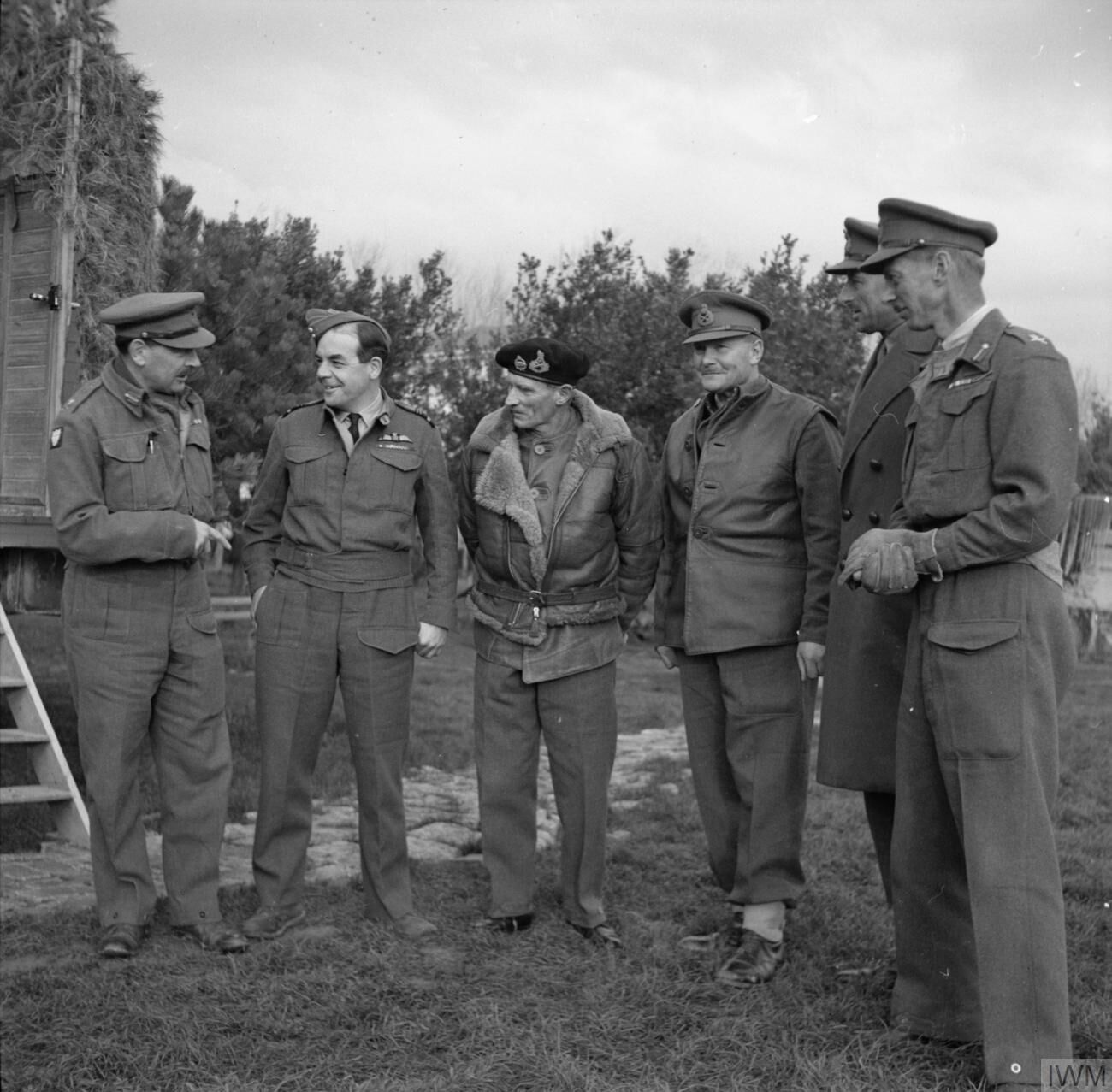
D'esquerra a dreta: Freddie de Guingand, Harry Broadhurst, Montgomery, Sir Bernard Freyberg, Miles Dempsey i Charles Allfrey

El Vuitè Exèrcit de Montgomery es va implicar principalment en la invasió aliada d'Itàlia. A principis de setembre de 1943, es va convertir en la primera força aliada en desembarcar a l'Europa occidental. Dirigit pel XIII Cos del tinent general Sir Miles Dempsey, el 3 de setembre (quatre anys des de l'entrada britànica a la guerra), el Vuitè Exèrcit va aterrar a Itàlia amb l'anomenada "operació Baytown", que va trobar-hi poca resistència enemiga. Els alemanys havien pres la decisió de retrocedir per frenar l'avanç del Vuitè Exèrcit, incloent-hi la volada de ponts, col·locació de mines i trampes. Tot plegat, provocà que les tropes aliades ascendissin per Itàlia a través de carreteres en molt mal estat, cosa que les alentí i va fer que en Montgomery rebés moltes crítiques. El 9 de setembre la 1a Divisió Aerotransportada britànica va saltar al port clau de Tàrent, com a part de l'operació Slapstick, capturant el port sense trobar resistència. El mateix dia, el Cinquè exèrcit nord-americà, comandat pel tinent general Mark W. Clark, va desembarcar a Salern, prop de Nàpols, com a part de l'operació Allau. Tanmateix, aviat es va trobar lluitant amb els alemanys, que contraatacaven per empènyer els aliats cap al mar. Les tropes d'en Montgomery es trobaven massa lluny per oferir cap ajuda real. La situació va ser tensa durant els dies següents. Al capdavall, els dos exèrcits (que formaven el 15è Grup d'Exèrcits sota el comandament del general Alexander) es van reunir el 16 de setembre, moment en què la crisi de Salern pràcticament havia acabat.

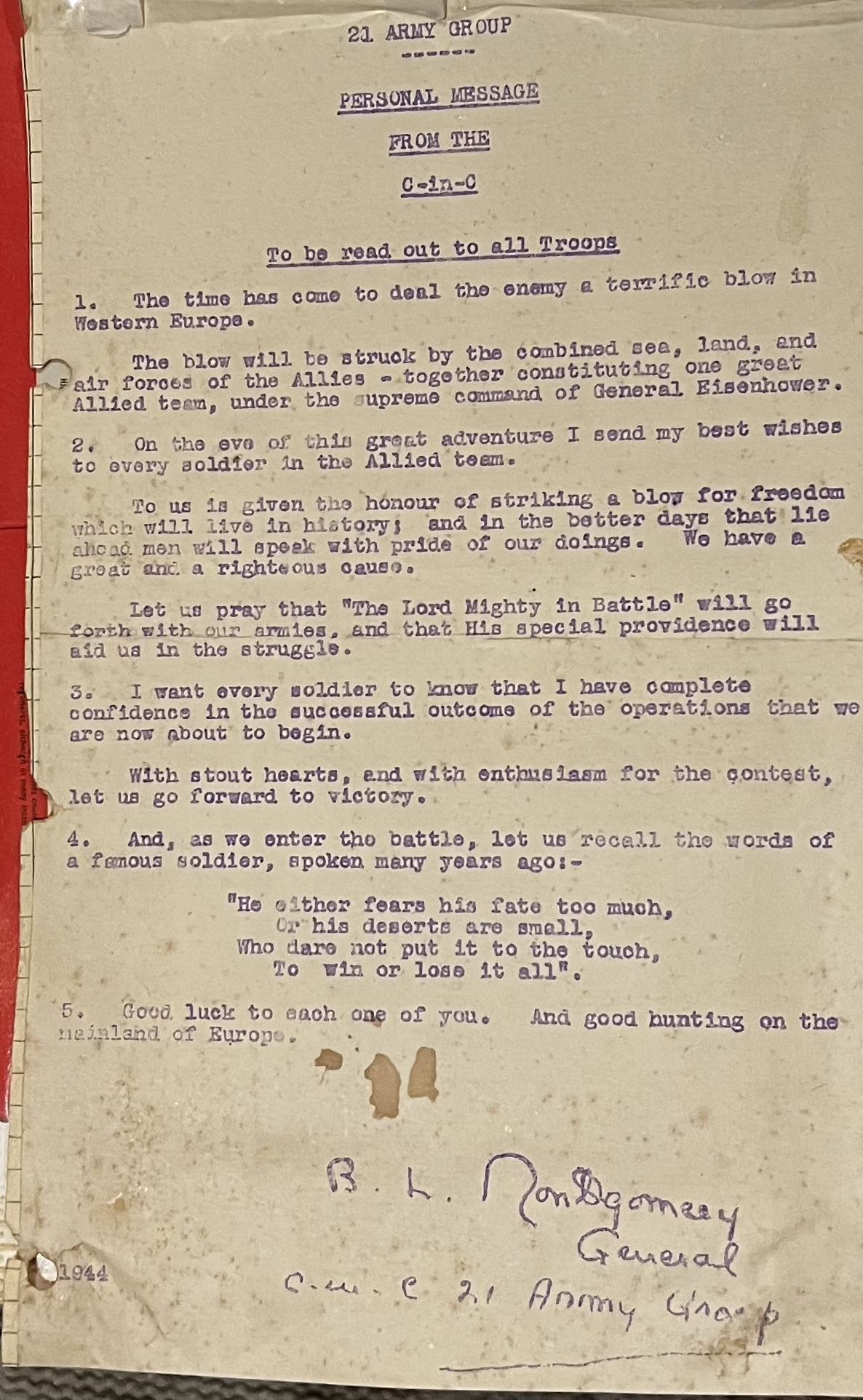
Ha arribat el moment de donar un cop terrible a l'enemic...

El Cinquè Exèrcit de Clark va començar a avançar cap a l'oest de les muntanyes dels Apenins, mentre Montgomery i el V Cos del tinent general Charles Allfrey, que havia arribat per reforçar el XIII Cos de Dempsey, avançava cap a l'est. Els aeròdroms de Foggia aviat van caure en mans del V Cos d'Allfrey, però els alemanys van lluitar durament en la defensa de Termoli i Biferno. El moviment es va aturar gairebé completament a principis de novembre, quan el Vuitè Exèrcit es va enfrontar a una nova línia defensiva establerta pels alemanys al riu Sangro, l'escenari d'acarnissats combats el mes següent. Tot i que es va guanyar terreny, sovint va ser amb gran nombre de baixes aliades, doncs els alemanys sempre aconseguien retirar-se a noves posicions defensives.
Montgomery va avorrir el que considerava una manca de coordinació, una dispersió d'esforços, un embolic estratègic i una manca d'oportunisme a la campanya aliada a Itàlia, descrivint tot l'assumpte com un "esmorzar de gossos".

#### Normandia
Vegeu també: Operació Overlord

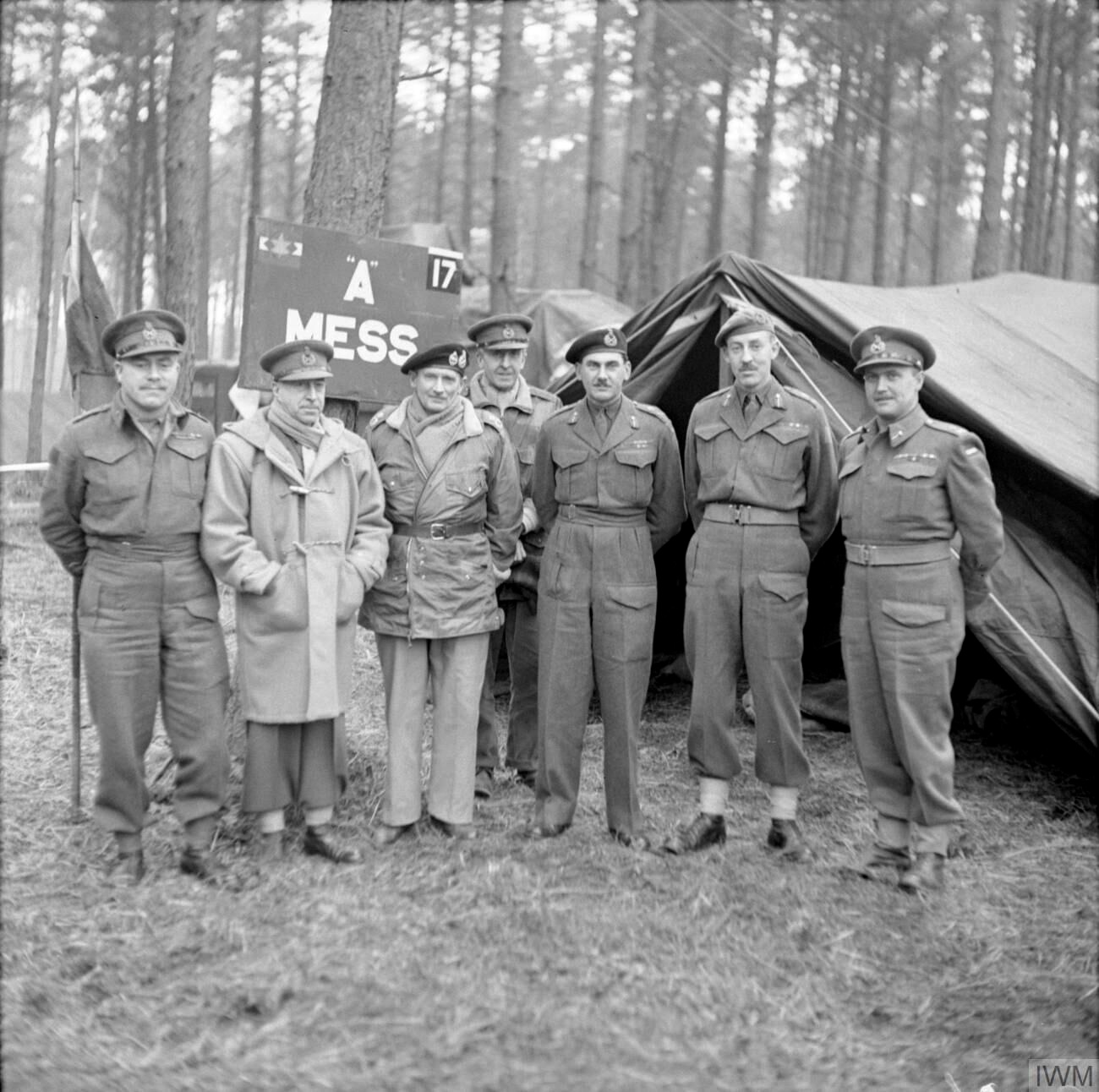
Montgomery amb oficials del Primer Exèrcit canadenc. Des de l'esquerra, el major-general Vokes, el general Crerar, el mariscal de camp Montgomery, el tinent general Horrocks, el tinent general Simonds, el major-general Spry i el major general Matthews

Com a resultat de la seva insatisfacció amb Itàlia, Montgomery va estar encantat de rebre la notícia de tornar a Gran Bretanya el gener de 1944. Va ser assignat al comandament del 21è Grup d'Exèrcits, format per totes les forces terrestres aliades que participaven en l'Operació Overlord, nom en clau per a la invasió aliada de Normandia. La direcció general va ser assignada al Comandant Suprem Aliat de les Forces Expedicionàries Aliades, el general nord -americà Dwight D. Eisenhower. Tant Churchill com Eisenhower sabien que no era fàcil treballar amb Montgomery i pretenien donar el comandament al general Sir Harold Alexander, de tarannà més afable. No obstant això, el general Sir Alan Brooke va argumentar fermament que Montgomery era un general molt superior a Alexander i va assegurar el seu nomenament. De fet, és mot possible que sense el suport de Brooke Montgomery hauria romàs a Itàlia. Al St Paul's School, el 7 d'abril i el 15 de maig, Montgomery va presentar la seva estratègia per a la invasió. Va preveure una batalla de noranta dies, amb totes les forces arribant al Sena. La campanya giraria sobre la ciutat de Caen controlada pels aliats, a l'est del cap de pont de Normandia. Els exèrcits britànics i canadencs disposarien les formacions per atraure i derrotar els contraatacs alemanys, alleujant així els moviments dels exèrcits nord-americans, que s'apoderarien de la península de Cotentin i Bretanya formant una pinça.

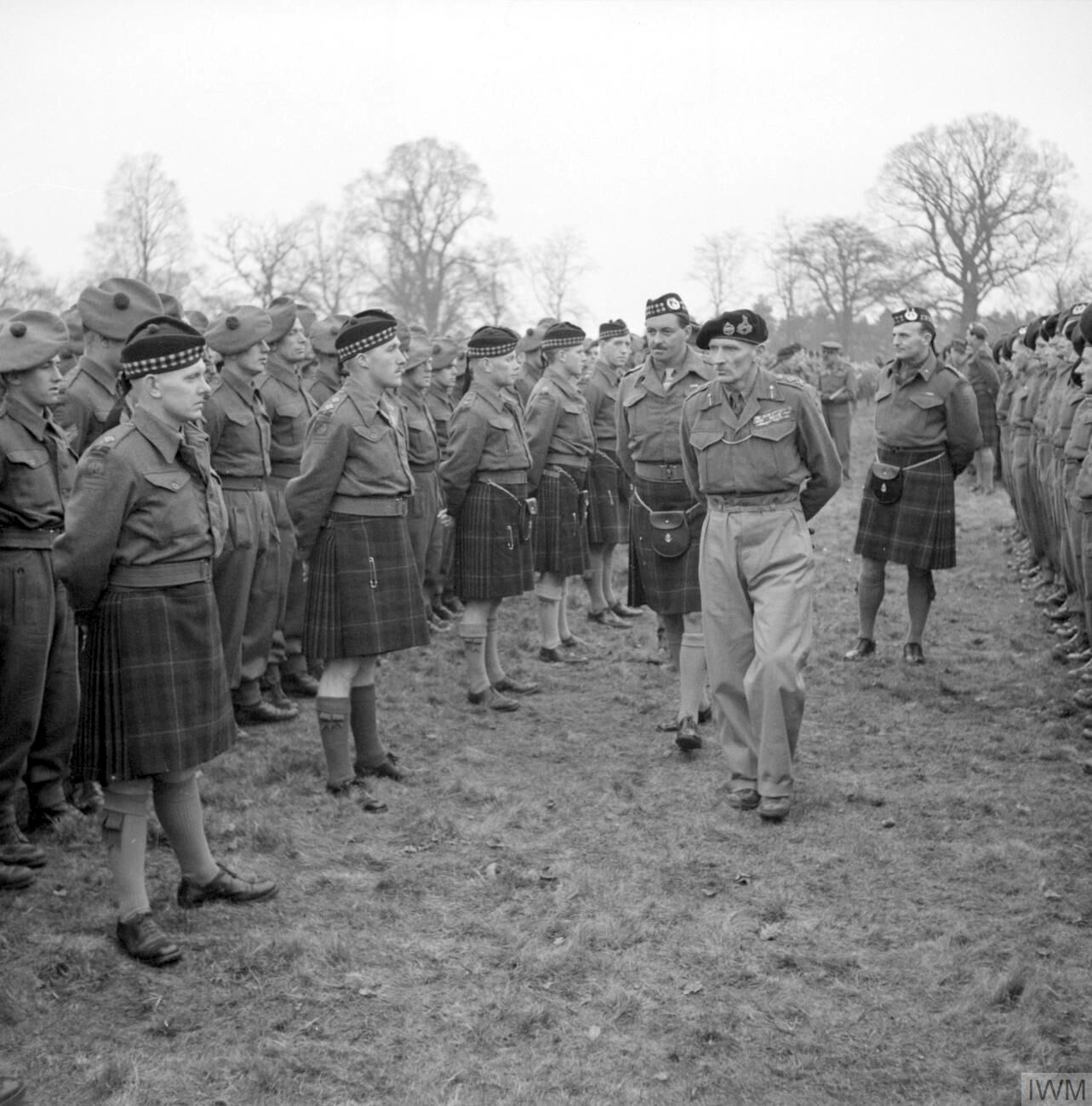
El general Montgomery inspecciona els homes del 5è/7è Batalló, Gordon Highlanders de la 51a Divisió (Highland), a Beaconsfield, febrer de 1944.

Durant les deu setmanes de la batalla de Normandia, les desfavorables condicions meteorològiques van alterar les zones de desembarcament. El pla inicial de Montgomery preveia que les tropes anglo-canadenques sota el seu comandament sortissin immediatament dels caps de platja a la costa de Calvados amb direcció Caen, per tal de prendre la ciutat el dia D o dos dies després. Montgomery va intentar prendre Caen amb la 3a Divisió d'Infanteria, la 50a Divisió d'Infanteria (Northúmbria) i la 3a Divisió canadenca, però van ser aturades del 6 al 8 de juny per la 21a Divisió Panzer i la 12a Divisió Panzer SS Hitlerjugend, que va colpejar l'avançada de les tropes anglo-canadenques molt durament. Rommel va explotar aquest èxit ordenant la 2a Divisió Panzer de marxar sobre Caen, mentre el mariscal de camp Gerd von Rundstedt va rebre el permís d'Hitler perquè les divisions d'elit 1a Leibstandarte SS Adolf Hitler i la 2a Das Reich fossin també enviades a Caen. Montgomery va haver d'enfrontar-se així a allò que Stephen Badsey va anomenar la "més formidable" de totes les divisions alemanyes a França. La 12a Divisió de les SS de les Waffen Hitlerjugend, com el seu nom indica, va reclutar els elements més fanàtics de les Joventuts Hitlerianes i estava comandada pel despietat Brigadeführer de les SS Kurt Meyer, conegut com "Panzer Meyer".

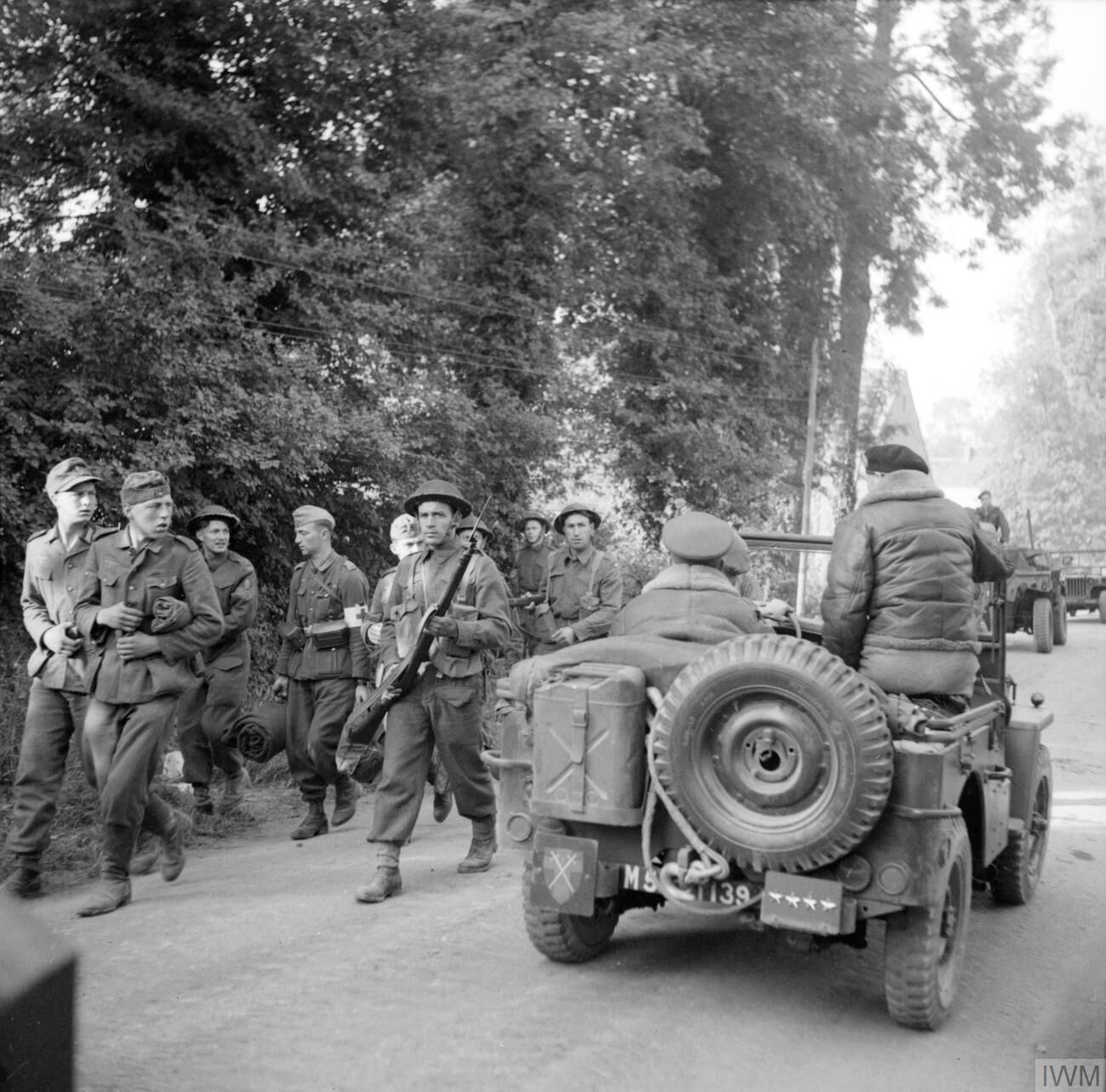
El general Montgomery passa per davant dels presoners de guerra alemanys mentre és conduït per una carretera en un jeep, poc després d'arribar a Normandia, el 8 de juny de 1944.

El fracàs de prendre Caen immediatament ha estat l'origen d'una immensa disputa historiogràfica amb connotacions nacionalistes. A grans trets, l'"escola britànica" accepta l'afirmació de Montgomery que mai va tenir la intenció de prendre Caen, sinó que les operacions anglo-canadenques al voltant de Caen eren una "operació de retenció" destinada a atreure la major part de les forces alemanyes. L'objectiu era permetre als nord-americans organitzar l'"operació d'esclat" al flanc esquerre de les posicions alemanyes. Tot plegat, formava part del "Pla Director" concebut per Montgomery molt abans de la campanya de Normandia. Per contra, l'"escola nord-americana" va argumentar que el "pla director" de Montgomery era que el 21è Grup d'Exèrcits prengués Caen i, alhora, traslladés les divisions de tancs a les planes al sud de Caen, per després organitzar una ruptura que conduiria el 21è Grup d'Exèrcits cap a les planes del nord de França, a Anvers i finalment al Ruhr. Amb tot, les cartes escrites per Eisenhower en el moment de la batalla deixen prou clar que allò que esperava de Montgomery era "la ràpida captura de l'important punt focal de Caen". Més tard, quan aquest pla va fracassar, Eisenhower afirmà que Montgomery havia "evolucionat" el pla perquè les forces nord-americanes aconseguissin la ruptura.

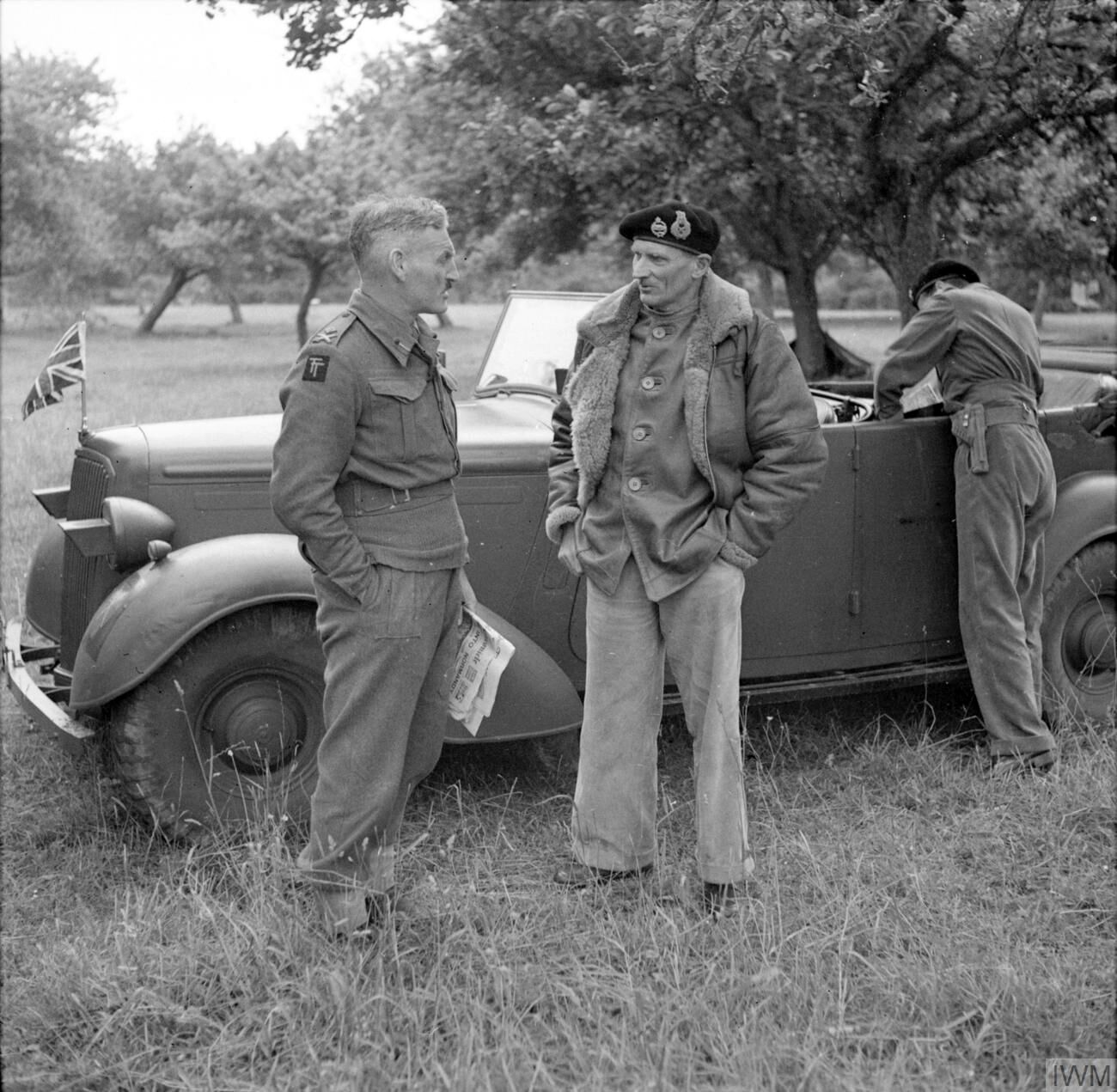
El general Montgomery en conversa amb el major general Douglas Graham, GOC de la 50a Divisió d'Infanteria (Northúmbria), fotografiat aquí a Normandia, 20 de juny de 1944

Certament, a mesura que hi avançava la campanya, Montgomery va alterar el seu pla inicial de la invasió. Va seguir l'estratègia d'atreure els contraatacs alemanys al nord de Caen en comptes del sud, per permetre que el Primer Exèrcit dels Estats Units a l'oest prengués Cherbourg. De fet, el cap d'estat major d'Eisenhower, el general Walter Bedell Smith, que es va reunir amb Montgomery a finals de juny de 1944, no diu res sobre la realització d'una "operació de retenció" d'en Montgomery al sector de Caen. Al contrari, parla dient que  "[Montgomery] cercava una ruptura" en les planes al sud del Sena. El 12 de juny, Montgomery va ordenar a la 7a Divisió Blindada un atac contra la Divisió Panzer Lehr. El bon progrés inicial es va acabar quan la 2a Divisió Panzer es va unir a la Divisió Panzer Lehr. A Villers Bocage, el 14 de juny, els britànics van perdre en cinc minuts vint tancs Cromwell davant cinc tancs Tiger alemanys, liderats pel SS Obersturmführer Michael Wittmann. Malgrat aquest revés, Montgomery encara era optimista, ja que els aliats estaven desembarcant més tropes i subministraments dels perduts en la batalla. A més, encara que les línies alemanyes aguantaven l'embat, la Wehrmacht i les Waffen SS patien un desgast considerable. El mariscal de l'aire Sir Arthur Tedder es va queixar per la impossibilitat de moure els esquadrons de caces a França fins que Montgomery hagués capturat alguns aeròdroms, cosa que –va afirmar– Montgomery no semblava capaç de fer. Els primers atacs amb bombes voladores V-1 sobre Londres el 13 de juny van fer que Whitehall pressionés Montgomery per accelerar el seu avanç.

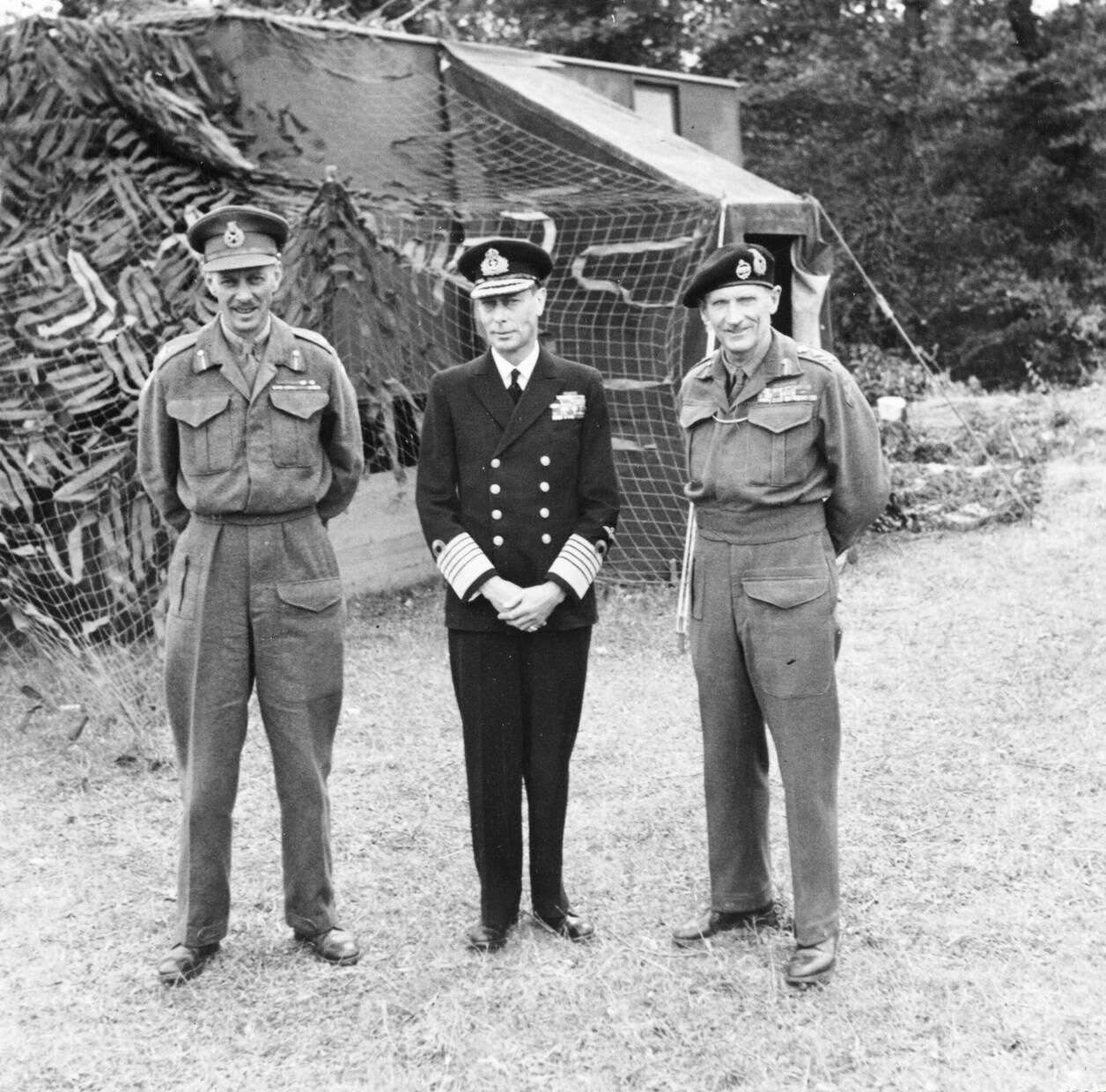
El Rei amb el tinent general Miles Dempsey, GOC del segon exèrcit britànic i el general Montgomery, al seu quarter general a Creullet, el 16 de juny de 1944.

El 18 de juny, Montgomery va ordenar en Bradley que prengués Cherbourg, mentre els britànics intentaven de prendre Caen el 23 de juny. A l'operació Epsom, el VII Cos britànic comandat per Sir Richard O'Connor va intentar flanquejar Caen des de l'oest, trencant la línia divisòria entre el Panzer Lehr i el 12è SS, per fer-se amb l'estratègic turó 112. L'operació Epsom va començar amb la força d'assalt d'O'Connor, la 15a divisió escocesa britànica i amb l'11a divisió blindada, aturant els contraatacs de la 12a divisió SS. El general Friedrich Dollmann del Setè Exèrcit va haver de comprometre el recentment arribat II Cos de les SS per aturar l'ofensiva britànica. Dollmann, tement que l'operació Epsom tingués èxit, va suïcidar-se i va ser substituït pel SS Oberstegruppenführer Paul Hausser. O'Connor, amb un cost d'uns 4.000 homes, havia guanyat un sortint de 5 milles (8,0 km) de llargada i 2 milles (3,2 km) d'ample, col·locant els alemanys en una posició inviable a llarg termini. Amb tot, hi va haver una forta sensació de crisi al comandament aliat, doncs havien avançat només 15 milles (24 km) cap a l'interior, quan els plans preveien que ja s'haurien fet amb les poblacions normandes de Rennes, Alençon i St. Malo. Després de l'operació Epsom, Montgomery va haver de dir al general Harry Crerar que l'activació del Primer Exèrcit canadenc hauria d'esperar, ja que al sector de Caen només hi havia espai per al nouvingut XII Cos comandat pel tinent general Neil Ritchie. Aquest fet provocà certa tensió amb Crerar, que tenia ganes d'entrar al camp de batalla. Amb tot, l'operació Epsom havia forçat l'arribada de més forces alemanyes a Caen, i durant el mes de juny i la primera meitat de juliol, Rommel, Rundstedt i Hitler es van dedicar a la planificació d'una gran ofensiva per conduir els britànics cap al mar. Tanmateix, l'ofensiva mai no es va produir, doncs obligava a concentrar un gran nombre de forces alemanyes al sector de Caen
Va ser només després de diversos intents fallits al sector de Caen, que Montgomery va idear el seu "pla director". Aquest pla aconseguí que el 21è Grup d'Exèrcits controlés el gruix de les forces alemanyes, permetent així l'èxit del les tropes nord-americanes. Després de tots els contratemps patits el juny de 1944, els historiadors canadencs Terry Copp i Robert Vogel van escriure sobre la disputa entre l'"escola americana" i "l'escola britànica":
| « | Montgomery va treure la conclusió indiscutiblement correcta d'aquests esdeveniments. Si els britànics i els canadencs poguessin continuar mantenint la major part de les divisions blindades alemanyes al seu front mitjançant una sèrie d'atacs limitats, podrien desgastar els alemanys i crear les condicions per a una evasió nord-americana a la dreta. Això és el que va proposar Montgomery a la seva Directiva del 30 de juny i, si ell i els seus admiradors haguessin deixat que el disc parlés per si sol, no hi hauria gaire debat sobre la seva conducta en les primeres etapes de la campanya de Normandia. En canvi, Montgomery va insistir que aquesta Directiva era una part coherent d'un pla director que havia ideat molt abans de la invasió. Curiosament, aquesta visió fa un gran flac favor a 'Monty' per a qualsevol planificació rígida de les operacions abans que se sabés que la resposta alemanya hauria estat de fet un mal generalisme!" | » |

Obstaculitzat pel temps tempestuós, les bardisses i el pastiu, Montgomery va haver d'assegurar-se que Rommel centrava els seus esforços en els britànics situats a l'est en comptes dels nord-americans a l'oest, que havien de prendre la península de Cotentin i Bretanya. Montgomery va dir al general Sir Miles Dempsey, comandant del Segon Exèrcit Britànic: "Seguiu colpejant, arrossegant la força alemanya, especialment una part dels blindats, sobre vosaltres mateixos, per tal de facilitar el camí a en Brad [Bradley]." Els alemanys havien desplegat dotze divisions contra els britànics (sis eren divisions Panzer), mentre desplegaven vuit divisions contra els nord-americans (tres eren divisions Panzer). A mitjan juliol, Caen encara no s'havia pres, doncs Rommel va prioritzar evitar la fuga de les forces britàniques en lloc de la presa dels territoris occidentals pels nord-americans. Això va ser, a grans trets, com ho havia planejat Montgomery, encara que no amb la mateixa rapidesa que ell ho va descriure a St Paul's. Amb tot, com va assenyalar l'historiador nord-americà Carlo D'Este, la situació real a Normandia era "molt diferent" de la imaginada a la conferència de St Paul, ja que només un dels quatre objectius esbossats al maig s'havia assolit el 10 de juliol.

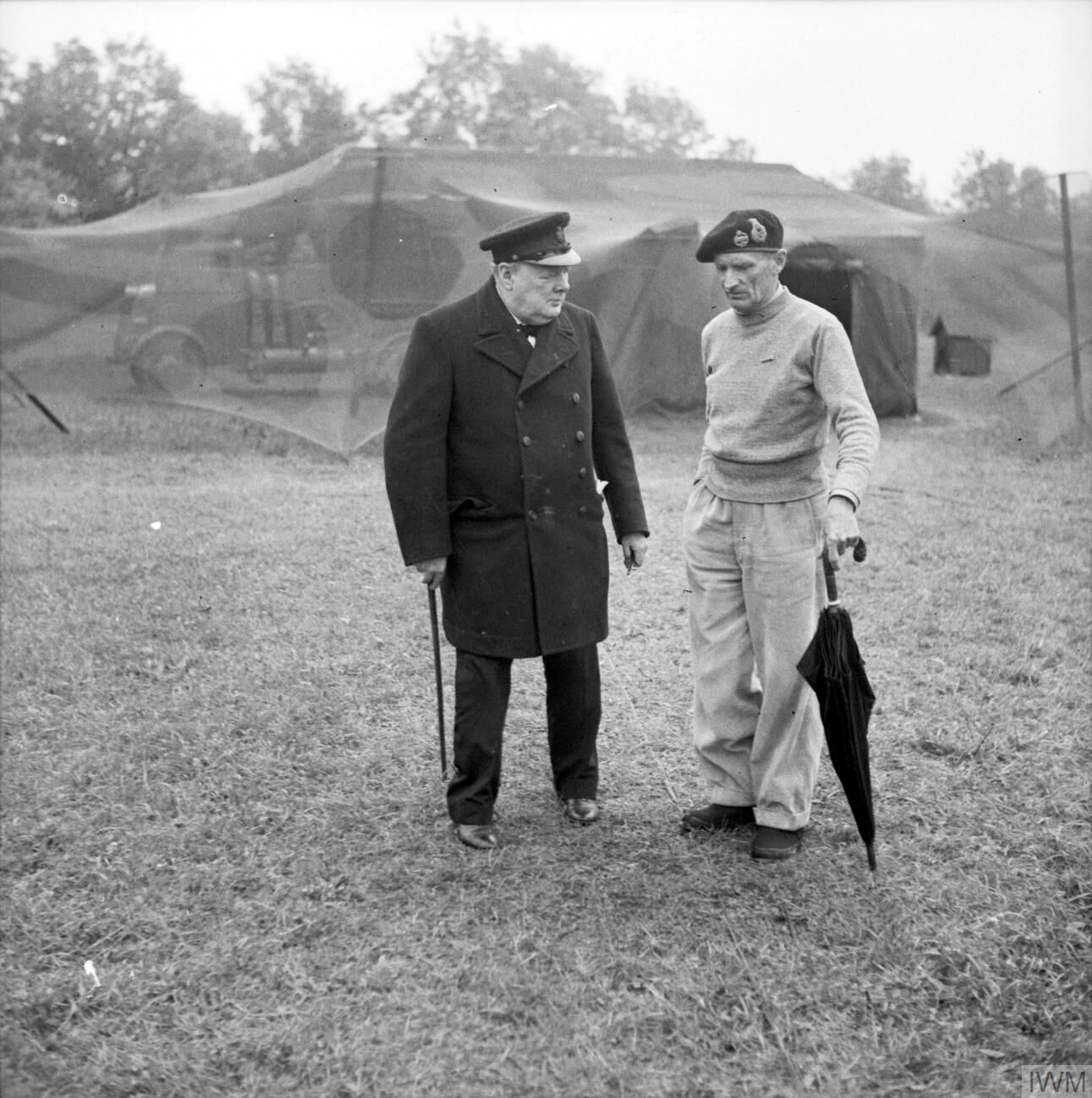
El primer ministre Churchill amb el general Montgomery a la seu d'aquest últim a Normandia, juliol de 1944

El 7 de juliol, Montgomery va iniciar l'operació Charnwood amb un bombardeig en estora, convertint el gruix del camp francès i la ciutat de Caen en un erm. Amb tot, els britànics i els canadencs van aconseguir avançar cap al nord de Caen abans que els alemanys, que utilitzaven les ruïnes per intentar aturar l'ofensiva. El 10 de juliol, Montgomery va ordenar a Bradley que prengués Avranches, fet que activaria el Tercer Exèrcit dels Estats Units en direcció a Le Mans i Alençon. El 14 de juliol de 1944, Montgomery va escriure al seu mecenes Brooke, dient-li que havia escollit fer "un veritable enfrontament als flancs orientals i deixar anar un cos de tres divisions blindades a camp obert al voltant de la carretera Caen-Falaise... Les possibilitats són immenses; amb el desplegament de set-cents tancs al sud-est de Caen i els carros blindats operant al davant, pot passar qualsevol cosa".
La Resistència Francesa havia llançat el Pla Violet el juny de 1944 per destruir sistemàticament el sistema telefònic de França, cosa que obligà els alemanys a utilitzar contínuament les ràdios per comunicar-se. Atès que els tècnics Bletchley Park havien desxifrat molts dels codis alemanys, Montgomery s'havia fet –gràcies a la intel·ligència "Ultra"–, una idea clara de la situació alemanya. Així, Montgomery sabia que el Grup B de l'exèrcit alemany havia perdut 96.400 homes mentre rebia 5.200 reemplaçaments, i que la Divisió Panzer Lehr amb base a Saint-Lô només tenia 40 tancs. Més tard, Montgomery va escriure que va saber que havia guanyat la campanya de Normandia en aquest precís moment, quan els alemanys gairebé no tenien reserves mentre ell disposava de tres divisions blindades en reserva.
Amb l'operació Cobra s'aconseguí l'evasió nord-americana i l'encerclament de les forces alemanyes a la bossa de Falaise, si bé a costa de les pèrdues britàniques en l'operació de diversió Goodwood. A primera hora del matí del 18 de juliol de 1944, l'operació Goodwood va començar amb bombarders pesats britànics iniciant atacs amb bombardeig en estora, que van devastar encara més el que restava de Caen i els camps circumdants. Un tripulant de tancs britànic de la divisió blindada de la Guàrdia va recordar més tard: "A les 5.00 hores, un tro llunyà a l'aire va fer aixecar del llit tots els equips de tancs d'ulls adormits. Mil Lancaster sobrevolaven el mar en grups de tres o quatre a 3.000 peus d'altura (910 m). Davant d'ells, els exploradors escampaven les bengales i, tot seguit, van caure les primeres bombes." Un tanc alemany de la 21a Divisió Panzer a l'extrem receptor d'aquest bombardeig, va recordar: "Vam veure petits punts sortint dels avions, tants d'ells que se'ns va ocórrer un pensament boig: són fullets això?... Entre el tro de les explosions, vam poder escoltar el crit dels ferits i els udols d'homes embogits." El bombardeig britànic havia destrossat greument les unitats alemanyes de la primera línia. A l'inici, les tres divisions blindades britàniques assignades per liderar l'ofensiva (la 7a, 11a i la Guàrdia) van avançar ràpidament i, cap al mig dia, s'hi van acostar a la carena de Borguebus, que dominava el paisatge al sud de Caen.

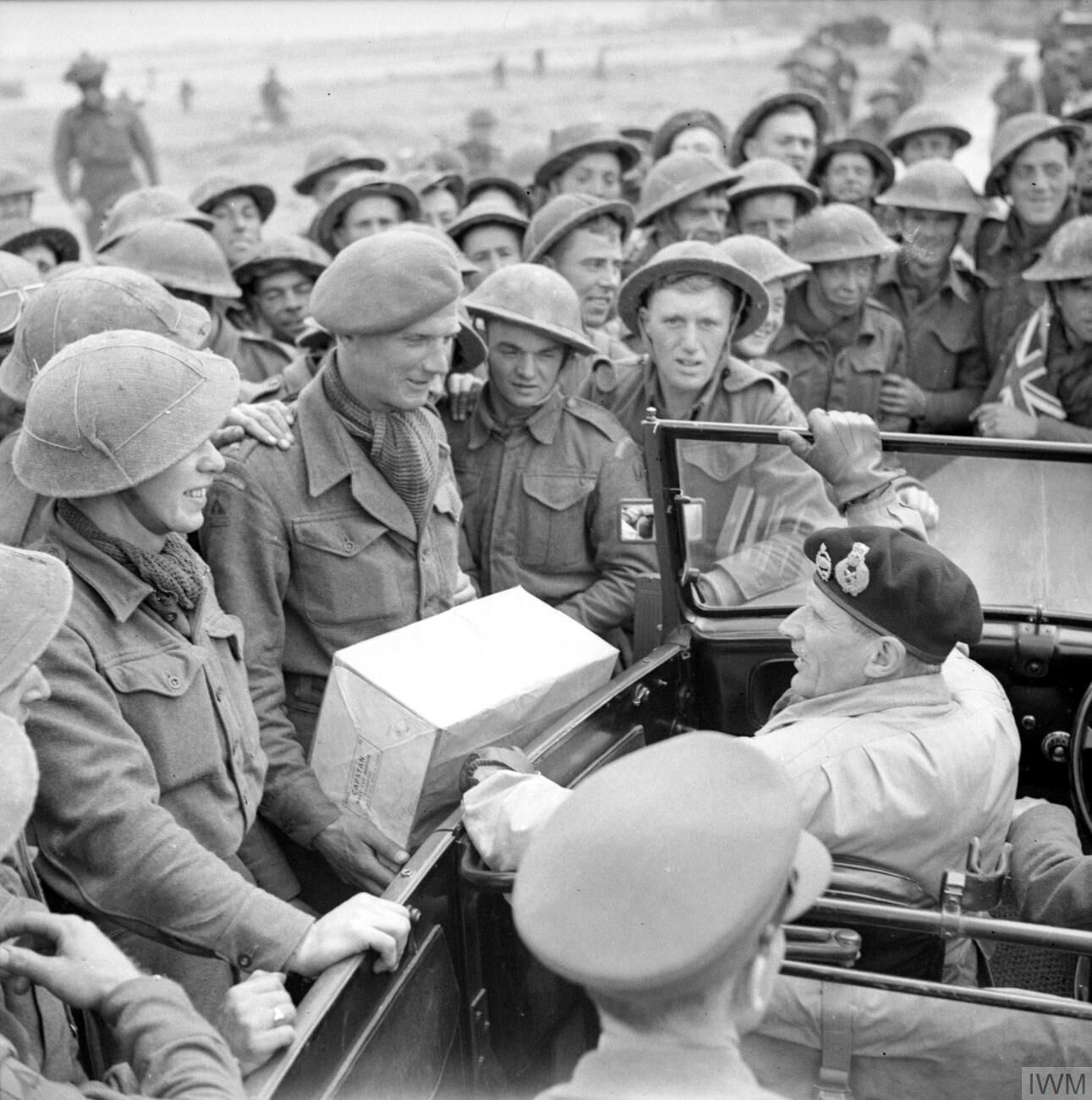
El general Montgomery atura el seu cotxe per xerrar amb les tropes durant un recorregut per la zona del I Cos prop de Caen, l'11 de juliol de 1944.

Si els britànics capturaven la cresta de Borguebus, el camí cap a les planes del nord de França restaria obert, fent possible l'arribada a Paris, cosa que explica la ferocitat amb què els alemanys defensaven la cresta. Un oficial alemany, el tinent baró von Rosen, va recordar que per motivar un oficial de la Luftwaffe al comandament d'una bateria de quatre canons de 88 mm, va haver d'acostar-li la seva pistola al cap "i li va preguntar si li agradaria ser mort immediatament o obtenir una alta condecoració. Es va decidir pel darrer." Els canons de 88 mm, ben atrinxerats al voltant de la cresta de Borguebus, van començar a afectar els tancs Sherman britànics, esquitxant el camp amb desenes de Sherman cremats. Un oficial britànic va informar amb preocupació: "Veig llençols de fum i tancs que s'acumulen amb flames a de les torretes. Veig homes que surten, encesos com torxes, rodant pel terra per intentar apagar les flames" Malgrat les ordres de Montgomery d'intentar continuar, els ferotges contraatacs alemanys van aturar l'ofensiva britànica.
Tots els objectius de l'operació Goodwood es van aconseguir, excepte la captura completa de carena de Bourgebus, que només es va prendre parcialment. L'operació va ser un èxit estratègic dels aliats en atraure les últimes reserves alemanyes a Normandia cap al sector de Caen, lluny del sector nord-americà, ajudant en gran manera a la sortida nord-americana en l'operació Cobra. Al final de l'operació Goodwood, el 25 de juliol de 1944, els canadencs havien pres Caen i els tancs britànics havien arribat a les planes al sud de Caen, donant a Montgomery la "frontissa" que cercava, alhora que obligaven els alemanys a comprometre l'última de les seves reserves. Amb l'operació Cobra a punt de començar, els missatges desxifrats per "Ultra" van informar que les tropes alemanyes, que ara s'enfronten a Bradley, eren del tot insuficients. Durant l'operació Goodwood, 400 tancs britànics van ser impactats, encara que molts es van poder recuperar i van tornar al servei. Les baixes van ser de 5.500 homes, per 7 milles (11 km) de terreny guanyat. Bradley va reconèixer el pla de Montgomery per fixar els blindats i permetre l'avenç de les forces nord-americanes:
| « | Els exèrcits britànics i canadencs havien d'enganxar les reserves enemigues i atreure-les al seu front a l'extrem oriental del cap de platja aliat. Així, mentre Monty es mofava de l'enemic a Caen, nosaltres [els nord-americans] havíem de fer el nostre descans a la llarga rotonda cap a París. Quan es va comptar en termes d'orgull nacional, aquesta missió britànica es va convertir en una missió de sacrifici, perquè mentre passejàvem pel flanc exterior, els britànics havien de seure al seu lloc i fixar els alemanys. No obstant això, estratègicament va encaixar en una divisió lògica dels treballs, ja que era cap a Caen on les reserves enemigues correrien un cop sonés l'alarma. | » |

La llarga disputa sobre quin és el "pla director" de Montgomery a Normandia va portar els historiadors a diferir molt sobre el propòsit de l'operació Goodwood. El periodista britànic Mark Urban va escriure que el propòsit de Goodwood era atraure les tropes alemanyes al seu flanc esquerre per permetre que les forces nord-americanes saltessin des del flanc dret. L'argument va ser que Montgomery havia de mentir als seus soldats sobre el propòsit de Goodwood, ja que el soldat britànic mitjà no hauria entès per què se li demanava crear una distracció per permetre als nord-americans obtenir la glòria d'escenificar la fugida amb l'operació Cobra. Per contra, l'historiador nord-americà Stephen Power va argumentar que Goodwood estava pensat per ser l'ofensiva de "ruptura" i no una "operació de retenció". Al respecte, va escriure: "No és realista afirmar que una operació que demanava l'ús de 4.500 avions aliats, 700 peces d'artilleria i més de 8.000 vehicles blindats i camions, i que van costar als britànics més de 5.500 baixes, va ser concebuda i executada per a un objectiu tan limitat." Power va assenyalar que les operacions Goodwood i Cobra s'haurien d'haver activar el mateix dia, el 18 de juliol de 1944, però Cobra va ser cancel·lada a causa de les fortes pluges al sector americà. També va afegir que ambdues operacions estaven pensades per ser operacions de fuga, destinades a atrapar els exèrcits alemanys a Normandia. L'escriptor militar nord-americà Drew Middleton afirmà que no hi havia dubte que Montgomery volia que Goodwood proporcionés un "escut" per a Bradley, però alhora esperava quelcom més que distreure l'atenció alemanya del sector nord-americà. Per la seva banda, l'historiador britànic John Keegan va assenyalar que Montgomery va fer declaracions diferents davant Goodwood sobre el propòsit de l'operació. Keegan va escriure que Montgomery es va involucrar en allò que ell va anomenar una "cobertura de les seves apostes", quan va redactar els seus plans abans de Goodwood i l'objectiu de l'operació. És a dir, un pla per a "una fugida si el front es col·lapsava i, si no, una evidència documental sòlida que tot allò que havia pretès en primer lloc havia estat ser una batalla de desgast". De nou, Bradley va confirmar el pla de Montgomery i que la captura de Caen només era quelcom accessori en seva missió, no crític. La revista nord-americana LIFE va citar Bradley el 1951:
| « | Mentre Collins hissava la seva bandera del VII Cos sobre Cherbourg, Montgomery gastava la seva reputació en un amarg setge contra l'antiga ciutat universitària de Caen. Durant tres setmanes havia embolcallat les seves tropes contra aquelles divisions panzer que havia dirigit deliberadament cap a aquella ciutat com a part de la nostra estratègia aliada de diversió a la campanya de Normandia. Tot i que Caen contenia una important cruïlla de carreteres que Montgomery eventualment necessitaria, de moment la captura d'aquesta ciutat només era incidental a la seva missió. Perquè la tasca principal de Monty era atraure tropes alemanyes al front britànic perquè podríem assegurar més fàcilment Cherbourg i posar-nos en posició per a l'evasió. Tot i que aquesta diversió de Monty es va aconseguir de manera brillant, no obstant això, es va deixar obert a les crítiques posant l'accent en la importància de la seva empenta cap a Caen. Si s'hagués limitat simplement a la contenció sense fer de Caen un símbol, se li hauria atribuït l'èxit en lloc de ser acusat, com ell, de fracàs.. | » |

Amb l'operació Goodwood, que va atraure la Wehrmacht cap al sector britànic, el Primer Exèrcit dels Estats Units va gaudir d'una superioritat numèrica de dos a un. El general Omar Bradley va acceptar el consell de Montgomery de començar l'ofensiva concentrant-se en un únic punt en comptes d'un "front ampli", com hauria preferit Eisenhower.
L'operació Goodwood gairebé li va costar la feina a Montgomery, doncs Eisenhower es va plantejar seriosament d'acomiadar-lo. Si no ho va fer, va ser només perquè acomiadar el popular "Monty" hauria provocat una reacció política molt violenta a Gran Bretanya contra els nord-americans en un moment crític de la guerra. Montgomery va expressar la seva satisfacció pels resultats de Goodwood quan va cancel·lar l'operació. Tanmateix, Eisenhower tenia la impressió que Goodwood seria una operació de ruptura. Fei i fet, o hi va haver una maca de comunicació entre els dos, o bé Eisenhower no va entendre l'estratègia. Bradley va entendre perfectament les intencions de Montgomery. Tots dos homes no regalarien a la premsa les veritables intencions de la seva estratègia.

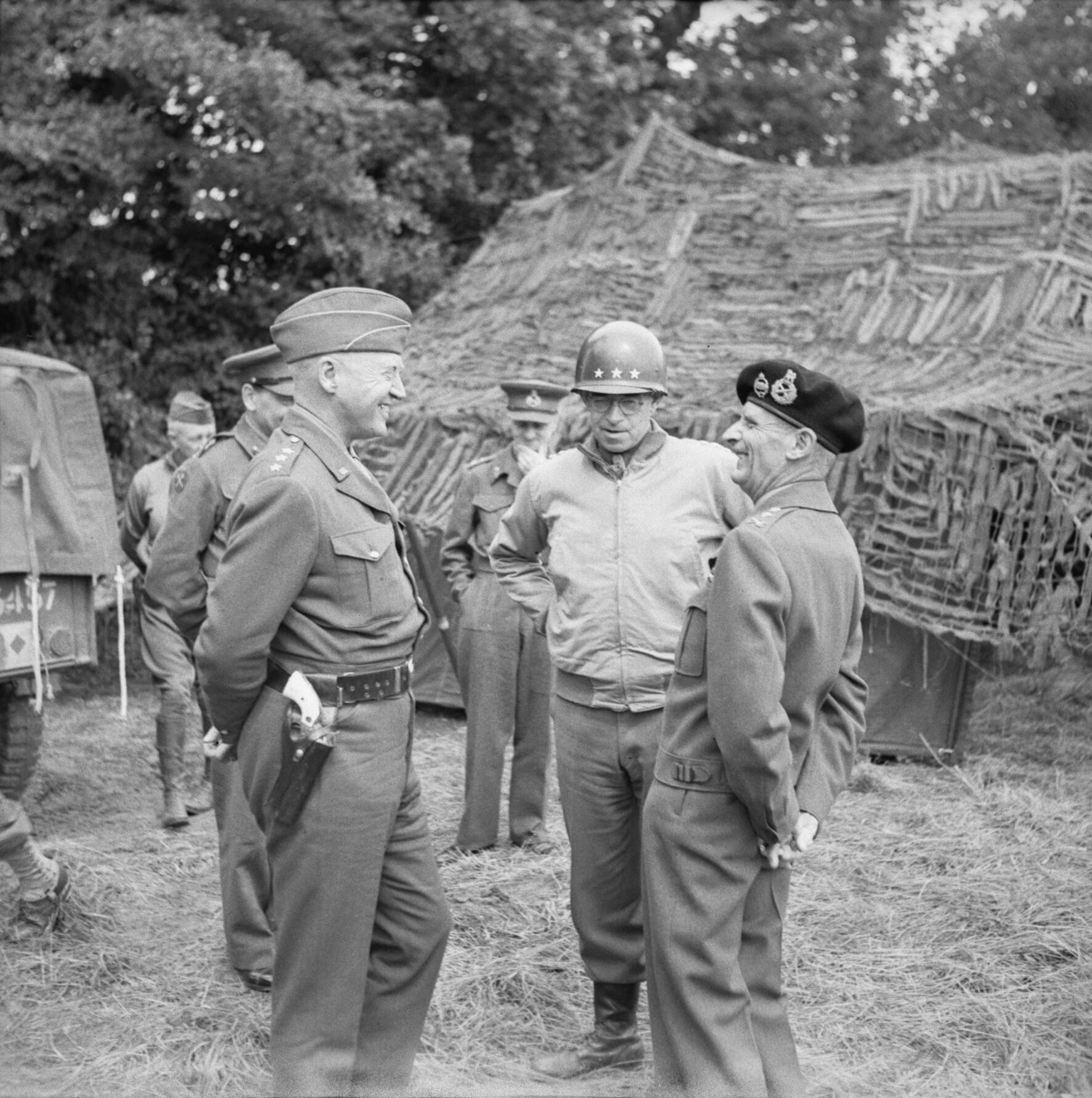
El general Montgomery amb els tinents generals George S. Patton (esquerra) i Omar Bradley (centre) al quarter general del 21è Grup d'Exèrcits, 7 de juliol de 1944

Molts oficials nord-americans havien trobat que en Montgomery un home difícil amb qui treballar i, després de Goodwood, van pressionar Eisenhower perquè l'acomiadés. Sovint, la disputa entre Eisenhower i Montgomery de vegades es descriu en termes nacionalistes, com una lluita entre britànics i angloamericans. De fet, però, va ser el mariscal de l'aire britànic Arthur Tedder qui va pressionar Eisenhower amb més força perquè acomiadés Montgomery, després de l'operació Goodwood. Un oficial nord-americà va escriure al seu diari que Tedder havia vingut a veure Eisenhower per "perseguir el seu tema favorit; l'acomiadament de Monty". Amb Tedder liderant la campanya de "l'acomiadament de Monty", els ls enemics nord-americans de Montgomery van pressionar Eisenhower per acomiadar-lo definitivament. Brooke estava prou preocupat per la campanya del "saqueig de Monty" i va visitar Montgomery al seu quarter general tàctic (TAC), a França. Tal com va escriure al seu diari; "va advertir [Montgomery] d'una tendència al primer ministre [Churchill] a escoltar suggeriments que Monty va jugar per seguretat i no estava preparat per córrer riscos". Brooke va aconsellar a Montgomery que invités Churchill a Normandia, argumentant que si la campanya de "saquejar Monty" havia convençut al primer ministre, la seva carrera s'acabaria, doncs tenir el suport de Churchill donaria a Eisenhower la "cobertura" política per acomiadar-lo. El 20 de juliol, Montgomery es va reunir amb Eisenhower i el 21 de juliol amb Churchill, al TAC de França. Un dels oficials d'estat major de Montgomery va escriure després que "era de coneixement general que Churchill havia vingut a fer fora Monty". No es van prendre notes a les reunions d'Eisenhower–Montgomery i Churchill–Montgomery, però Montgomery va poder persuadir-los de no acomiadar-lo.
Amb l'èxit de l'operació Cobra, seguit de l'alliberament del Tercer Exèrcit dels Estats Units comandat pel general George S. Patton, Eisenhower va escriure a Montgomery: "Estic encantat que el vostre pla bàsic hagi començat a desenvolupar-se de manera brillant amb l'èxit inicial de Bradley." L'èxit de Cobra va ser ajudat per l'operació Primavera, quan el II Cos canadenc sota el comandament del general Guy Simonds (l'únic general canadenc que respectava les habilitats Montgomery) va iniciar una ofensiva al sud de Caen, que els alemanys van interpretar com la ofensiva principal aliada. Un cop va arribar el Tercer Exèrcit, Bradley va ser promogut per prendre el comandament del recentment creat 12è Grup d'Exèrcits, format pel Primer i el Tercer Exèrcits dels Estats Units. Després de la marxa del nord-americans, va seguir la batalla de Falaise Gap. Els soldats britànics, canadencs i polonesos del 21è Grup d'Exèrcits, comandats per Montgomery, van avançar cap al sud, mentre els soldats nord-americans i francesos del 12è Grup d'Exèrcits de Bradley hi avançaven cap al nord per encerclar el Grup d'Exèrcits alemanys a Falaise. Llavors, Montgomery va lliurar el que Urban va anomenar "la gran batalla d'aniquilació" de l'agost de 1944. Montgomery va començar la seva ofensiva a la regió de la Suïssa Normanda amb l'Operació Bluecoat, amb el VIII Cos de Sir Richard O'Connor i el XXX Cos de Gerard Bucknall cap al sud. Un Montgomery insatisfet va acomiadar Bucknall per ser poc agressiu i el va substituir pel general Brian Horrocks. Al mateix temps, Montgomery va ordenar Patton —que amb el Tercer Exèrcit havia d'avançar cap a Bretanya— que captures Nantes.
Hitler va esperar massa per ordenar als seus soldats que es retiressin de Normandia, cosa que va portar Montgomery a escriure: "[Hitler] es va negar a fer front a l'únic camí militar sòlid. Com a resultat, els aliats van causar a l'enemic pèrdues sorprenents, tant humanes com materials." Sabent per "Ultra" que Hitler no planejava retirar-se de Normandia, Montgomery, el 6 d'agost de 1944, va ordenar una operació envoltant sobre el Grup d'Exèrcits B. Així, el Primer Exèrcit canadenc, comandat per Harry Crerar, avançaria cap a Falaise, el Segon Exèrcit britànic sota les ordres de Miles Dempsey avançaria cap a Argentan i el Tercer Exèrcit dels EUA d'en George S. Patton cap a Alençon. L'11 d'agost, Montgomery va canviar el seu pla, perquè els canadencs es fessin amb Falaise i s'hi trobessin amb els nord-americans a Argentan. El Primer Exèrcit canadenc va llançar dues operacions: l'Operació Totalize, el 7 d'agost, que va avançar només 9 milles (14 km) en quatre dies davant la ferotge resistència alemanya; i l'Operació Tractable, el 14 d'agost, que finalment va prendre Falaise el 17 d'agost. Atès el  lent avanç canadenc, Patton va demanar permís per prendre Falaise, però Bradley va rebutjar-ho el 13 d'agost. Aquest fet és controvertit per molts historiadors, argumentant que Bradley no va ser prou agressiu i que Montgomery hauria d'haver-lo destituit.
L'anomenada bossa de Falaise es va tancar finalment el 22 d'agost de 1944, si bé diversos generals nord-americans, sobretot Patton, van acusar Montgomery de no ser prou agressiu per tancar-la abans. Uns 60.000 soldats alemanys van quedar atrapats a Normandia, però uns 20.000 van poder fugir abans d'aquell dia. Altres 10.000 alemanys van morir en la batalla de bossa de Falaise. Eisenhower, que va contemplar el camp de batalla el 24 d'agost, comentà amb horror que era impossible caminar sense trepitjar cadàvers. La conclusió exitosa de la campanya de Normandia va veure l'inici del debat entre l'"escola americana" i "l'escola britànica". Tant els generals nord-americans com els britànics van començar a proclamar-se artífexs de la victòria. Brooke, en defensa del seu protegit Montgomery, va escriure: "L'Ike no sap res d'estratègia i és inadequat per al càrrec de Comandant Suprem. No és d'estranyar que l'habilitat real de Monty no sempre es pugui fer realitat, sobretot quan és la "qüestió nacional" perverteix la perspectiva del paisatge estratègic." Sobre la conducta de Montgomery a la campanya de Normandia, Badsey va escriure:
| « | Massa discussió sobre Normandia s'ha centrat en les decisions controvertides dels comandants aliats. No va ser prou bo, pel que sembla, guanyar una victòria tan completa i espectacular sobre un enemic que havia conquerit la major part d'Europa si no es feia perfectament. La major part de la culpa és de Montgomery, que va ser prou ximple com per insistir que s'havia fet a la perfecció, que Normandia —i totes les seves altres batalles— s'havien lliurat en conseqüència d'acord amb un pla director precís elaborat per endavant, del qual mai no es va desviar. Diu molt de la seva personalitat que Montgomery va trobar que altres estaven d'acord amb ell, malgrat les proves aclaparadores que ens diuen el contrari. El seu maneig de la batalla de Normandia va ser d'un ordre molt alt, i com a persona que sens dubte hauria estat culpable de perdre la batalla, es mereix el mèrit de guanyar-la. | » |

#### Substituït com a comandant de les forces terrestres
El general Eisenhower va assumir el comandament de les Forces Terrestres l'1 de setembre, mentre continuava com a comandant suprem, amb Montgomery al comandament del 21è Grup d'Exèrcits, que constava principalment d'unitats britàniques i canadenques. Montgomery va ressentir-se d'aquest canvi, tot i que s'havia acordat abans de la invasió del dia D. El periodista britànic Mark Urban escriu que Montgomery semblava incapaç d'entendre el fet que la majoria dels 2,2 milions de soldats aliats al front occidental eren ara nord-americans (proporció de 3: 1) i que això feia políticament inacceptable per l'opinió pública nord-americana que Montgomery es mantingués com a comandant de les forces terrestres: "La política no li permetria continuar donant ordres a grans exèrcits nord-americans simplement perquè, segons ell, era millor que els seus generals." Com a compensació, Winston Churchill va ascendir Montgomery a mariscal de camp.

#### L'avanç cap al Rin
Al setembre de 1944, ports com Cherbourg estaven massa allunyats de la primera línia, causant grans problemes logístics als aliats. Atès que Anvers era el tercer port més gran d'Europa, un port interior d'aigües profundes connectat amb el mar del Nord a través del riu Escalda, es va dragar el riu per permetre el pas dels vaixells oceànics.
El 3 de setembre de 1944 Hitler va ordenar al Quinzè Exèrcit, que des del Pas de Calais es retirava cap als Països Baixos, que es mantingués a la desembocadura del Escalda per privar els Aliats de l'ús del port d'Anvers. El mariscal de camp Gerd von Rundstedt, comandant alemany del front occidental, va ordenar al general Gustav-Adolf von Zangen, comandant del 15è Exèrcit, que: "S'ha d'evitar com sigui l'intent de l'enemic d'ocupar l'Escalda occidental per utilizar el port d'Anvers". Rundstedt va argumentar a Hitler que mentre no poguessin utilitzar el port d'Anvers, els aliats no en tindrien la capacitat logística per a la invasió d'Alemanya.
La Witte Brigade (Brigada Blanca) de la resistència belga havia capturat el port d'Anvers abans que els alemanys poguessin destruir les instal·lacions portuàries clau i, el 4 de setembre, Anvers va ser capturada per Horrocks, amb les instal·lacions del port majoritàriament intactes. Els britànics es van negar a avançar immediatament per sobre del Canal Albert, i es va perdre l'oportunitat de destruir el Quinzè Exèrcit alemany. Els alemanys, que havien minat el riu Escalda, controlaven la desembocadura del riu, cosa que va fer impossible per a la Royal Navy la neteja de les mines. Per aquest motiu, el port d'Anvers encara no podia ser utilitzat per als aliats.
El 5 de setembre, el comandant naval de SHAEF, l'almirall Sir Bertram Ramsay, havia instat a Montgomery a fer de la neteja de la desembocadura de l'Escalda la prioritat número u. Entre els comandants superiors, només Ramsay va veure l'obertura d'Anvers com un fet crucial. Gràcies a "Ultra", Montgomery va ser conscient de l'ordre de Hitler el 5 de setembre.
El 9 de setembre, Montgomery va escriure a Brooke que "un bon port al Pas de Calais" seria suficient per satisfer totes les necessitats logístiques del 21è Grup d'Exèrcits, però que seria insuficient per als exèrcits nord-americans, la qual cosa obligaria a Eisenhower a afavorir els plans de Montgomery per la invasió del nord d'Alemanya amb el  21è Grup d'Exèrcits. D'altra banda, si s'obria el port Anvers, es podrien proveir tots els exèrcits aliats.
La importància dels ports més propers a Alemanya es va destacar amb l'alliberament de la ciutat de Le Havre, que va ser assignada al I Cos de John Crocker. Per prendre Le Havre es van fer servir dues divisions d'infanteria, dues brigades de tancs, la major part de l'artilleria del Segon Exèrcit Britànic, i es van enviar els "aparells" blindats especialitzats de la 79a Divisió Blindada de Percy Hobart, el cuirassat HMS Warspite i el monitor HMS Erebus. El 10 de setembre de 1944, el Bomber Command va llançar 4.719 tones de bombes sobre Le Havre. Va ser el preludi de l'operació Astonia, l'assalt a Le Havre per part dels homes de Crocker dos dies després. L'historiador canadenc Terry Copp va escriure que el compromís d'aquesta gran potència de foc i homes per prendre només una ciutat francesa podria "semblar excessiu", però en aquest punt, els aliats necessitaven desesperadament ports més propers a la línia del front per mantenir el seu avanç.
El setembre de 1944, Montgomery va ordenar a Crerar que el seu primer exèrcit canadenc prengués els ports francesos del Canal de la Mànega: Calais, Boulogne i Dunkerque, i que esclaressin el riu Escalda. Una tasca que Crerar va dir que era del tot impossible perquè no tenia prou tropes per realitzar totes les operacions alhora. Montgomery va rebutjar la sol·licitud de Crerar d'assignar el XII Cos britànic sota Neil Ritchie a l'ajuda de la neteja de l'Escalda, doncs necessitava el XII Cos per a l'Operació Horta. El 6 de setembre de 1944, Montgomery va dir a Crerar  "necessito Boulogne" i que s'havia de prendre aquesta ciutat sense importar el cost. El 22 de setembre de 1944, el II Cos canadenc del general Guy Simonds va prendre Boulogne, seguida de Calais l'1 d'octubre de 1944. Montgomery estava molt queixós amb Simonds, doncs el I Cos de Crockerper havia aconseguit prendre Le Havre en dos dies, mentre Simonds va trigar dues setmanes a prendre Boulogne i Calais. Amb tot, Simonds va assenyalar que per a Le Havre s'havien emprat tres divisions i dues brigades, mentre que per prendre Boulogne i a Calais només se'n van enviar dues de brigades. Després que un intent d'assalt del Canal Leopold per part de la 4a Divisió canadenca hagués estat rebutjat per les defenses alemanyes, Simonds va ordenar aturar els intents de netejar el riu Escalda fins que s'acomplís la missió de prendre els ports francesos al Canal de la Mànega. Això va donar prou temps al Quinzè Exèrcit alemany resituar-se a l'Escalda. L'únic port que no va ser capturat pels canadencs va ser Dunkerque, ja que Montgomery va ordenar a la 2a divisió canadenca el 15 de setembre que mantingués el seu flanc a Anvers com a preludi per a un avanç per l'Escalda.

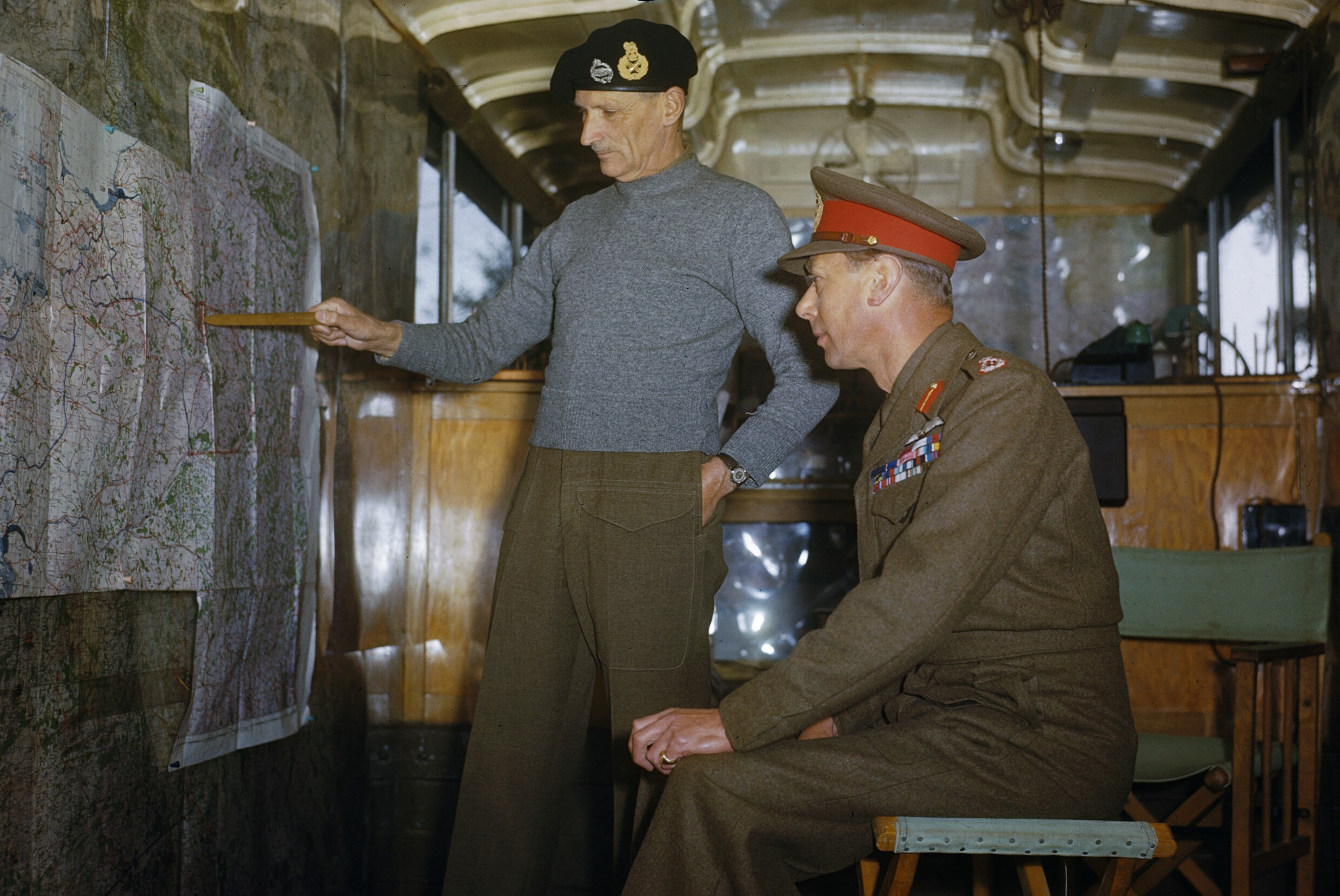
Holanda, 13 d'octubre de 1944: Montgomery explica la seva estratègia futura al rei Jordi VI a la seva seu quarter general mòbil.

Montgomery es va allunyar del Primer Exèrcit canadenc (ara comandat temporalment per Simonds, atès que Crerar estava malalt), la 51a Divisió Highland britànica, la 1a Divisió polonesa, la 49a Divisió britànica (West Riding) i la 2a Brigada blindada canadenca, i va enviar totes aquestes formacions a ajudar el Segon Exèrcit Britànic a ampliar el sortint de l'operació Horta amb les operations Constellation, Aintree i Faisà, a finals d'octubre. No obstant això, Simonds sembla que va considerar la campanya de l'Escalda com una prova de la seva habilitat, i va sentir que podia netejar l'Escalda només amb tres divisions canadenques, és a dir, la 2a, la 3a i la 4a, tot i haver d'enfrontar-se al  XV Exèrcit alemany, que ocupava posicions fortament fortificades. Simonds mai no es va queixar de la manca de suport aeri –empitjorat pel temps ennuvolat d'octubre–, l'escassetat de municions o la manca de tropes, considerant aquests problemes com un repte per superar més que un motiu de queixa. Amb tot, Simonds només va aconseguir progressos lents a l'octubre de 1944, durant els combats en la batalla de l'Escalda, encara que va ser elogiat per Copp pel seu lideratge imaginatiu i agressiu, malgrat totes les adversitats. Montgomery tenia poc respecte pels generals canadencs, als quals va descartar per mediocres, amb l'excepció de Simonds, a qui va elogiar constantment com l'únic general "de primer nivell" del Canadà en tota la guerra.

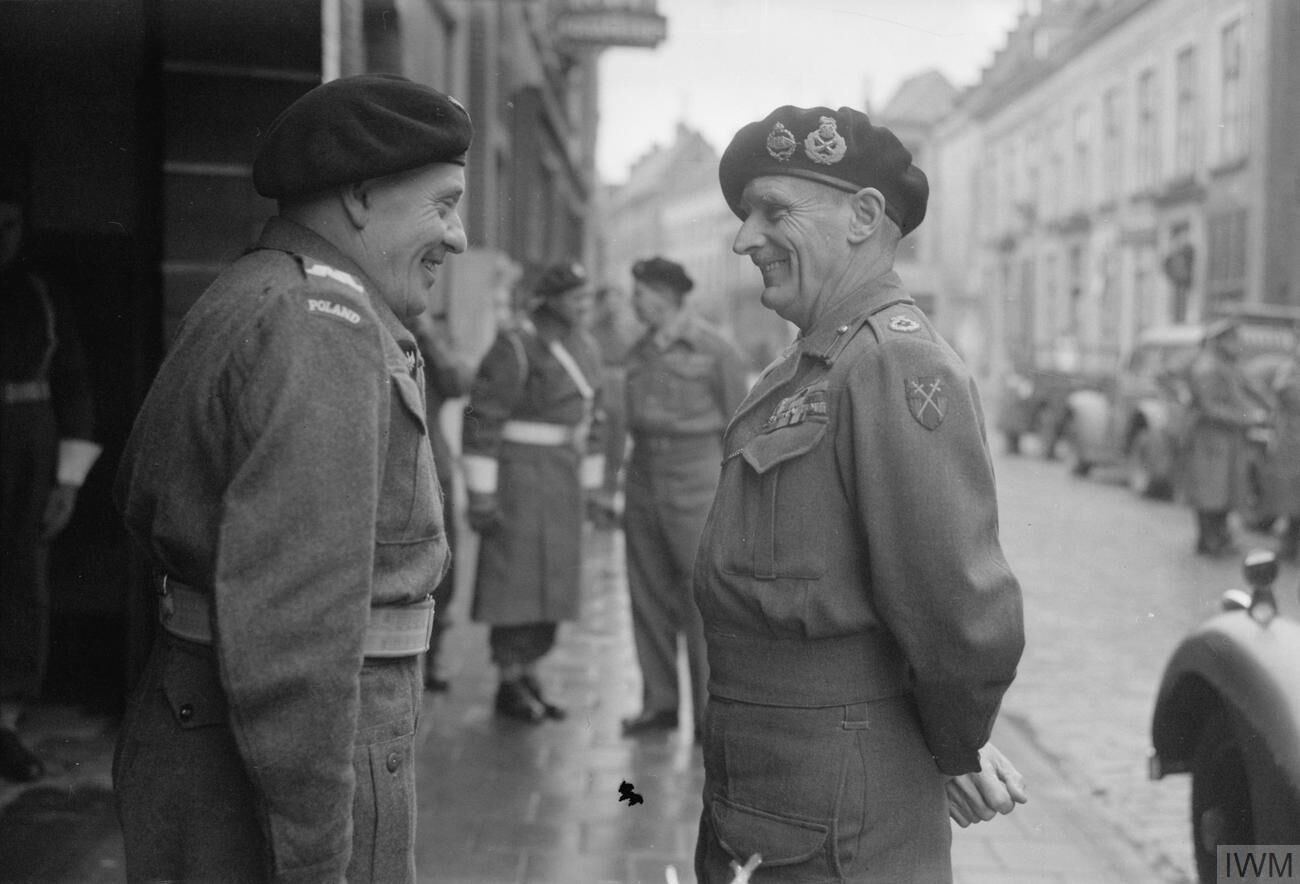
Montgomery en conversa amb el major general Stanisław Maczek durant la seva visita al quarter general de la 1a divisió blindada polonesa a Breda, el 25 de novembre de 1944.

L'almirall Ramsay va exigir Eisenhower que, a partir del 9 d'octubre, Montgomery recolzés el primer exèrcit canadenc a l'Escalda. Ramsay va argumentar que els aliats només podrien envair Alemanya si s'obria Anvers. Mentre les tres divisions canadenques que lluitaven a l'Escalda tinguessin escassetat de municions i d'obusos d'artilleria per afavorir Montgomery a Arnhem, el port d'Anvers no s'obriria. Fins i tot, Brooke va escriure al seu diari: "Crec que l'estratègia de Monty, per una vegada, és errònia. En comptes de dur a terme l'avanç a Arnhem, hauria d'haver-se fet segur a Anvers". El 9 d'octubre de 1944, a instàncies de Ramsay, Eisenhower va enviar a Montgomery un cable que posava èmfasi en la "importància suprema d'Anvers", i que "l'exèrcit canadenc no podrà atacar-lo fins al novembre, tret que se li subministri immediatament la munició adequada". A més, va advertir que l'avanç aliat a Alemanya s'aturaria totalment a mitjan novembre tret que Anvers fos obert a l'octubre. Montgomery va respondre acusant Ramsay de fer "declaracions salvatges" sense recolzar  els fets, negant que els canadencs haguessin de racionar municions, i va afirmar que aviat emprendria el camí cap al Ruhr, fent de la campanya de l'Escalda una qüestió secundària. A més, Montgomery va emetre una nota titulada "Notes sobre el comandament a l'Europa occidental" exigint que tornés a ser nomenat comandant de les Forces Terrestres. Tot plegat, va exasperar Eisenhower, que li va respondre que el problema no era la competència de comandament, sino la seva capacitat i voluntat per obeir les ordres. Al capdavall, Eisenhower ordenà a Montgomery la neteja immediata la desembocadura de l'Escalda. En cas contrari, el rellevaria.
Al capdavall, el 15 d'octubre de 1944, Montgomery informà Eisenhower que havia fet de la neteja de l'Escalda la seva "prioritat màxima", i que el subministrent de municions als canadencs seria la seva primera preocupació. Simonds, ara reforçat amb tropes britàniques i els Royal Marines, va netejar el riu l'Escalada i va prendre l'illa Walcheren, l'última de les "fortaleses" alemanyes, el 8 de novembre de 1944. Amb el control del riu en mans aliades, els caçamines de la Royal Marine van aconseguir desembullar el riu, i Anvers es va poder obrir al transport marítim el 28 de novembre de 1944. Com a reflex de la importància d'Anvers, els alemanys van passar l'hivern de 1944–45 disparant bombes voladores V-1 i coets V-2 en un intent de tancar el port. Altrament, l'ofensiva alemanya del desembre de 1944 a les Ardenes també va tenir com a objectiu final la captura d'Anvers. Urban va escriure que el "fracàs més greu" de Montgomery en tota la guerra no va ser la ben publicitada batalla d'Arnhem, sinó la seva manca d'interès per obrir Anvers. Sense el control d'aquesta ciutat, tot l'avanç aliat, des del mar del Nord fins als Alps suïssos, s'hauria aturat a la tardor de 1944 per motius logístics.

##### Operació Horta (Market Garden)
Montgomery va poder persuadir Eisenhower perquè li permetés provar l'estratègia d'un sol atac al Ruhr amb l'operació Horta, el setembre de 1944. Una ofensiva estratègicament agosarada. Després de l'èxit aliat de Normandia, el comandant suprem aliat Dwight D. Eisenhower afavorí la persecució dels exèrcits alemanys cap al nord i cap a l'est fins al Rin. Eisenhower confiava en la velocitat, que depenia de "portar al límit" la logísitca. El Quarter General Suprem Aliat de la Força Expedicionària (SHAEF) va proporcionar Montgomery recursos addicionals, principalment locomotores, material mòbil i prioritat de suport aeri. La decisió d'Eisenhower d'activar l'operació Horta va ser influenciada pel desig de mantenir sota pressió als alemanys en la retirada, i per la pressió dels Estats Units per utilitzar el Primer Exèrcit Aerotransportat Aliat el més aviat possible.
El pla de Montgomery per a l'operació Horta (17-25 de setembre de 1944) era flanquejar la línia Sigfrid i creuar el Rin, preparant l'escenari per a posteriors ofensives a la regió del Ruhr. El 21è Grup d'Exèrcits atacaria al nord de Bèlgica, a 60 milles (97 km), a través dels Països Baixos i el Rin, i es consolidaria al nord d'Arnhem, a l'altre llera del Rin. L'arriscat pla requeria que tres divisions aerotransportades capturessin nombrosos ponts intactes al llarg d'una carretera d'un sol carril, on tot un cos va haver d'atacar-la i utilitzar-la com a ruta de subministrament principal. L'ofensiva, però, no va aconseguir l'objectiu.
Amb tot, tant Churchill com Montgomery van afirmar que l'operació va tenir gairebé un 90% d'èxit. Si bé, en l'equívoca acceptació de la responsabilitat, Montgomery va culpar la manca de suport de les tropes canadenques. Montgomery va dir més tard:
| « | Va ser un greu error per part meva: vaig subestimar les dificultats d'obrir les vies d'Anvers... Vaig pensar que l'exèrcit canadenc podria fer-ho mentre anàvem cap al Ruhr. Em vaig equivocar... En la meva opinió, amb prejudicis, si l'operació hagués estat correctament recolzada des del seu inici, i donades les aeronaus, les forces terrestres i els recursos administratius necessaris per a la feina, hauria tingut èxit malgrat els meus errors , o la meteorologia adversa, o la presència del 2n Cos Panzer SS a la zona d'Arnhem. Continuo sent l'advocat impenitent d'Horta. | » |

Després de'Horta, Montgomery va fer d'Arnhem la seva primera prioritat, argumentant que el Segon Exèrcit Britànic encara podria arribar a les planes obertes del nord d'Alemanya i al Ruhr a finals d'octubre. Els alemanys, sota el comandament del mariscal de camp Walther Model, van intentar  recuperar el sortint de Nijmegen a començaments d'octubre, però van ser rebutjats. Mentrestant, el Primer Exèrcit canadenc va aconseguir netejar la desembocadura del riu Escalda, malgrat que en paraules de Copp i Vogel "... aquella Directiva de Montgomery exigia als canadencs lluitar en solitari durant en una batalla que tothom va acceptar que només es podia guanyar amb l'ajuda de divisions addicionals".

##### Batalla de les Ardenes
El 16 de desembre de 1944, a l'inici de la batalla de les Ardenes, el 21è Grup d'Exèrcits de Montgomery es trobava al flanc nord de les línies aliades. El 12è Grup d'Exèrcits Americà d'Omar Bradley es trobava al sud de Montgomery, amb el Novè Exèrcit  de William Simpson al costat del 21è Grup d'Exèrcits, el Primer Exèrcit de Courtney Hodges mantenint les Ardenes i el Tercer Exèrcit de George S. Patton al sud.

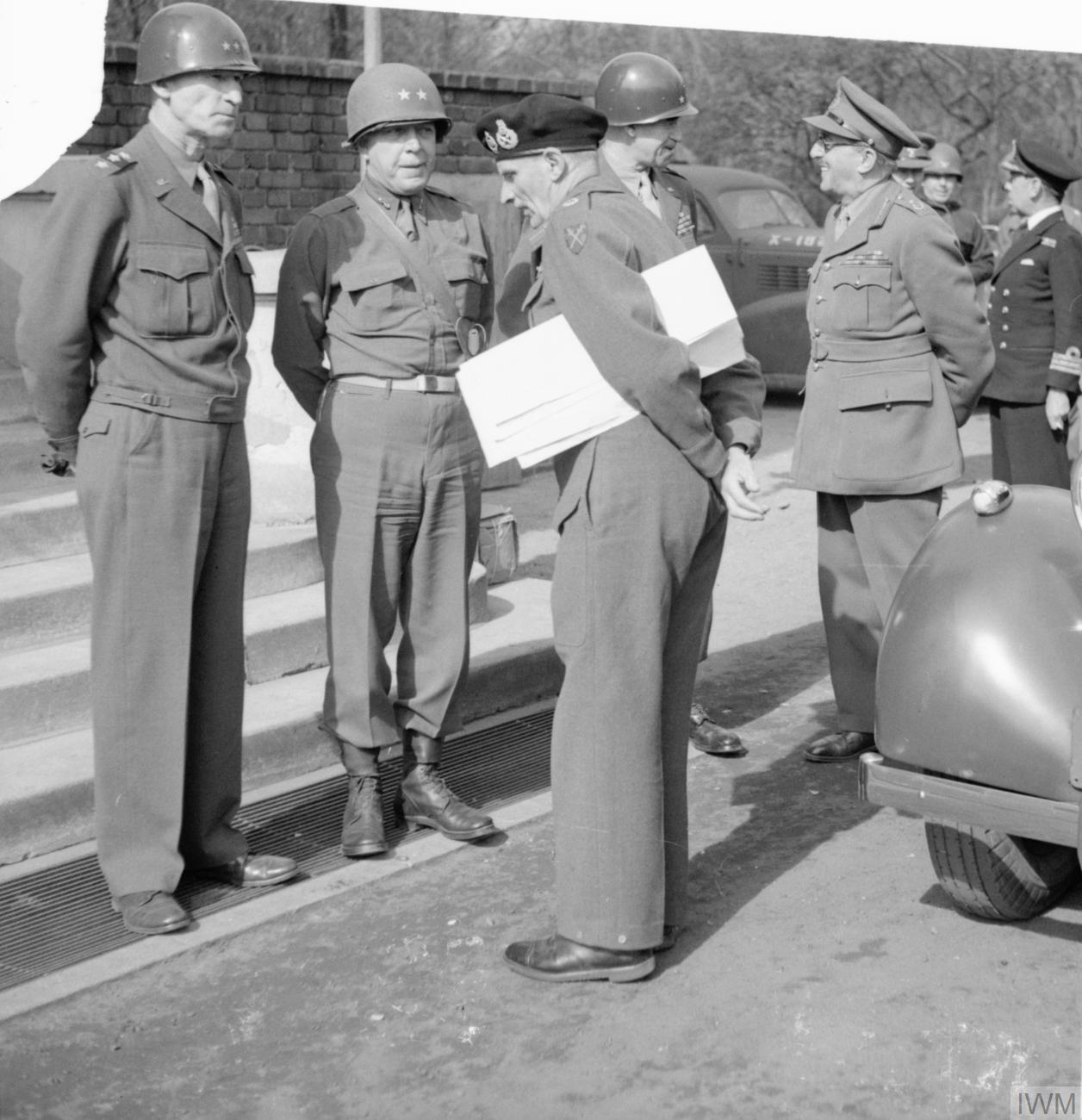
El mariscal de camp Sir Bernard Montgomery parlant amb el tinent general William Simpson, i el major general John Anderson, comandant del XVI Cos. Darrere hi ha el general Bradley i el mariscal de camp Sir Alan Brooke.

El SHAEF creia que la Wehrmacht no seria capaç de llançar una ofensiva important a través d'un terreny tan accidentat com el bosc de les Ardenes. Per aquest motiu, la zona va ser controlada per les formacions nord-americanes que acabaven d'arribar. La Wehrmacht va planejar explotar-ho realitzant un atac sorpresa a través del bosc de les Ardenes, mentre el mal temps deixava a terra el poder aeri aliat, dividint els exèrcits aliats en dos. Si l'atac aconseguia capturar Anvers, tot el 21è Grup d'Exèrcits, juntament amb el Novè Exèrcit i la major part del Primer Exèrcit quedarien atrapats sense subministraments darrere de les línies alemanyes.
L'atac va avançar ràpidament, dividint el 12è Grup d'Exèrcits dels Estats Units en dos, amb tot el Novè Exèrcit i la major part del Primer Exèrcit a l'espatlla nord del "sortint" alemany. El comandant del 12è Grup d'Exèrcits, Bradley, es trobava a Luxemburg, al sud, cosa que dificultava el comandament de les forces nord-americanes al nord. Atès que  Montgomery era el comandant del grup d'exèrcits més proper, el 20 de desembre, Dwight D. Eisenhower li va transferir temporalment el comandament del Novè Exèrcit i del Primer Exèrcit dels Estats Units al 21è Grup d'Exèrcits. Bradley estava "preocupat perquè podria desacreditar el comandament nord-americà" i perquè que Montgomery podria comprometre les seves reserves en la batalla. A la pràctica, el canvi va provocar "un gran ressentiment per part de molts nord-americans, especialment al 12è Grup d'Exèrcits i el Tercer Exèrcit".
Eisenhower volgué que Montgomery passés a l'ofensiva el 1r. de gener de 1945 per trobar-se amb l'exèrcit de Patton, que havia començat a avançar des del sud el 19 de desembre per capturar als alemanys. En canvi, Montgomery refusà moure la poc preparada infanteria durant una d'una tempesta i sobre un terreny estratègicament gens valuós. Quan va llançar l'atac, el 3 de gener, els alemanys ja havien fugit. Una gran part de l'opinió militar americana era que no s'hauria d'haver aturat, tot i que en ell era característic no voler mobilitzat tropes amb poca preparació.
Amb les forces britàniques i nord-americanes comandades per Montgomery sostenint el flanc nord de l'assalt alemany, el Tercer Exèrcit del general Patton, que es trobava a 140 km al sud, va girar cap al nord i va lluitar contra el mal temps i l'oposició alemanya per alleujar les forces americanes assetjades a Bastogne. Quatre dies després que Montgomery prengués el comandament del flanc nord, el mal temps es va aclarir, i la USAAF i la RAF van reprendre les operacions, causant grans baixes a les tropes alemanyes. Sis dies després que Montgomery prengués el comandament del flanc nord, el Tercer Exèrcit del general Patton va rellevar les forces nord-americanes assetjades a Bastogne. Incapaç d'avançar més i sense combustible, la Wehrmacht va abandonar l'ofensiva.
Morelock afirma que Montgomery estava preocupat per liderar una "ofensiva d'atac única" a Berlín com a comandant general de les forces terrestres aliades, i que, en conseqüència, va tractar la contraofensiva de les Ardenes "com una qüestió secundària, que s'acabaria amb el menor esforç i despesa de recursos possibles."
Montgomery va escriure posteriorment sobre les seves accions:
| « | El primer que s'havia de fer va ser veure la batalla al flanc nord com un tot, per assegurar-se que les àrees vitals es mantenien de manera segura i crear reserves per al contraatac. Em vaig embarcar en aquestes mesures: vaig posar les tropes britàniques al comandament del Novè Exèrcit per lluitar al costat dels soldats nord-americans i vaig fer que aquest Exèrcit es fes càrrec d'alguns del Primer Exèrcit. Vaig posicionar les tropes britàniques com a reserves darrere del Primer i Novè Exèrcit fins que es poguessin crear reserves americanes. | » |

Després de la guerra, Hasso von Manteuffel, que comandava el 5è Exèrcit Panzer a les Ardenes, va ser empresonat a l'espera de judici per crims de guerra. Durant aquest període va ser entrevistat per BH Liddell Hart, un autor britànic que des de llavors ha estat acusat de posar paraules a la boca dels generals alemanys i d'intentar "reescriure el registre històric". Després de realitzar diverses entrevistes a través d'un intèrpret, Liddell Hart  va atribuir a Manteuffel la següent declaració sobre la contribució de Montgomery en la batalla de les Ardenes:
| « | Les operacions del 1r Exèrcit nord-americà s'havien desenvolupat en una sèrie d'accions de retenció individuals. La contribució de Montgomery a la restauració de la situació va ser que va convertir una sèrie d'accions aïllades en una batalla coherent lliurada segons un pla clar i definit. Va ser la seva negativa a participar en contraatacs prematurs i a poc a poc allò que va permetre als nord-americans reunir les seves reserves i frustrar els intents alemanys d'allargar el seu avenç.. | » |

No obstant això, l'historiador nord-americà Stephen Ambrose, escrivint el 1997, va sostenir que "posar a Monty al comandament del flanc nord no va tenir cap efecte en la batalla". Ambrose va escriure que: "Lluny de dirigir la victòria, Montgomery s'havia posat en el camí de tothom i havia obstaculitzat el contraatac." El general Omar Bradley va culpar el "conservadorisme estancat" de Montgomery pel seu fracàs en contraatacar quan Eisenhower li va ordenar que ho fes.
El comandament del Primer Exèrcit dels Estats Units va tornar al 12è Grup d'Exèrcits el 17 de gener de 1945, mentre el comandament del Novè Exèrcit dels Estats Units va romandre amb el 21è Grup d'Exèrcits per a les properes operacions destinades a creuar el Rin.

##### Creuant el Rin

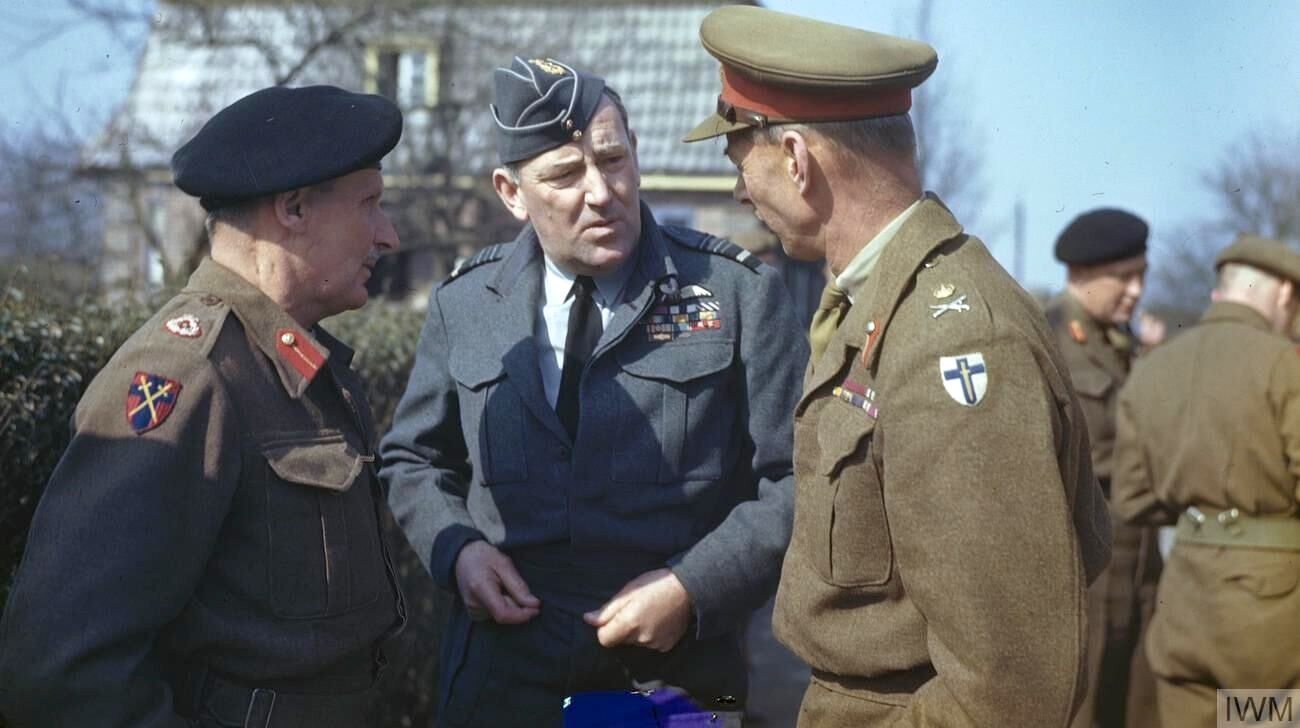
Montgomery (esquerra), Mariscal de l'Aire Sir Arthur Coningham (centre) i el Comandant del Segón Exèrcit Britànic, Tinent General Sir Miles Dempsey, parlant després d'una conferència en la que Montgomery donà l'ordre al Segon Exèrcit de començar a creuar el Rin

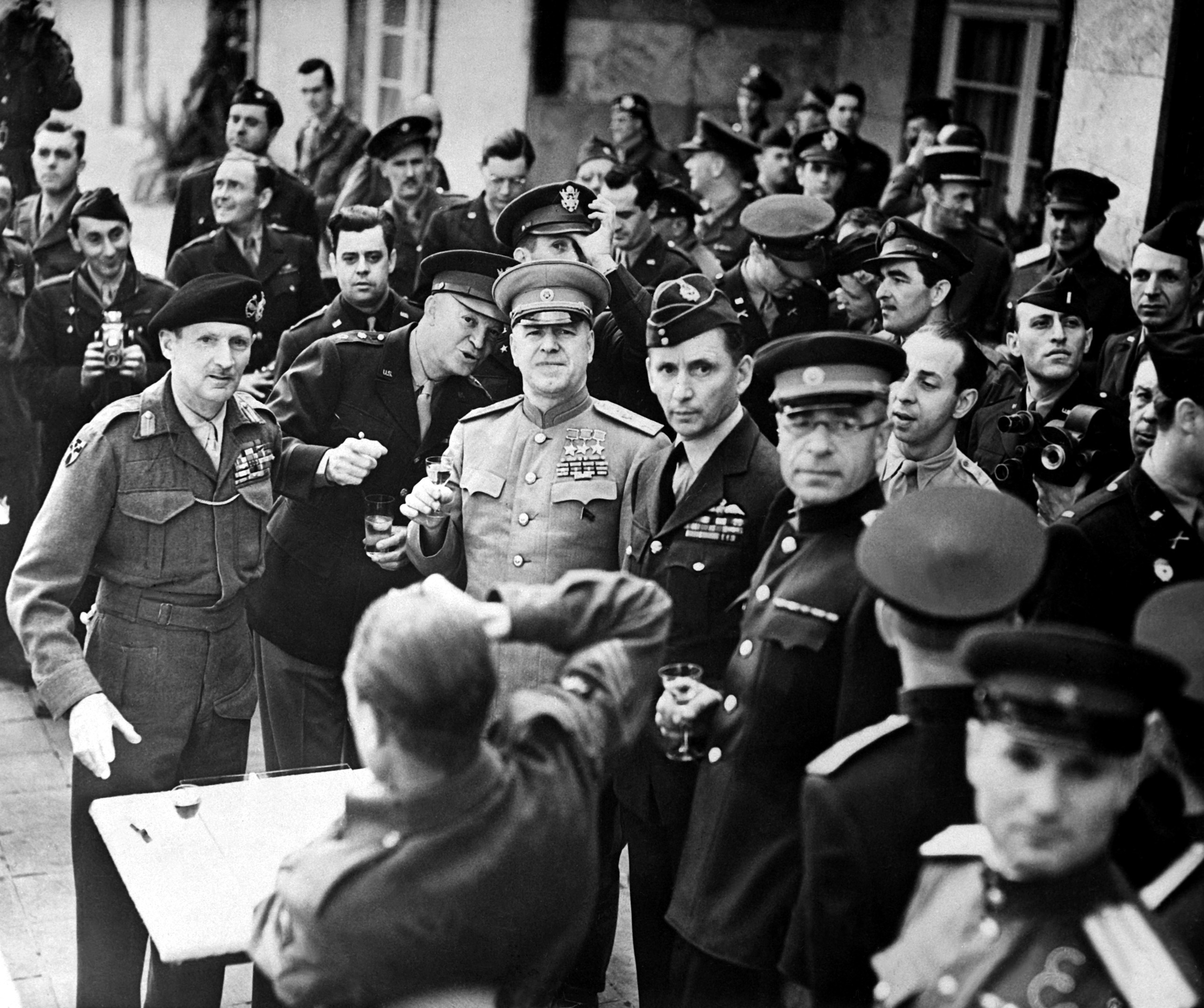
Montgomery va rebre l'Orde de la Victòria el 5 de juny de 1945. Dwight Eisenhower, Gueorgui Júkov i Sir Arthur Tedder també estaven presents.

El febrer de 1945, el 21è Grup d'Exèrcits de Montgomery va avançar cap al Rin en l'operació Veritable i l'operació Grenade. Va creuar el Rin el 24 de març de 1945 en l'operació Plunder, que va tenir lloc dues setmanes després que el Primer Exèrcit nord-americà hagués creuat el Rin i hagués capturat el pont de Ludendorff durant la batalla de Remagen.
El pas del riu del 21è Grup d'Exèrcits va ser seguit per l'encerclament de la bossa del Ruhr. Durant aquesta batalla, el Novè Exèrcit dels Estats Units, que havia format part del 21è Grup d'Exèrcits després de la Batalla de les Ardenes, va formar el braç nord de l'encerclament del Grup d'Exèrcits B alemany, amb el Primer Exèrcit formant el braç sud. Els dos exèrcits es van unir l'1 d'abril de 1945, encerclant 370.000 soldats alemanys, i el 4 d'abril de 1945, el Novè Exèrcit va tornar al 12è Grup d'Exèrcits d'Omar Bradley.
Al final de la guerra, les formacions restants del grup del 21è Exèrcit, Primer Exèrcit Canadenc i Segon Exèrcit Britànic, havien alliberat la part nord dels Països Baixos, penetrat gran part del nord-oest d'Alemanya, ocupat Hamburg i Rostock i segellat la península danesa.
El 4 de maig de 1945, a Lüneburg Heath, Montgomery va acceptar la rendició de les forces alemanyes al nord-oest d'Alemanya, Dinamarca i els Països Baixos. Com era característic en ell ho va fer senzillament, en una tenda i sense cap cerimònia. El 26 d'octubre de 1945 va ser nomenat Home lliure de Huddersfield.

### Darrers anys

#### Carrera militar de postguerra

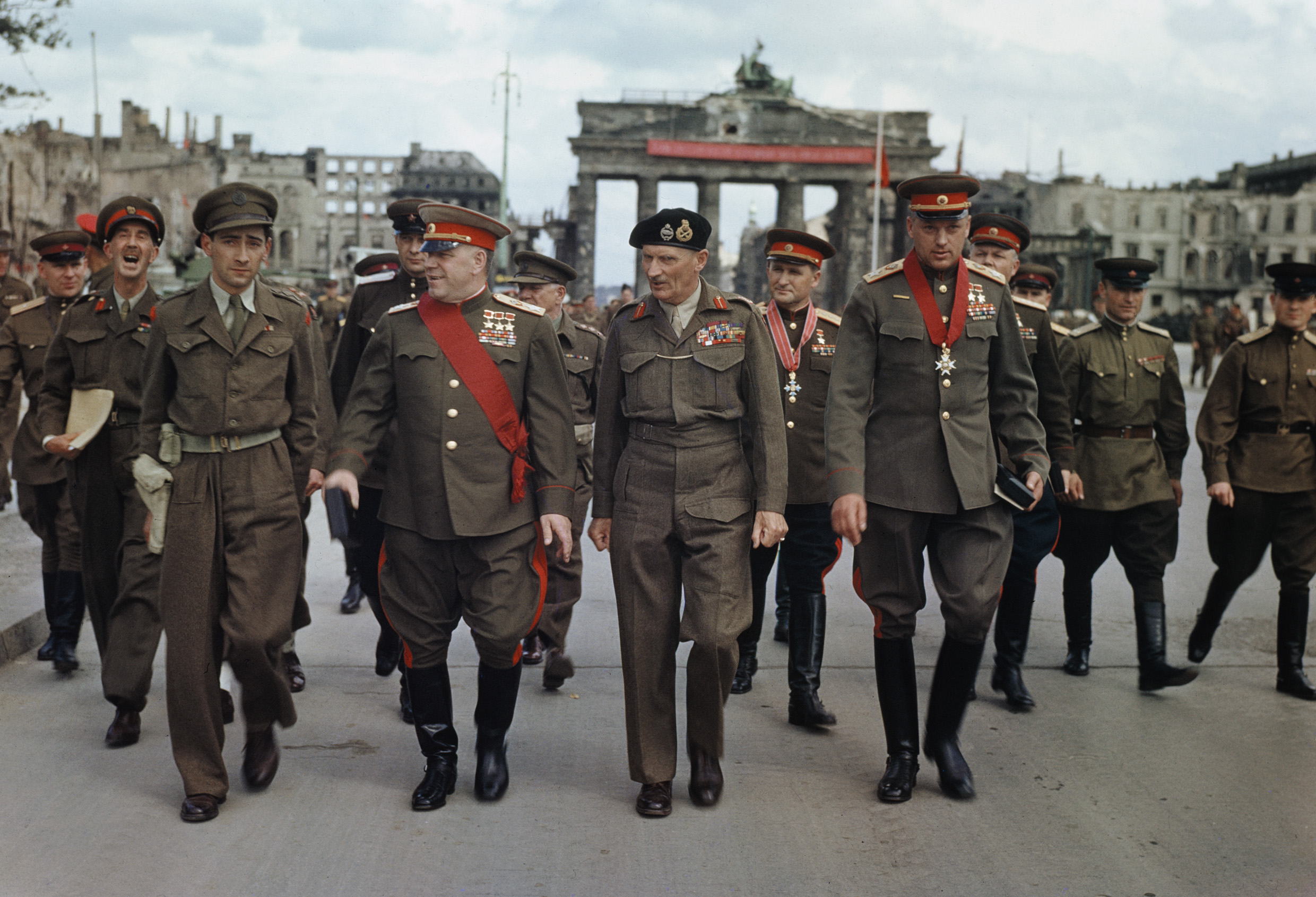
Montgomery i els mariscals soviètics Júkov (faixó vermella) i Rokossovsky (medalla amb cinta vermella) amb el general Sokolovski (medalla amb cinta vermella i blanca) abandonen la Porta de Brandenburg el 12 de juliol de 1945 després de ser condecorats per Montgomery.

Després de la guerra, Montgomery es va convertir en el comandant en cap (C-in-C) de l'Exèrcit Britànic del Rin (BAOR), nom donat a les Forces d'Ocupació Britàniques, i va ser nomenat membre britànic del Consell de Control Aliat.

#### Cap de l'Estat Major Imperial
Montgomery va ser cap de l'Estat Major Imperial (CIGS) de 1946 a 1948, succeint a Alan Brooke. Com a CIGS, Montgomery va fer una gira per Àfrica el 1947, i en un informe secret de 1948 al govern del primer ministre Clement Attlee va proposar un "pla director" per tal d'amalgamar els territoris de l'Àfrica britànica i explotar les matèries primeres, compensant així la pèrdua de la influència britànica a l'Àsia.
No obstant això, Montgomery amb prou feines parlava amb els seus companys caps de servei. De fet, enviava el seu adjunt, Kenneth Crawford, a les reunions. Montgomery es va enfrontar especialment amb Sir Arthur Tedder, Cap de l'Estat Major Aeri (CAS).
Quan va expirar el mandat de Montgomery, el primer ministre Attlee va nomenar Sir William Slim, amb el rang de mariscal de camp, com el seu successor. Sembla que Montgomery va protestar, i li va dir al seu protegit, el general Sir John Crocker, antic comandant del I Cos a la campanya del nord-oest d'Europa de 1944-45, que la feina havia de ser seva. Es diu que el premier Attlee, va replicar: "No li diguis".

#### Organització de Defensa de Western Union

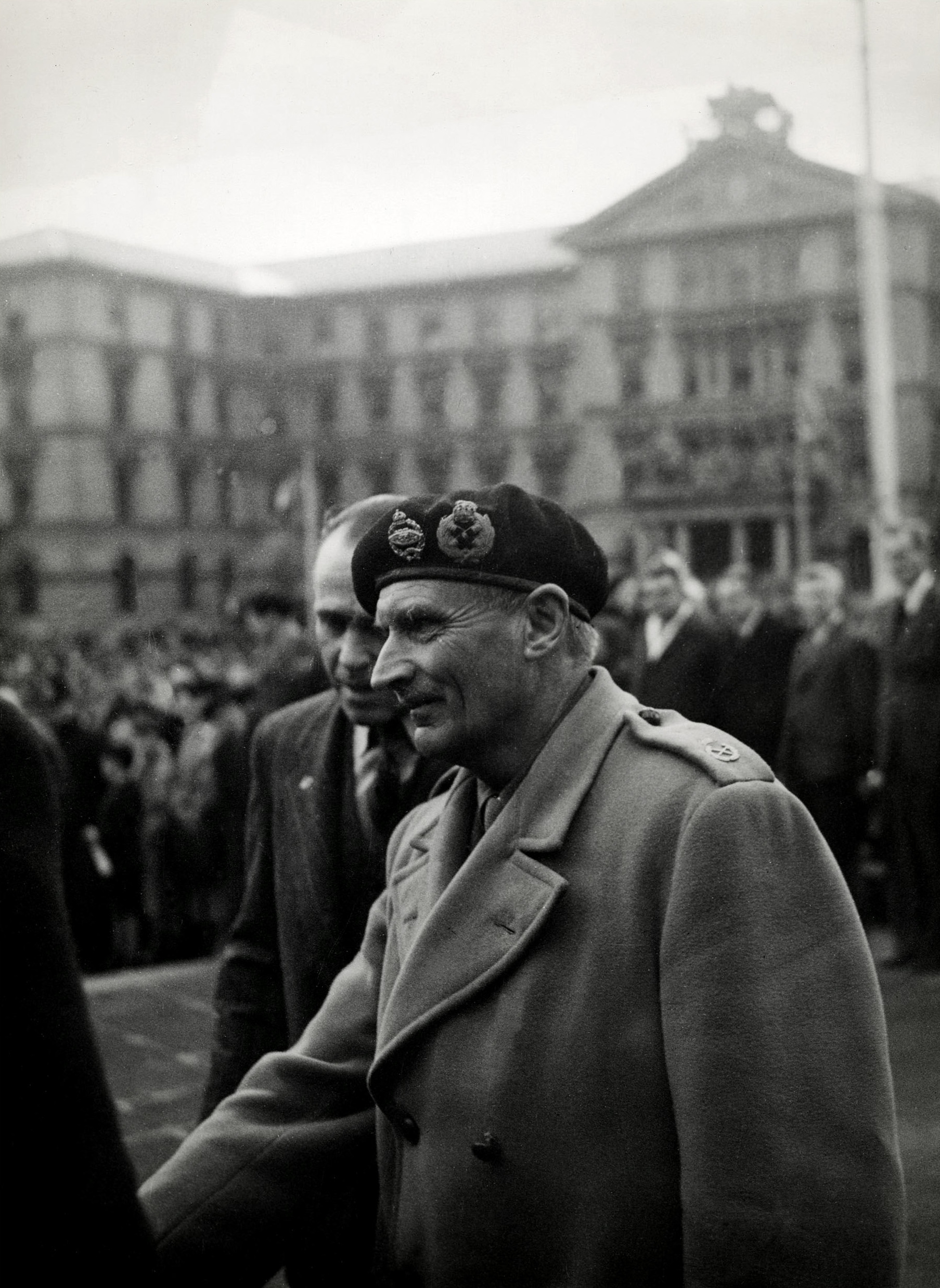
Montgomery a Nova Zelanda el 1947

Aleshores, Montgomery va ser nomenat president del comitè C-in-C de l'Organització de Defensa Western Union. El volum 3 de la Vida de Montgomery d'Alamein de Nigel Hamilton, dona compte de les disputes entre Montgomery i el seu cap de les forces terrestres, el general francès Jean de Lattre de Tassigny, que van crear divisions al quarter general de la Western Union.

#### OTAN
Amb la creació del Quarter General Suprem de les Potències Aliades d'Europa de l'Organització del Tractat de l'Atlàntic Nord, el 1951, Montgomery es va convertir en el segon d'Eisenhower. Am tot, continuaria servint sota els successors d'Eisenhower, els generals Matthew Ridgway i Al Gruenther, fins a la seva jubilació, amb gairebé 71 anys, el 1958.

### Retir
Un passatemps de la premsa britànica durant aquells anys era fotografiar a Montgomery cobrant la seva pensió de vellesa a l'oficina local de la seguretat social. Atesa la seva personalitat eminent, molts creien que Montgomery era ric i que no necessitava els diners. De fet, sempre va ser un home d'ingressos modestos i li causava una gran angoixa que creguessin que cobrava diners dels contribuents que no necessitava.
Un cop jubilat, es va produir un robatori a casa seva. Tot i fer una aparició a la televisió implorant el retorn de les seves possessions –la majoria de valor sentimental–, els objectes mai no es van recuperar.

### Mort

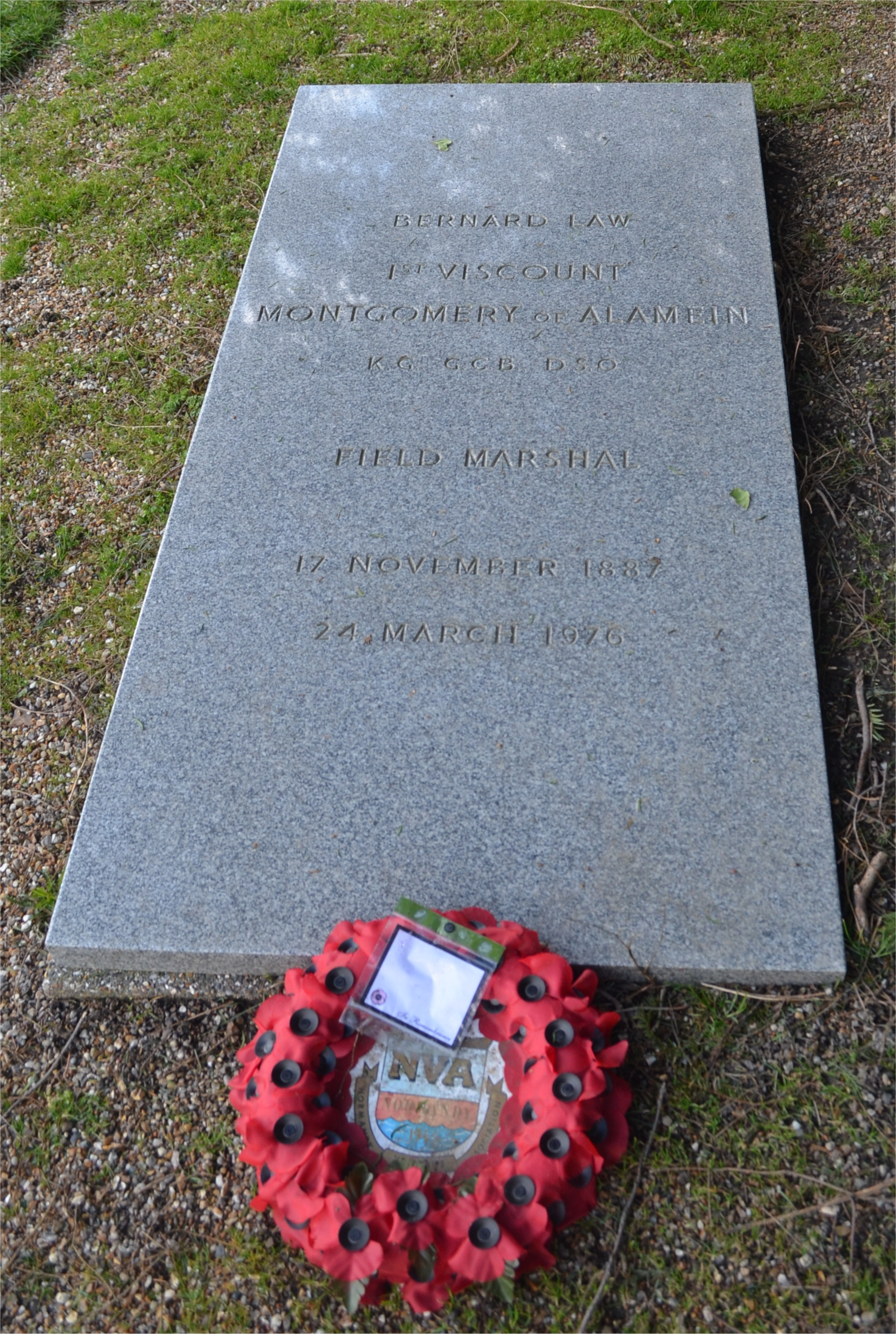
Tomba de Montgomery, cementiri de la Santa Creu, Binsted

Montgomery va morir per causes no especificades el 1976, a la seva casa d'Isington Mill a Isington, Hampshire. Tenia 88 anys. Després d'un funeral a la capella de Sant Jordi, Windsor, el seu cos va ser enterrat al cementiri de la Santa Creu, a Binsted, Hampshire. Li van sobreviure el seu únic fill, en David (1928–2020), i dos nets. La seva dona, Betty Carver, havia mort el 1937.
El seu estendard de la Lligacama, que havia penjat a la capella de Sant Jordi a Windsor durant la seva vida, ara s'exhibeix a St Mary's, Warwick.

## Personal
Montgomery va ser nomenat 1r vescomte Montgomery d'Alamein el 1946.
La mare de Montgomery, Maude Montgomery, va morir a New Park, a Moville, Inishowen, el 1949. Va ser enterrada al costat del seu marit al pati del darrere de l'església de St Columb, una petita abadia irlandesa al costat de New Park amb vistes al Lough Foyle. Montgomery no va assistir al funeral, al·legant que estava "massa ocupat".
Montgomery va ser membre honorari del Winkle Club, una organització benèfica a Hastings, East Sussex, i va presentar Winston Churchill al club el 1955.
Montgomery va ser president de la St John's School, Leatherhead, Surrey entre 1951 a 1966 i un mecenes generós.
El 1953, el Consell d'Educació de Hamilton (Ontario), Canadà, escrigué a Montgomery per demanar-li permís per donar el seu nom a una nova escola de la ciutat. L'Escola Elemental Vescomte Montgomery va ser presentada com l'escola més moderna de Nord-amèrica i l'escola més gran d'un sol edifici a Hamilton, el 14 de març de 1951. L'escola s'inaugurà oficialment el 18 d'abril de 1953 amb la presència de Montgomery i uns 10.000 assistents. A la inauguració, els donà el lema "Gardez Bien" de l'escut d'armes de la seva família. Montgomery es referia a l'escola com la "meva estimada escola" i la visità en 5 ocasions, la darrera el 1960. A la seva darrera visita, digué als "seus" estudiants:

Feu de l'Escola Vescomte Montgomery la millor escola de Hamilton, la millor d'Ontario, la millor del Canadà. No m'associo amb res que no sigui bo. Serà millor per vosaltres veure que tot el que envolta aquesta escola és bo. És bo pels estudiants, no només ser bons a l'escola, sinó ser millors fora de la l'escola. L'educació no és només quelcom que ajuda a aprovar els exàmens i a obtenir una feina, és desenvolupar el cervell per ensenyar-li a formar-se una idea del fets i a fer coses.

També va ser president del Portsmouth Football Club entre 1944 i 1961.
A mitjan la dècada de 1950, la Illustrated London News va publicar conjunts de fotografies fetes per Montgomery mentre sobrevolava els Alps suïssos. El febrer de 1957, es van reproduir vistes del mont Toedi preses amb una càmera Rolleiflex.

### Opinions
Abans de retirar-se, les seves opinions eren sovint censurades. Després del retir, això no obstant, aquestes opinions van fer-se públiques i la seva reputació se'n ressentí.
Potser en part per aquestes controvèrsies, Montgomery mai no va arribar a tenir un comtat (a diferència dels seus camarades de guerra Harold Alexander, Lluís Mountbatten i fins i tot Archibald Wavell, si bé ell mai no havia estat el comandant suprem de tot un teatre de guerra). Una tasca oficial que insistí a realitzar durant els darrers anys de la seva vida va ser portar l'Espasa d'Estat durant l'Obertura Estatal del Parlament. Amb tot, la seva creixent fragilitat aixecava comentaris sobre la seva capacitat per carregar durant llargues estones la pesada arma. Finalment, aquests comentaris es feren realitat quan es desplomà a mitja cerimònia, el 1968, i ja no tornà a realitzar aquesta funció mai més.

#### Memòries

Lord Montgomery com a CIGS amb Lord Wavell, virrei de l'Índia, i Auchinleck, comandant en cap de l'exèrcit indi. Delhi 1946.

Les seves memòries (1958) van ser considerades arrogants i auto-indulgents. Doncs va criticar molts dels seus companys de guerra en termes durs, inclòs Eisenhower. Va ser amenaçat amb accions legals pel mariscal de camp Auchinleck per suggerir que, el mateix Auchinleck, tenia la intenció de retirar-se de la posició d'Alamein si era atacat de nou. De fet, Montgomery va haver de fer una emissió de ràdio (20 de novembre de 1958) expressant el seu agraïment a Auchinleck per haver estabilitzat el front a la Primera Batalla d'Alamein.
L'edició de butxaca de les memòries de Montgomery de 1960 conté una nota de l'editor que crida l'atenció sobre aquesta emissió i afirma que, tot i que el lector podria suposar pel text de Montgomery que Auchinleck havia estat planejant retirar-se "al delta del Nil o més enllà", segons l'editorial, la intenció d'Auchinleck havia estat la de llançar una ofensiva tan bon punt el Vuitè Exèrcit estigués "descansat i reagrupat". Montgomery va ser desposseït de la seva ciutadania honorífica de Montgomery, Alabama, i va ser desafiat a un duel per un advocat italià.
Montgomery va esmentar al periodista nord-americà John Gunther l'abril de 1944 que, com Alan Brooke, tenia escrit un diari secret. Gunther va remarcar que segurament seria una font essencial per als historiadors. Quan Montgomery va preguntar si algun dia valdria diners, Gunther va suggerir: "almenys 100.000 dòlars". Se suposa que Montgomery va somriure i va dir: "Bé, al capdavall, no moriré de pobre".

#### Opinions militars
Montgomery es va reunir dues vegades amb el general israelià Moixé Dayan. Primer en una reunió a principis de la dècada de 1950. Després, a la dècada de 1960, per parlar de la guerra del Vietnam. Montgomery va criticar durament l'estratègia dels Estats Units al Vietnam, que implicava desplegar un gran nombre de tropes de combat, bombardeigs agressius i desarrelar poblacions senceres de pobles i forçar-les a la reclusió en llogarets estratègics . Montgomery va dir que el problema més important dels nord-americans era que no tenien un objectiu clar i que van permetre als comandants locals establir la política militar. Al final de la reunió, Montgomery va demanar a Dayan que digués als nord-americans, en nom seu, que estaven "bojos".
Durant una visita als camps de batalla d'Alamein el maig de 1967, va dir sense embuts als oficials d'alt rang de l'exèrcit egipci que perdrien qualsevol guerra amb Israel. Una advertència que només es va demostrar certa unes setmanes més tard amb la Guerra dels Sis Dies.

#### Opinions socials
Quan es va retirar, Montgomery va donar suport públicament a l'apartheid després d'una visita a Sud-àfrica el 1962. Després d'una visita a la Xina es va declarar impressionat pel lideratge xinès del president Mao Tse-tung. Es va pronunciar en contra de la legalització de l'homosexualitat al Regne Unit, argumentant que la Llei de delictes sexuals de 1967 era una "carta per a la sodomia" i que "aquest tipus de coses poden ser tolerades pels francesos, però som britànics, gràcies a Déu". Montgomery era abstemi, vegetarià i cristià.

## Política de conservació de víctimes
L'alt comandament britànic no només es preocupà de guanyar la guerra i derrotar Alemanya, sinó també d'assegurar-se que tindria prou influència en el món de la postguerra per governar la política global. El fet de patir grans pèrdues a Normandia disminuiria el lideratge i el prestigi britànics dins del seu imperi i, en particular, a l'Europa de la postguerra. Molts dels enfrontaments de Montgomery amb Eisenhower es van basar en la seva determinació de continuar la guerra "en les línies més adequades per a la Gran Bretanya".
Quantes menys divisions amb experiència en combat deixessin els britànics al final de la guerra, més petita seria la seva influència britànica a Europa, en comparació amb les superpotències emergents (Estats Units i la Unió Soviètica). Montgomery es va veure, doncs, atrapat en un dilema: calia fer veure que l'exèrcit britànic estava prenent la meitat del pes en l'alliberament d'Europa, però sense incórrer en les grans baixes que aquest paper produiria inevitablement. El 21è Grup d'Exèrcits amb prou feines posseïa forces suficients per aconseguir aquest protagonisme militar, i les divisions restants es van haver d'administrar amb moderació.
El 1944, Gran Bretanya no posseïa els mitjans per reconstruir les divisions trencades, i era imprescindible que Montgomery protegís la viabilitat de l'exèrcit britànic perquè la Gran Bretanya encara pogués tenir un paper important en la victòria final. Es va informar a l'Oficina de Guerra que "Montgomery ha de tenir molta cura del que fa al seu flanc oriental perquè en aquest flanc hi ha l'únic exèrcit britànic que queda en aquesta part del món". El context de baixes britàniques i l'escassetat de reforços, van impulsar Montgomery a una "prudència excessiva". Dempsey va escriure el 13 de juny que Caen només podia ser presa per un "assalt a peça aturada, i no teníem els homes ni la munició per fer-ho en aquell moment".
La solució de Montgomery al dilema va ser intentar mantenir-se com a comandant de totes les forces terrestres fins al final de la guerra. Així, qualsevol victòria aconseguida al front occidental, encara que fos aconseguida per formacions nord-americanes, s'adjudiqués en part a ell i, per tant, a la Gran Bretanya. També volia assegurar-se que les unitats britàniques s'estalviaven algunes de les accions d'alt desgast, però es destacarien quan es donaren els cops finals. Quan aquesta estratègia va fracassar, va persuadir a Eisenhower de posar ocasionalment algunes formacions nord-americanes sota el control del 21è Grup d'Exèrcits, per tal de reforçar els seus recursos, tot mantenint l'aspecte exterior d'un esforç britànic reeixit.
Montgomery inicialment es va mantenir preparat per empènyer amb força el Segon Exèrcit (britànic) per capturar la ciutat estratègica vital de Caen i, en conseqüència, patir grans pèrdues. En el pla original de l'operació Overlord, Montgomery estava decidit a passar de Caen a Falaise el més ràpidament possible. No obstant això, després de les grans baixes en la captura de Caen, va canviar d'opinió.

## Personalitat
Montgomery era conegut per la seva falta de tacte i diplomàcia. Fins i tot el seu "patró", el cap de l'Estat Major Imperial Sir Alan Brooke, ho esmenta amb freqüència en els seus diaris de guerra: "És susceptible de cometre errors incalculables per falta de tacte" i "he hagut de tirar-lo sobre les brases per la seva habitual falta de tacte i actitud egoista, que li impedia apreciar els sentiments dels altres".
Un incident molt il·lustratiu, va ocórrer durant la campanya del nord d'Àfrica, quan Montgomery va apostar que Walter Bedell Smith podria capturar Sfax a mitjans d'abril de 1943. Smith va respondre en broma que si Montgomery podia fer-ho, li donaria una Fortalesa voladora amb tripulació. Smith ho va oblidar de seguida, però Montgomery no ho va fer i, quan Sfax va ser presa el 10 d'abril, va enviar un missatge a Smith "reclamant els seus guanys". Smith va intentar riure's, però en Montgomery va insistir en reclamar el seu avió. Va arribar tan alt com Eisenhower que, amb la seva reconeguda habilitat en la diplomàcia, va assegurar que Montgomery aconseguís la seva Fortalesa voladora, encara que a un gran cost en malestar. Fins i tot Brooke pensava que era una gran estupidesa.
Antony Beevor, en discutir la contraproduent manca de tacte de Montgomery en els últims mesos de la guerra, el va descriure com "insuportable". Beevor diu que el gener de 1945 Montgomery havia intentat reclamar massa crèdit pels britànics (i per a ell mateix) en derrotar el contraatac alemany a les Ardenes, el desembre de 1944. Aquesta "errada grossa i desagradable" va ajudar a fer impossible per a Churchill, i pel mariscal de camp Alan Brooke, de persuadir Eisenhower en la necessitat d'un atac immediat —que serà dirigit per Montgomery— a través d'Alemanya fins a Berlín. Eisenhower no va acceptar la viabilitat de l'enfocament del "punyal", doncs ja s'havia acordat que Berlín cauria a la futura zona d'ocupació soviètica, i no estava disposat a acceptar grans baixes sense cap guany. Així, Eisenhower va ignorar els suggeriments britànics i va continuar amb la seva estratègia conservadora de front ampli. L'Exèrcit Roig va arribar a Berlín molt abans que els aliats occidentals.
L'agost de 1945, mentre Brooke, Sir Andrew Cunningham i Sir Charles Portal discutien sobre els seus possibles successors com a "caps d'estat major", van concloure que Montgomery seria molt eficient com a CIGS des del punt de vista de l'exèrcit, però que també era molt impopular amb gran part de l'exèrcit. Malgrat això, Cunningham i Portal estaven fermament a favor que Montgomery succeís Brooke després de la seva jubilació. El primer ministre Winston Churchill, un amic fidel, es cita dient de Montgomery: "En la derrota, imbatible; en la victòria, insuportable".
Montgomery patia "una presumpció prepotent i un impuls incontrolable d'autopromoció". El general Hastings Ismay, qui aleshores era el cap d'estat major de Winston Churchill i assessor militar de confiança, va declarar una vegada sobre Montgomery: "He arribat a la conclusió que el seu amor per la publicitat és una malaltia, com l'alcoholisme o el consum de drogues, i que el torna igual de boig".

## Llegat

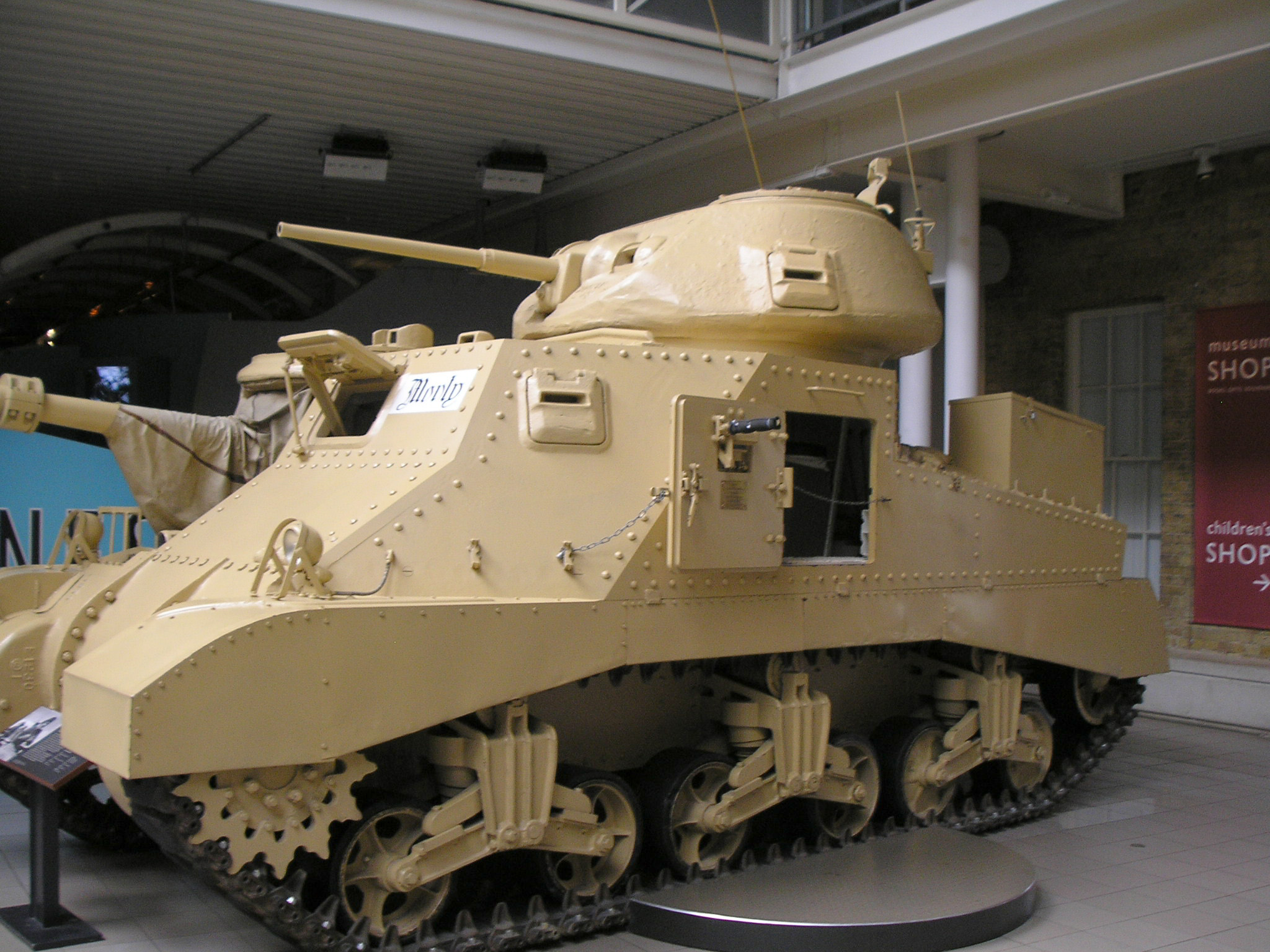
Tanc de comandament Grant de Montgomery, exposat a l'Imperial War Museum de Londres

- El retrat de Montgomery de Frank O. Salisbury (1945) està penjat a la National Portrait Gallery.[250]
- Una estàtua de Montgomery, realitzada per Oscar Nemon, es troba davant del Ministeri de Defensa, a Whitehall, al costat de les dels mariscals de camp Lord Slim i Lord Brooke.[251]
- Montgomery va donar el seu nom a la comuna francesa de Colleville-Montgomery a Normandia.[252]

- L'Imperial War Museum té una varietat de material relacionat amb Montgomery a les seves col·leccions. Aquests inclouen el tanc de comandament Grant de Montgomery (que s'exhibeix a l'atri de la sucursal de Londres del Museu), les seves caravanes de comandament tal com s'utilitzaren al nord-oest d'Europa (exhibit a IWM Duxford). Els seus papers estan en mans del Departament de Documents del Museu . El Museu manté una exposició permanent sobre Montgomery, titulada Monty: Master of the Battlefield.[253]
- El campió del món, Field Marshal Montgomery Pipe Band d'Irlanda del Nord porta el seu nom.[254]
- El cotxe d'estat major Rolls-Royce de Montgomery està exposat al Royal Logistic Corps Museum, Deepcut, Surrey.[255]
- El còctel Montgomery és un martini barrejat en una proporció de 15 parts de ginebra per 1 part de vermut, molt popular entre Ernest Hemingway al Harry's Bar de Venècia.[256] La beguda va ser batejada per la suposada negativa de Montgomery a entrar en batalla (tret que el seu avantatge numèric fos 15:1) i va aparèixer a la novel·la de 1950 de Hemingway Across the River and into the Trees. Irònicament, per les greus lesions internes rebudes a la Primera Guerra Mundial, en Montgomery no podia ni fumar ni beure.[174]

## Historial militar i condecoracions

### Dates de promoció
- Tinent de 2a - 19/09/1908
- Tinent - 01/04/1910
- Capità - 14/10/1914 (en funcions: 14/09/1914-13/10/1914)
- Major - 25/07/1925 (en funcions: 22/01/1917-15/07/1918, 12/04/1919-02/09/1919)
- Tinent Coronel - 17/01/1931 (en funcions: 16/07/1918-11/04/1919, 04/09/1919-05/11/1919, 23/01/1926-31/12/1927)
- Coronel - 29/06/1934, antiguitat 01/01/1931 (mitja paga 29/06/1937; paga sencera 05/08/1937)
- Brigadier - 05/08/1937-27/10/1938
- Major General - 28/10/1938, antiguitat 21/05/1938
- Tinent General - 16/10/1942 (en funcions: - 22/07/1940-21/07/1941)
- General - 11/11/1942
- Mariscal de Camp - 01/09/1944

### Condecoracions

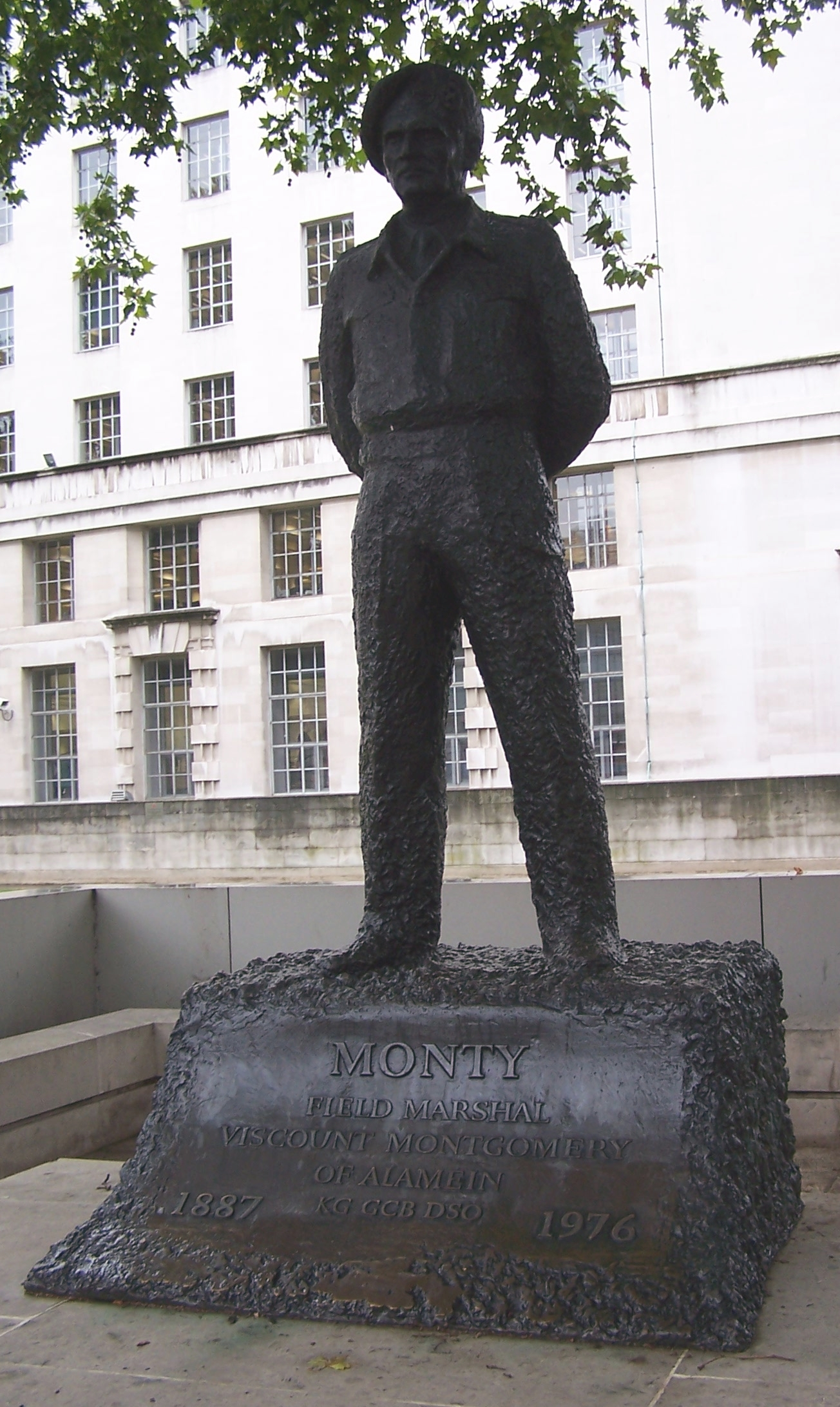
Estàtua del Mariscal Montgomery a Whitehall, Londres, d'Oscar Nemon, inaugurada el 1980

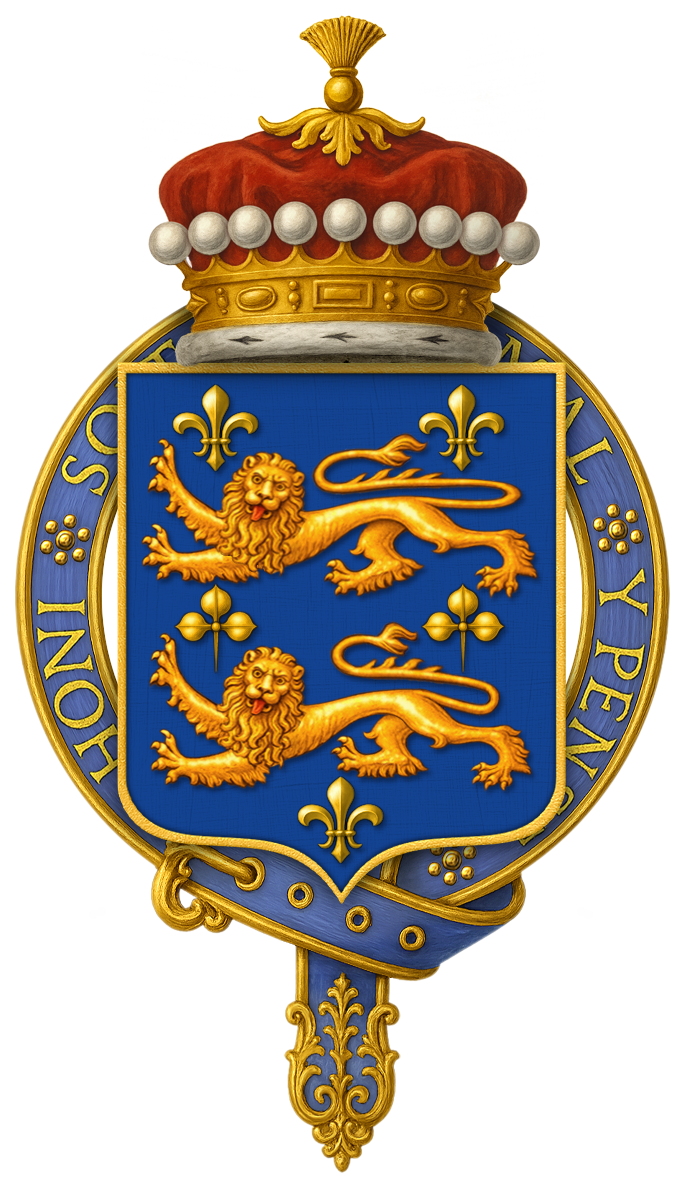
Escut d'armes de Montgomery: D'azur dos lleons passant guardant entre tres flors de lis dos en cap i un de base i dos trèvols en faixa tot en or. A la cimera porta la coroneta de vescomte, encerclat per l'orde de la Lligacama

- Cavaller del Molt Noble Orde de la Lligacama - 1946[257]
- Gran Creu de Cavaller del Molt Honorable Orde del Bany - 1945[258]
  -  Cavaller Comandant de l'orde del Bany – 11 de novembre de 1942[85]
  -  Company de l'orde del Bany – 11 de juliol de 1940[60]
- Orde del Servei Distingit - 1914[19]
- 9 Mencions als Despatxos (17 de febrer de 1915, 4 de gener de 1917, 11 de desembre de 1917, 20 de maig de 1918, 20 de desembre de 1918, 5 de juliol de 1919, 15 de juliol de 1939, 24 de juny de 1943,[259] 13 de gener de 1944)[260]
- Estrella de 1914-15
- Medalla Britànica de la Guerra 1914-20
- Medalla de la Victòria de 1914-1918 amb Menció als Despatxos
- Medalla del Servei General a l'Exèrcit i la RAF
- Estrella de 1939-45
- Estrella d'Àfrica
- Estrella d'Itàlia
- Estrella de França i Alemanya
- Medalla de la Guerra 1939-1945 amb Menció als Despatxos
- Medalla del Jubileu de Plata del Rei Jordi V 1935
- Medalla de la Coronació del Rei Jordi VI 1937
- Medalla de la Coronació de la Reina Elisabet II 1953
- Gran Creu del reial orde noruec de Sant Olaf - 1951[261]
- Gran Creu de Cavaller de l'Orde del Lleó Neerlandès - 16 de gener de 1947 (Països Baixos)[262]
- Orde de la Victòria - 21 de juny de 1945 (URSS)[263]
- Orde de Suvórov de 1a Classe (URSS)
- Creu de plata de l'orde Virtuti Militari - 31 d'octubre de 1944 (Polònia)[264]
- Gran Oficial de l'Orde de Leopold II - 1947 (Bèlgica)[265]
- Creu de Guerra amb Palma (Bèlgica)[265]
- Orde d'Adolf de Nassau (Luxemburg)
- Orde de la Corona de Roure (Luxemburg)
- Medalla del Mèrit Militar (Luxemburg)
- Orde del Lleó Blanc - 1947 (Txecoslovàquia)[266]
- Estrella de la Victòria (Txecoslovàquia)
- Creu de Guerra (Txecoslovàquia)
- Orde de l'Elefant - 2 d'agost de 1945 (Dinamarca)[267]
- Gran Creu de la Legió d'Honor - maig de 1945 (França)
- Medalla Militar - 9 de setembre de 1958 (França)[268]
- Creu de Guerra 1914-1918 (França)[269]
- Creu de Guerra 1939-1945 (França)
- Comandant en Cap de la Legió del Mèrit (EUA)[88]
- Medalla de la Campanya Europea-Africana-Orient Mitjà amb 5 estrelles (EUA)
- Medalla del Servei Distingit a l'Exèrcit 1947 (EUA)[270]
- Orde de Jordi I - 20 de juny de 1944 (Grècia)[271]
- Orde del Sultà (Marroc)
- Orde del Bei (Tunisia)
- Gran Cordó de l'orde del Segell de Salomó - 1949 (Etiòpia)[272]
- Medalla del Servei a les Nacions Unides